# 太陽花學運
太陽花學運，又被稱作318運動、佔領國會事件，是2014年3月18日至4月10日期間，臺灣的大學學生與公民團體反對《海峽兩岸服務貿易協議》而佔領立法院的抗議運動、社會運動。該運動參與者擔憂《服務貿易協議》損害臺灣經濟，並且強化中華人民共和國的政治影響力。其他參與運動理由還包括要求民主程序、反對自由貿易等。
2014年3月17日，立法院聯席會議上，中國國民黨立法委員張慶忠宣布《海峽兩岸服務貿易協議》的審查超過90天，依法視為已經審查，強送交立法院院會存查。此舉引發部分公眾的不滿。3月18日21時，反對《海峽兩岸服務貿易協議》的學生、群眾、公民團體，突然佔領立法院議場，並用座椅封鎖門口。隨後在立法院議場內的成員建立行動決策核心，展開大量的組織分工合作，在立法院外則有大量支持者聲援。
3月23日上午，時任總統馬英九針對學生運動發表演說。同日晚間，抗議群眾轉而試圖佔領行政院，隔日便遭警方強制驅離。在與總統府的會面破局後，學生在3月30日於凱達格蘭大道發起反服貿遊行，並有數十萬名民眾參與。但與此同時，反對學運佔據立法院、支持《海峽兩岸服務貿易協議》等訴求之群眾與社會運動團體，則是發起返還國會運動。到了4月6日，時任立法院院長王金平親自出面，代表國會提出制定《兩岸協議監督條例》的承諾。最終在4月10日，抗議學生與民眾退出議場，一共佔領議場585個小時。
太陽花學運是臺灣從1980年代以來最大規模的「公民不服從」行動，也是立法院首次遭到民眾佔領。在運動結束後，該運動仍然持續影響著臺灣社會，包括推動臺灣公民積極參與政治、國民黨在2014年九合一選舉和2016年正副總統及立委選舉的落敗、以及「第三勢力」政黨的出現等。這次運動還影響中華人民共和國的相關政策，並啟發香港、日本等地的抗爭。
2020年4月28日，太陽花攻占行政院案在臺灣高等法院二審宣判，共17人有罪，其中魏揚等6人從原一審無罪改判有罪。魏揚被控煽惑他人犯罪，判刑4月。2021年1月18日，案經最高法院以公民有不服從的合法抵抗權撤銷該判決，發回更審。10月8日，臺灣高等法院更一審，以本案屬教唆或幫助範疇、非刑法煽惑罪，將其併入原案的侵入罪，並因行政院已撤告而判決公訴不受理，另外許順治、李冠伶兩人因佔領行政院事件被控損壞公物罪的部分，維持一審見解仍判許、李各4月徒刑，均得易科罰金12萬元；全案依刑事訴訟法第376條規定不得上訴確定。

## 運動命名

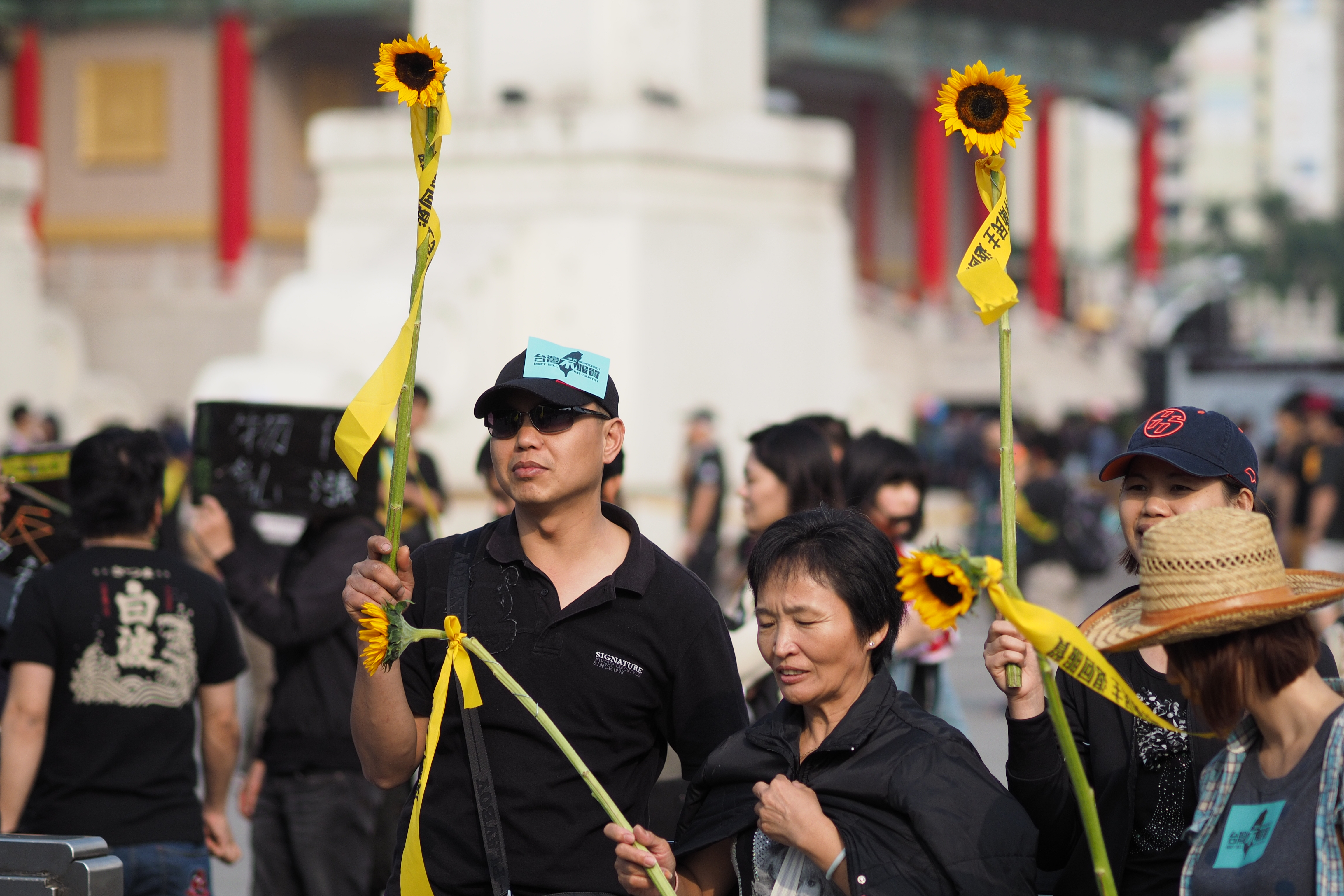
向日葵是這次佔領立法院行動的象徵，並以此命名為「太陽花學運」。

廣泛來說，太陽花學運是指從2014年3月18日起，因為佔領立法院而爆發的政治運動，由學生和民間團體共同發起行動。傳播媒體大多稱呼這次佔領立法院的行動為「太陽花學運」，抗議者還將向日葵視為「希望」的象徵，或者是代表需要陽光進入黑箱作業的運動精神。不過「太陽花學運」這個名字是偶然的命名，「太陽花」是從英語單詞借譯而成，通常會以「向日葵」來稱呼。
最初在3月18日晚間，由於永和花店老闆林哲瑋贈送向日葵到立法院議場，隨後佔領人士便不經意地把向日葵插在議場的講臺上。這被推測是基於過往「權力歸花兒」的口號想像，才會使用向日葵來表現出和平精神。不過參與運動的成員在裝飾著向日葵的講臺上發言的影像，在透過眾多傳播媒體流傳後，反而造成群眾送來更多的向日葵至立法院現場。當中更有花店老闆自己準備1,000朵向日葵，分送給立法院議場內外的抗議學生與群眾打氣，傳播媒體因此逐漸以「太陽花學運」稱呼這次佔領行動。
「太陽花學運」這個名稱的選擇，其實也借鑿臺灣社會運動的歷史，特別是過往學生運動的歷史。實際上，太陽花學運經常被拿來和臺灣歷史上的社會運動相互比較，特別是被視為1990年野百合學運的回應，當時的野百合學運便成功促進臺灣民主化的進程發展。不過部份參與人士並不喜歡「太陽花學運」這個名稱的意涵，堅持稱呼這次佔領行動為「318佔領立法院行動」，而其他相關的名稱還有像是「318學運」、「佔領國會事件」、「向日葵運動」、「318公民運動」等。

## 運動背景

### 服貿協議

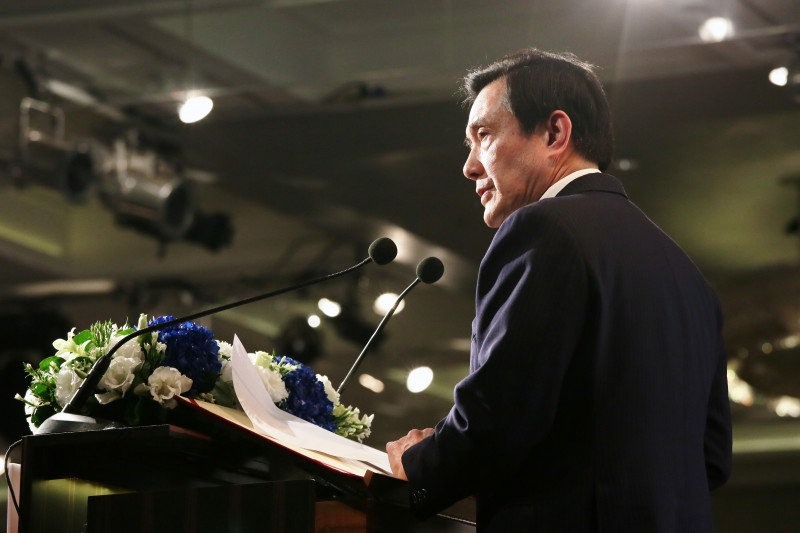
馬英九就任中華民國總統之後，開始推動海峽兩岸關係的發展。

在進入後冷戰的格局後，中共崛起、及世界體系轉型等問題影響，中華民國、中華人民共和國與美國的三角關係產生變化。而在2008年3月22日的總統選舉中，馬英九成功當選第十二任中華民國總統。隨後馬英九所主導的中華民國政府，開始推動和中華人民共和國建立更深層次的經濟聯繫，但也觸動到敏感的政治問題。2010年6月29日，海峽兩岸雙方代表在重慶市簽署《海峽兩岸經濟合作架構協議》，且在同年8月17日三讀通過。2013年6月21日，作為《海峽兩岸經濟合作架構協議》的後續協議，海峽兩岸雙方代表在上海市簽署《海峽兩岸服務貿易協議》。
作為自由貿易協定，《海峽兩岸服務貿易協議》開放雙方更自由地投資服務業：中國方面開放金融、醫療等80種行業，臺灣方面則開放交通、美容等64種行業。但儘管《海峽兩岸服務貿易協議》強調經濟貿易的自由化，基於其實質上可能造成部分臺灣中小企業的損害，以及雙方之間的政治問題，《海峽兩岸服務貿易協議》引起部分人士極大的擔憂，而出現強調法律程序的反服貿運動。同年6月25日，在反對者密切關注下，執政的國民黨與民主進步黨等在野黨，在立法院朝野協商中達成結論，同意《海峽兩岸服務貿易協議》本文應經立法院逐條審查、逐條表決。
而除了經貿依賴結構所造引發的政治問題外，大部分太陽花學運的結構性深層原因，則可以追溯到中華民國過去不完整的民主轉型。而在2013年發生九月政爭後，馬英九政府被指控藉由破壞臺灣民主的方式，迫害其政治對手。而有鑑於過往臺灣威權統治的歷史，後來針對馬英九政府的一項主要的批評，就是指責其行為本質上是漠視民意、欺騙人民的獨裁政府。而隨著中華民國總統成為《中華民國憲法》中的「例外狀態」，以及《海峽兩岸服務貿易協議》爭議顯現出正當性問題時，民主開放的公民社會也開始嘗試重塑憲法權威。

### 各類抗議

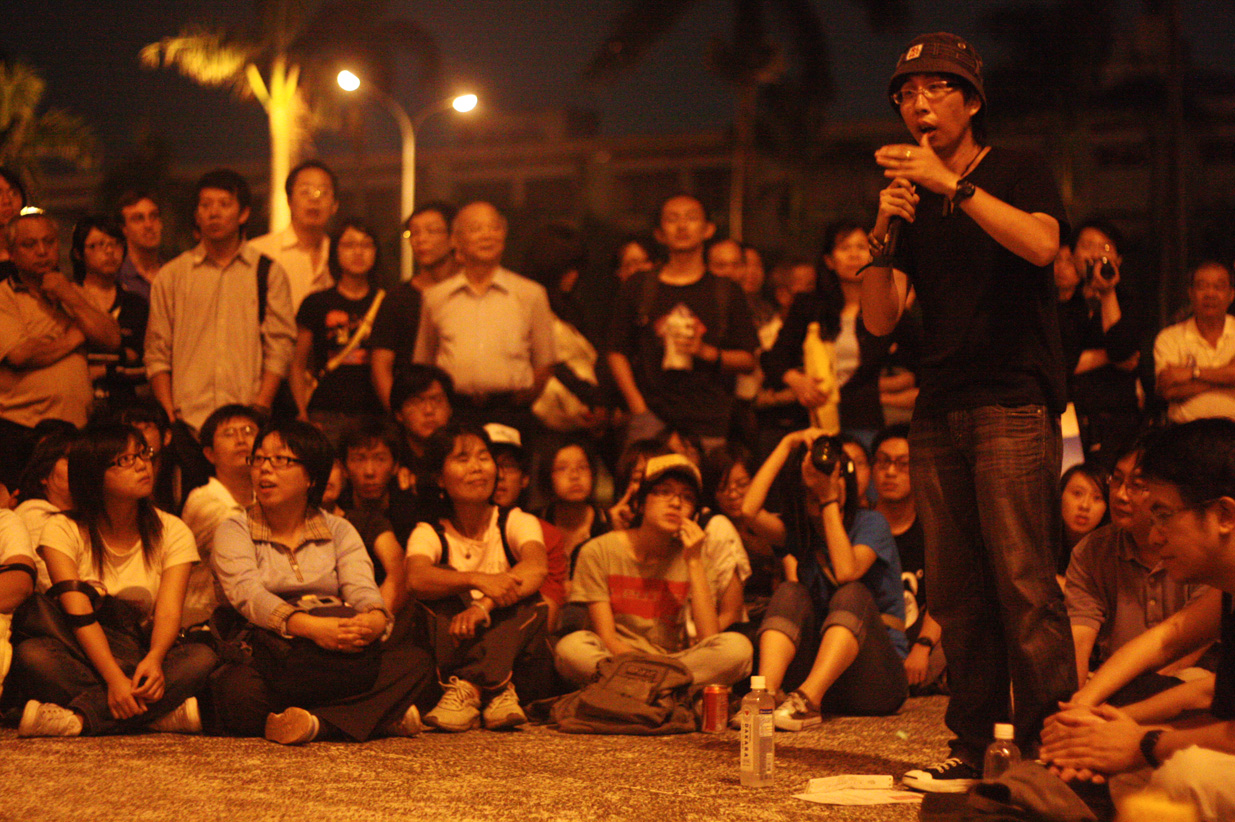
2008年11月，臺灣爆發野草莓運動，成為太陽花學運的前身。

許多團體和反對黨因為長期不滿馬英九和執政當局，發起各式的抗議活動，而太陽花學運便受到這些社會運動的發展影響。絕大部分對於國民黨的不滿，可以追溯到過往國民黨與裙帶資本主義之間的關係上。而隨著年輕世代的臺灣人認同、以及臺灣獨立運動支持度持續上升等，部分人因為認知到中國大陆的影響力及「被統一」的焦慮感開始出現。部份年輕運動者因而更加重視臺灣歷史脈絡，並致力於保護歷史遺址。而由於許多社會公義、自由民主、人權價值等接連受到破壞，許多青年運動者開始幫助不同的弱勢族群。
在這當中，2008年的野草莓運動是太陽花學運的重要前身。在2008年至2011年間，除了國光石化開發案發展為臺灣民間社會的重大事件之一，文林苑都市更新爭議也成為臺灣青少年與學生的「運動亞文化」。在2012年爆發的反媒體壟斷運動中，青年學生團體成為重要的參與者，並在運動過程中明確提出「中國因素」的概念。而在2013年發生的苑裡反瘋車行動，是青年運動者返回故鄉、並關注在地議題的案例。同年，洪仲丘事件引發的白衫軍運動，成為太陽花學運發生以前最大規模的示威活動，並且成立重要的協調團體公民1985行動聯盟。
而在太陽花學運中，有著長期歷史的臺灣反核運動同樣具有重要的地位。而部分青年運動者也開始呼籲修改《公民投票法》，來解決長期存在的政治問題。太陽花學運還和全球化、自由貿易等經濟資本問題，以及其造成的國家與社群衝突有關，並成為一種生命政治的回應方式。太陽花學運還受到從2011年起，在美國等地發起的群眾佔領運動影響。而在結構性經濟原因上，部份臺灣年輕世代則因為缺乏經濟機會，轉而投入反對運動。隨著年輕世代意識到自己身為往後臺灣勞動力的角色，亦有越來越多人參與勞工運動。而在這時期，批踢踢也已經成為臺灣社會運動的主要促成場所。

### 存查爭議

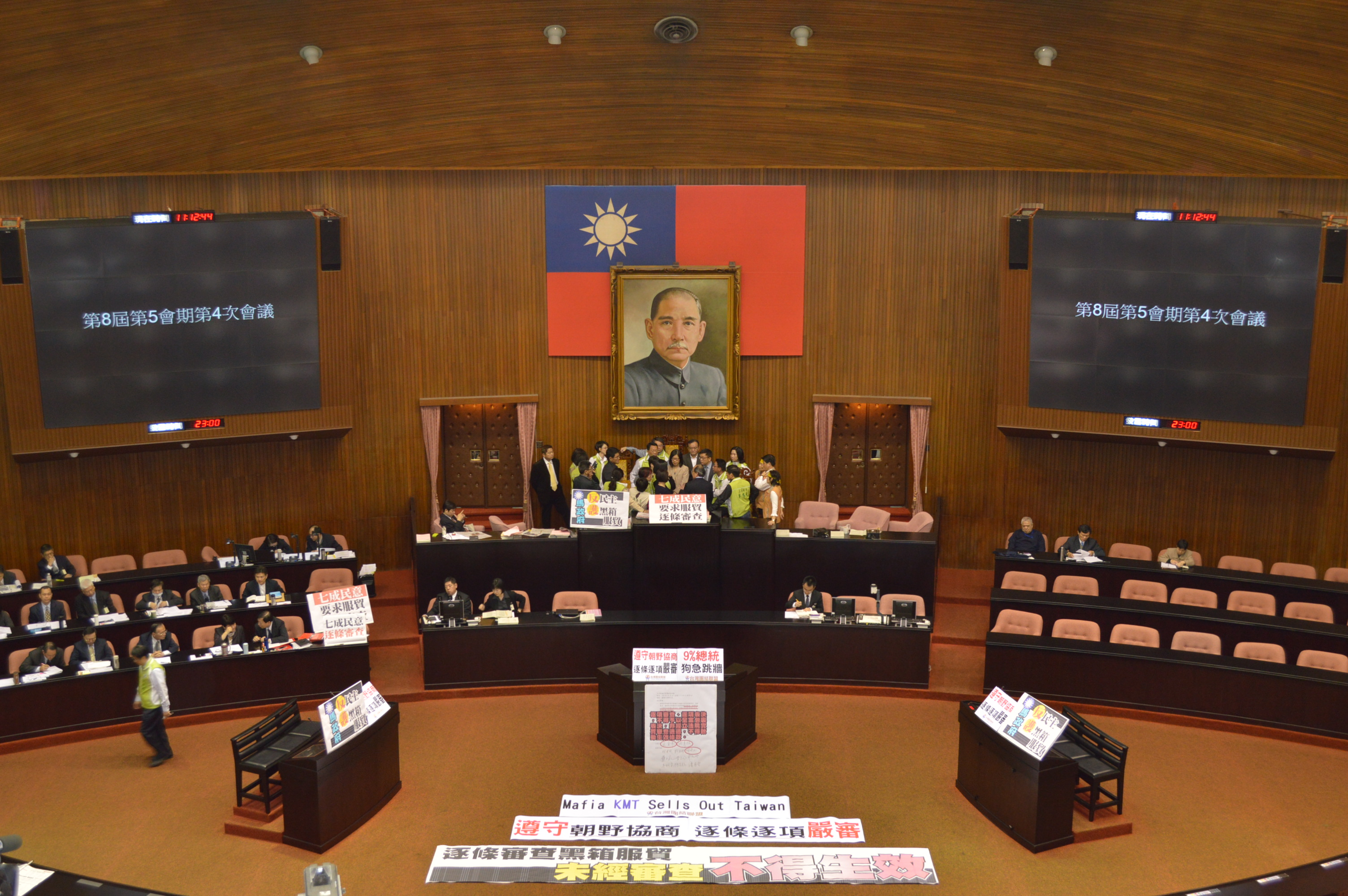
2014年3月18日，民進黨立法委員佔領立法院議場主席臺抗議。

2013年9月25日，各方同意為《海峽兩岸服務貿易協議》舉行16場公聽會，邀請學術界、非政府組織與受影響行業磋商。國民黨自2013年7月31日起，至2013年10月3日召開8場公聽會（詳參見立法院第八屆第三、第四會期公報），部分社會團體、非政府組織和行業代表並未被邀請，或直到最後一刻才被通知此事。在公聽會上，雖然學術界和行業代表亦有提出建議，立法院內政委員會召集委員、國民黨立法委員張慶忠仍表示，《海峽兩岸服務貿易協議》必須全部通過、且無法修改。而在2014年2月11日，中華民國與中華人民共和國舉行兩岸事務首長會議，在會議上達成數項合作協議，這也是65年來雙邊首次會晤。
由於中華民國與中華人民共和國計劃在2014年底簽署另一份協議，後者要求《海峽兩岸服務貿易協議》盡早生效。國務院臺灣事務辦公室亦多次表明有關《海峽兩岸服務貿易協議》的看法，主張海峽兩岸經濟上的合作，將帶給臺灣民眾實質的利益。在3月中旬，反黑箱服貿民主陣線已經得知馬英九政府可能會以行政命令的方式，宣告《海峽兩岸服務貿易協議》正式生效，因此規劃「捍衛民主120小時」行動，號召在3月17日至立法院抗議。到了3月17日，立法院內政委員會等8個委員會組成聯席委員會，初次審查《海峽兩岸服務貿易協議》，而不滿立法程序拖延的國民黨決定展開行動。
最初朝野兩黨自行準備麥克風喊話，隨後民進黨立法委員佔據主席臺，而國民黨立法委員搶攻主席臺未果。下午2時39分，在審查程序混亂的當下，張慶忠宣布引用《立法院職權行使法》第61條，由於《海峽兩岸服務貿易協議》已經超過規定的90天審查期限，因此依法視為已經審查，強行裁示審議中止、並立即宣布散會。國民黨認定《海峽兩岸服務貿易協議》因而已經通過審查，並且送交立法院院會存查，規劃在3月21日投票表決通過。但此舉引起部份公眾的憤怒不滿，民進黨也轉為更堅定的反對立場。

## 發起行動

### 佔領立院

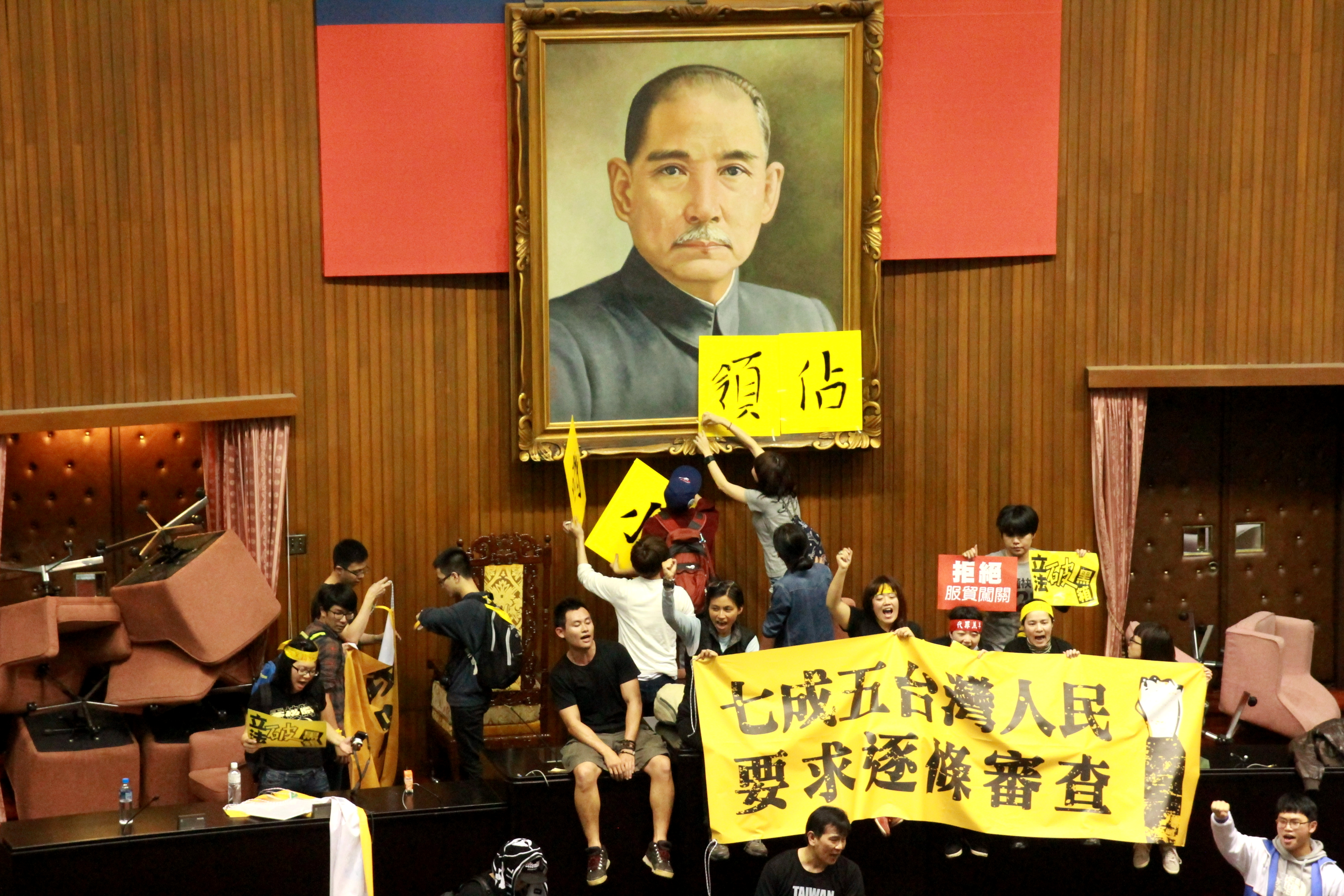
3月18日晚間，抗議學生與民眾佔領立法院議場。

早在3月17日上午10時，台灣守護民主平臺、台灣教授協會等多個組織，發表《「捍衛民主120小時」行動聲明》，該行動最終促成這次佔領立法院的行動。3月18日晚上6時，由於不滿張慶忠和國民黨強行通過《海峽兩岸服務貿易協議》，反黑箱服貿民主陣線等臺灣的公民團體、學生代表、學者和其他抗議者，先是在濟南路上舉行「守護民主之夜」，並在晚上9時10分左右翻過立法院圍牆，毫無預警地突破立法院大門。隨後有200多位學生在立法院院區奔跑，設法進入立法院議場，而立法院的門窗便在這場混亂中遭到打破。
晚上9時20分，大約有300名抗議學生和民眾強行突破立法院的警力，成功衝破立法院議場大門，隨後便在議場內部靜坐、並且佔領主席臺。他們還嘗試使用用座椅，封鎖議場各個門口。抗議者隨後發表《318青年佔領立法院，反對黑箱服貿行動宣言》，宣布已經佔領立法院，並三度阻止警方所發動的清場驅離行動。儘管行政院院長江宜樺曾經命令鎮暴警察集結並驅離抗議者，然而立法院院長王金平後來轉為不願意驅離學生，導致該指令並未得到執行。而在3月19日，警政署署長王卓鈞前往醫院探視受傷的警員時，表示在先前維護秩序的過程中，共有38名警察因此受傷。
在佔領期間，政府切斷議場內部的水電，並在抗議者周遭部署約2,000多名警力。這時候，立法院的二樓成為進出議場的主要方式，這些駐守二樓的志願者後來便自稱「二樓奴工」。而過了幾個小時，數百名自發前來支援的市民，開始在立法院周邊馬路上集結靜坐，聲援與「保護」議場內部的佔領學生，也自此正式癱瘓立法院的運作。而在聽到消息後，謝長廷、蔡英文等民進黨政治人物也至現場表達支持的立場。

### 對話失敗

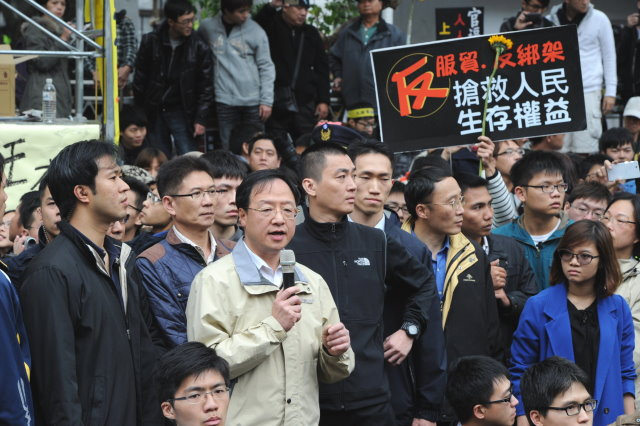
3月22日，行政院院長江宜樺至立法院外，與靜坐學生對話，但未能取得共識。

在3月19日上午8時，學生代表舉行記者會，提出三項具體訴求，包括：總統馬英九道歉、警察立刻退出立法院、行政院院長江宜樺下台；立即退回《海峽兩岸服務貿易協議》；在完成立法前，暫停所有海峽兩岸的協商與高層互動。到了晚上，抗議者再度要求退回《海峽兩岸服務貿易協議》，並且恢復逐條審查，否則將會持續佔領立法院至3月21日。而在同日，臺北市市長郝龍斌表示希望能夠透過理性溝通的方式，盡快讓事件和平結束。
3月20日晚上8時，王金平則是發表聲明，表示自己已經聽到學生訴求，並且承諾不會以警力驅離學生。而總統府發言人李佳霏則表示，除了尊重立法院自治外，也支持立法院依法妥善處理，且如果有需要亦會全力配合。3月21日，在反服貿學生總指揮林飛帆已經回應並不接受密室協商的情況下，馬英九仍然堅持召開院際會商，不過最終王金平選擇缺席這次會議，並表示希望馬英九能夠傾聽民意、及促成朝野共識。到了晚上6時，林飛帆再度召開記者會，與黑色島國青年陣線號召包圍各地的中國國民黨黨部，並批評馬英九已經喪失統治的正當性。
抗議學生曾經多次呼籲馬英九與其會面，並且立即回應他們的訴求；然而馬英九拒絕與學生進行直接談判，反而不斷拖延訴求處理。直到3月22日下午4時，江宜樺才前往立法院外，與抗議中的示威學生和公民團體代表展開對話。然而在這次會面中，他表示行政院無意放棄或退回《海峽兩岸服務貿易協議》，但認為《海峽兩岸服務貿易協議》應在立法院內徹底審查。與此同時，他也不同意針對海峽兩岸協議的監督機制進行立法，表示這兩項問題需要行政院和馬英九的參與。最終該次對話由於未能達成共識而破局，抗議成員拒絕江宜樺的言論，並宣布繼續佔領立法院。與此同時，反服貿團體還揚言發動罷工、罷課抗議。

## 運動危機

### 政院行動

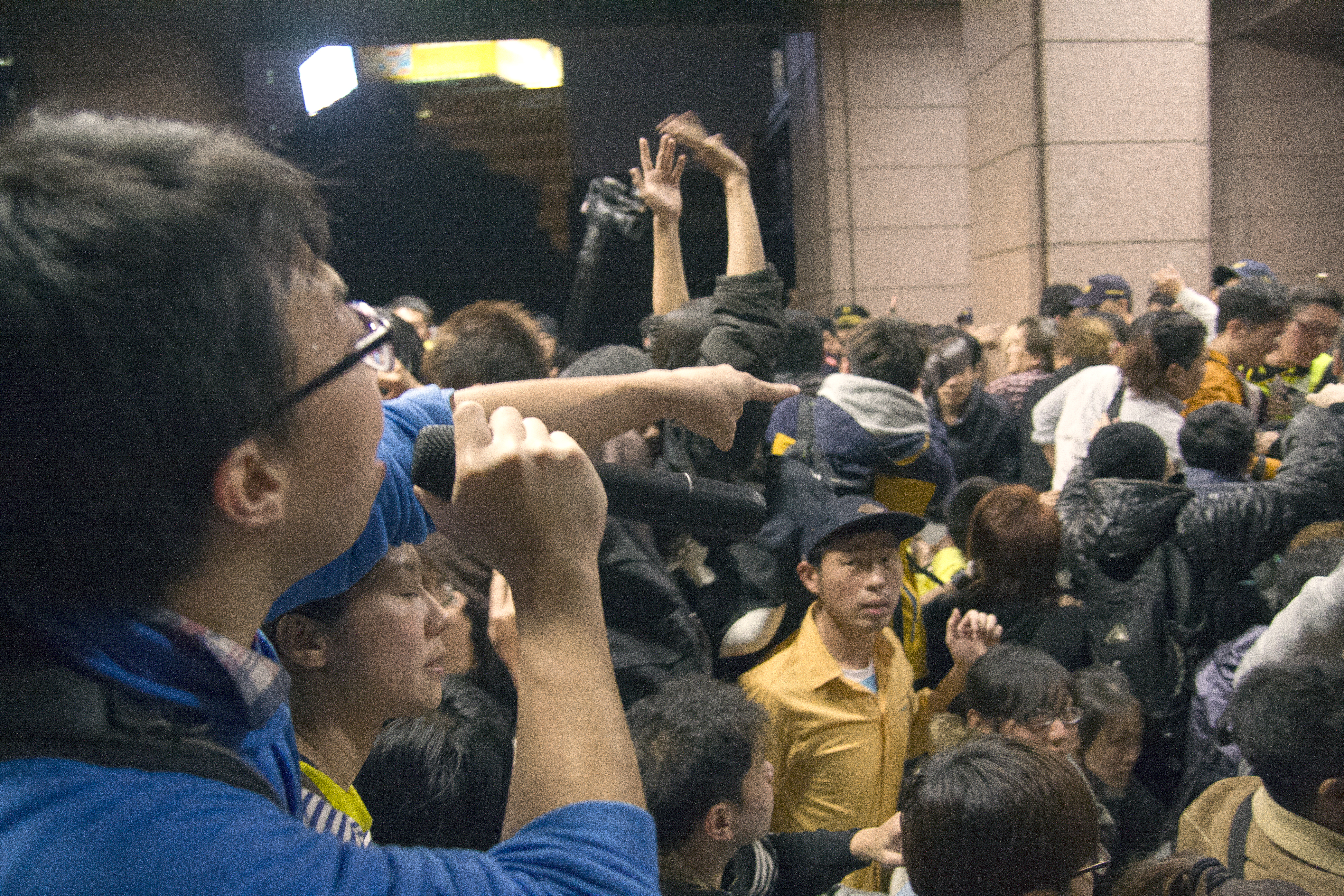
3月23日，抗議學生與民眾佔領行政院。

3月23日凌晨2時30分，1名議場內部的學生因為癲癇發作，緊急送往醫院急救。隨著運動的持續發展，這時已經累計有34人被送往國立臺灣大學醫學院附設醫院看診。而在同日上午10時，馬英九舉行中外記者會，向示威學生發表讲话。他闡述通過《海峽兩岸服務貿易協議》的必要性，並重申不會退回協議；他還對於學生的熱情表示讚賞，但質疑他們佔領政府部門的決定，並認為學生已經是違法佔領立法院。然而馬英九的這些言論，反而讓運動者決定升高抗爭態勢。
到了晚上7時35分，在部分學生的領導下，數百名反服貿運動的學生、政治運動團體、以及一般民眾，轉而試圖佔領行政院。這些抗議群眾衝入行政院院區，並且進入行政院大樓內。隨後有更多的群眾加入行動，也與警方爆發推擠衝突。在江宜樺下令強制驅離後，警方從隔日凌晨0時起發動六波強制驅散、逮捕的清場行動，學生與民眾遭到暴力驅離。清晨5時，警方已經全面驅離佔領行政院院區的抗議者，不過一度仍有人堅持聚集在忠孝東路上。最終這次驅離行動共造成150多名抗議參與者和警察流血受傷，部份人士則被送往國立臺灣大學醫學院附設醫院救治。
而對於警方的強制驅離行動，立法院內政委員會後來在3月27日召開會議，在討論完運作要點及調閱文件內容範圍後，決議成立「行政院鎮壓反服貿學運真相調閱專案小組」。其中根據立法院內政委員會通過的運作要點，調閱小組會議能在3月27日至8月31日期間，以行政院、內政部、內政部警政署、衛生福利部、法務部、國家安全局等機關為對象，邀請與該調閱文件有關的機關首長、學者專家、學生或民眾代表列席說明，亦可以進行查訪或訪談。

### 談判破局

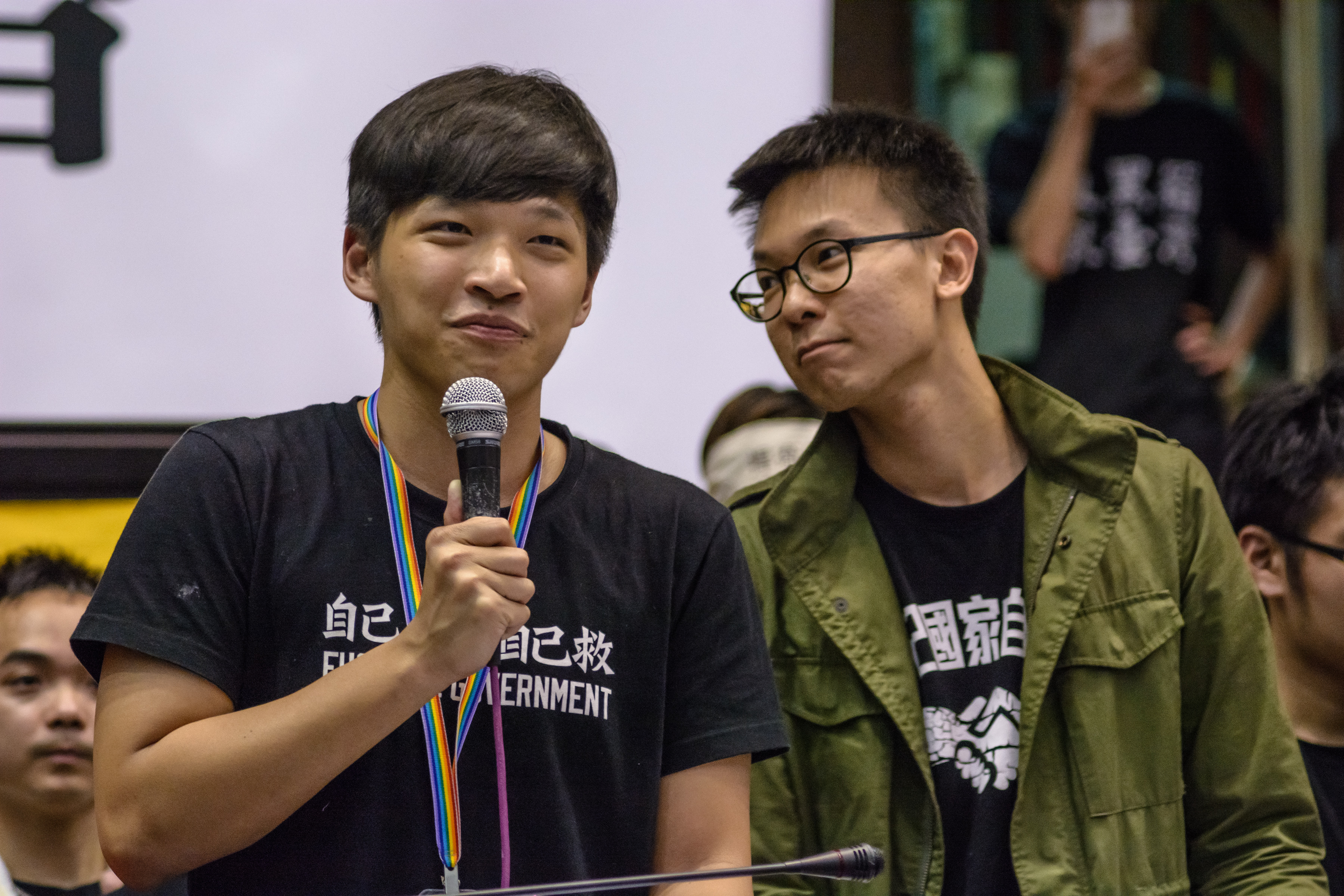
在太陽花學運中，陳為廷（左）與林飛帆（右）常被視為學生領袖。由 劉耘天 拍攝。

3月24日，由立法院8個委員會組成的聯席會議通過決議，內容包括：張慶忠在3月17日召開的會議結果無效；在海峽兩岸的協議監督機制制定後，才能審理《海峽兩岸服務貿易協議》；要求行政院撤回《海峽兩岸服務貿易協議》，並且重啟談判。而在3月25日下午2時，馬英九決定向學生運動釋出善意，同意在沒有先決條件的情況下，邀請抗議代表前往總統府會晤，並且針對引起爭議的《海峽兩岸服務貿易協議》展開對話。而總統府發言人李佳霏便表示，總統府後續將會派遣代表與學生代表討論相關細節，若有具體結論再對外說明。
原本在同日下午4時，學生領袖林飛帆表示接受總統府的邀請提議，同意不應該為會面設定任何先決條件，但也表示學生們有幾點希望能夠討論，這包括：是否需要新的立法，來監督所有海峽兩岸的協議；以及在引入立法前，是否應該推遲《海峽兩岸服務貿易協議》。同時學生還要求進行公開的討論，並堅持需要先制定海峽兩岸協議的監督機制法案，才能審議《海峽兩岸服務貿易協議》。與此同時，有鑑於政府機構在運動期間曾經採取的行動回應，部分參與運動的青年並不信任政府的會談誠意。
隨後，由於認定馬英九仍然持續透過黨章控制國民黨立法委員的意向，從而導致跨黨派會議未能就抗議活動、以及《海峽兩岸服務貿易協議》問題達成共識，這些情況導致抗議學生的態度在3月26日以後轉為更加強硬，其領導人亦拒絕總統府的會面邀請。與此同時，抗議學生也試圖尋找運動的突破空間。同日，他們呼籲所有立法委員在通過《海峽兩岸服務貿易協議》之前，先支持制定有關監督海峽兩岸協議的法律。學生還藉此起草一份承諾書，要求立法委員簽署以表示贊同。

### 示威遊行

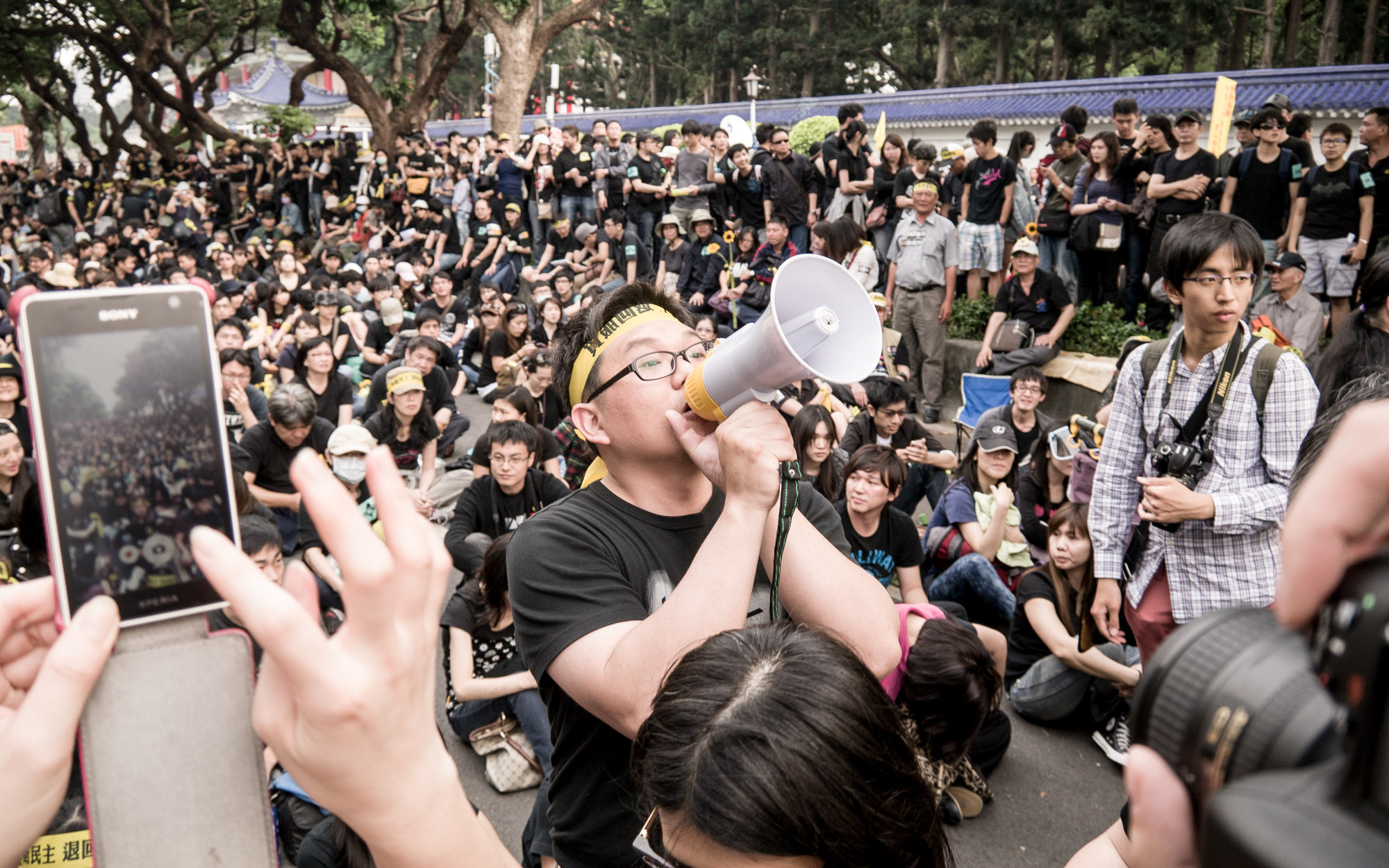
3月30日，學生發起「330反黑箱服貿遊行」。

3月27日下午3時，學生運動代表林飛帆、陳為廷召開記者會，宣布將無限期佔領立法院。同時為了向馬英九施加壓力、以及要求政府聽取示威者的訴求，林飛帆和陳為廷宣布號召臺灣民眾在3月30日於凱達格蘭大道上，舉行「330反服貿遊行」集會。此外，林飛帆還表示希望馬英九不要繼續使用「消耗戰」，因為學生並不會因而離去，而局勢如果持續拖延，反而會造成馬英九政府的立場更為弱勢。不過在這期間，一名苗栗縣警察局竹南分局警員在支援學生運動勤務後中風，並在1個月治療後逝世。
到了3月29日晚上6時，馬英九召開記者會發表讲话，回應學生的四項訴求，表示《海峽兩岸服務貿易協議》能夠逐條討論與表決，但是堅持拒絕退回《海峽兩岸服務貿易協議》。他還表示有關中華人民共和國與中華民國之間的協議問題，將會同意由立法院針對監督機制定新的法律。而從3月30日下午1時開始，大量抗議民眾響應佔領立法院的行動與訴求，參與「330捍衛民主、退回服貿、人民站出來」反服貿遊行。其中還有22個非政府組織參加這次活動。
參與遊行的群眾主要在總統府前的凱達格蘭大道集結，並且沿著中山南路擴展到立法院的議場外，透過「佔領」的方式抗議政府的作為。議場內部的學生代表很快就宣布凱達格蘭大道已經人滿，隨後現場的主辦單位更表示約有35萬人集結出席這次示威運動；相對地，警方則估計集會人數約有116,000人。而在遊行活動的最後，林飛帆在凱達格蘭大道上發表讲话。3月31日，馬英九再度召開記者會，提出數項聲明，包括：不退回《海峽兩岸服務貿易協議》；《海峽兩岸服務貿易協議》逐條審議、逐條表决；官方版兩岸協議監督機制立法，並在數日內由行政院通過草案。

## 行動結束

### 陷入僵持

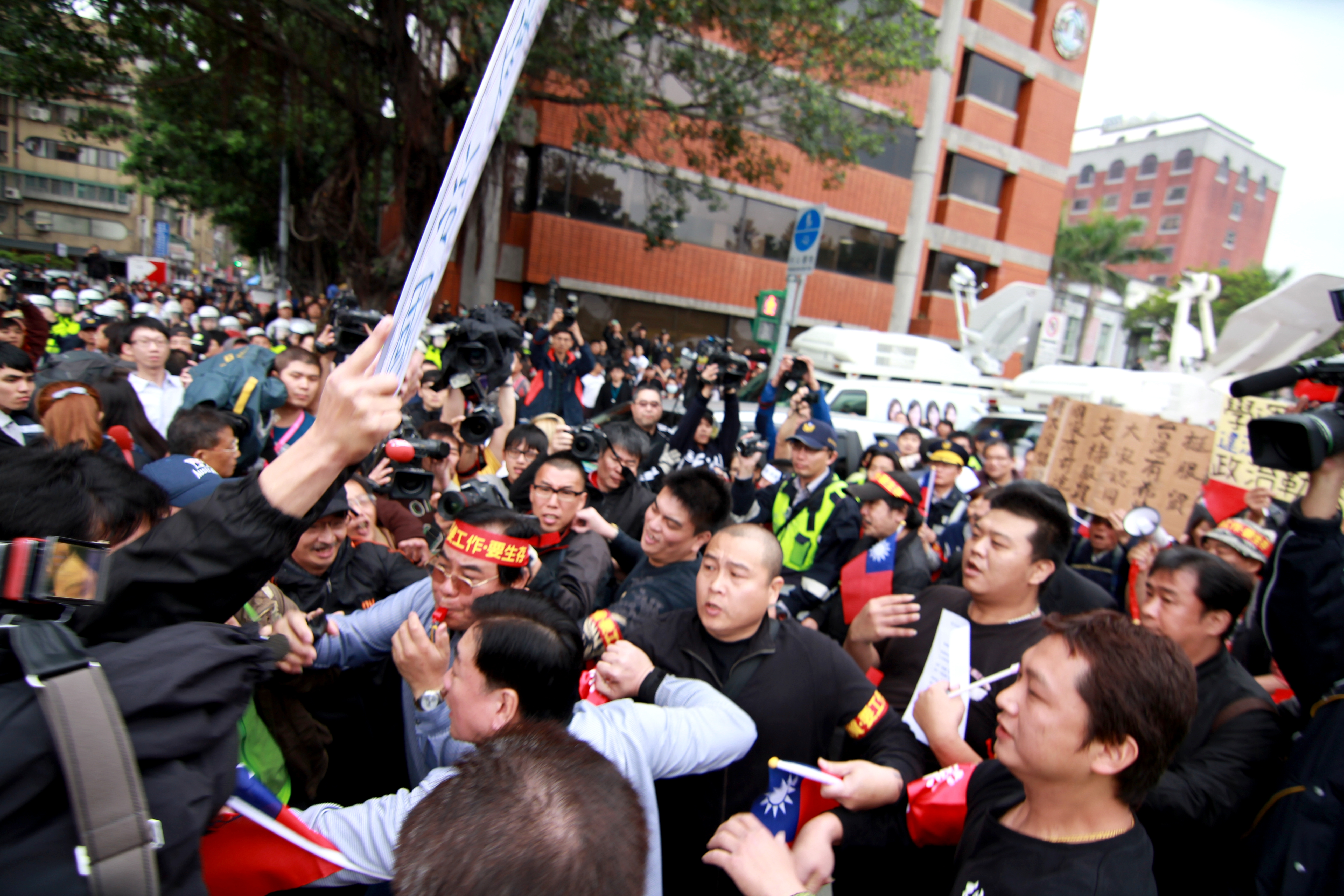
4月1日，以張安樂為首的反抗議人士與佔領立法院的群眾發生衝突。

大部分針對太陽花學運所發起的組織性反對運動，主要是來自泛藍政治陣營的成員。早在3月30日，便有數百名反對佔領行動者舉行集會。4月1日下午1時，中華統一促進黨總裁張安樂號召2,000多名親中活動人士，前往立法院集會示威，以「路過」方式表達支持《海峽兩岸服務貿易協議》、及反對佔領議場的立場，並率眾互嗆。同日，部份佔領行動成員發表《賤民解放區宣言》，宣布成立「賤民解放區」。4月2日，在學生運動領導人再次動員下，近千名反服貿人士響應包圍立法院的號召。同日，超克藍綠與基進側翼發布新聞稿，批評立法院內部的主要學生運動領導者。
到了4月3日，在濟南路的立法院委員會入口附近，有數百名反服貿學生持續高舉標語、呼喊的口號。下午1時，行政院通過《臺灣地區與大陸地區訂定協議處理及監督條例》法規草案，其中該提案版本包括部分學生所要求制定的立法院具監督功能。但儘管行政院對於學生訴求有所讓步，學生仍然要求更透明的制定，並認為應該重新審查《海峽兩岸服務貿易協議》。但在這期間，學生運動團體在立法院周邊的人數已經大幅減少。到了4月4日，對於反服貿學生持續佔領議場，開始有主張應該歸還議場、不要讓議事停擺的意見出現。
在國民黨開始積極營造鎮壓氛圍的情況下，民主黑潮學生聯盟另外針對國民黨的立法委員發起「割闌尾計畫」，而議場內部的成員也試圖發動活動維持對峙的局勢。在4月5日，反服貿學生在立法院連續舉行三場以審議式民主為框架的「人民議會」，並將討論內容摘要做成意見書。其中在「人民議會」上，特別討論到有關制定《兩岸協議監督條例》的提倡主張，並由參與活動的公民自行制定法案，希望能夠藉此監督往後與中華人民共和國簽署的貿易協議。

### 撤出議場

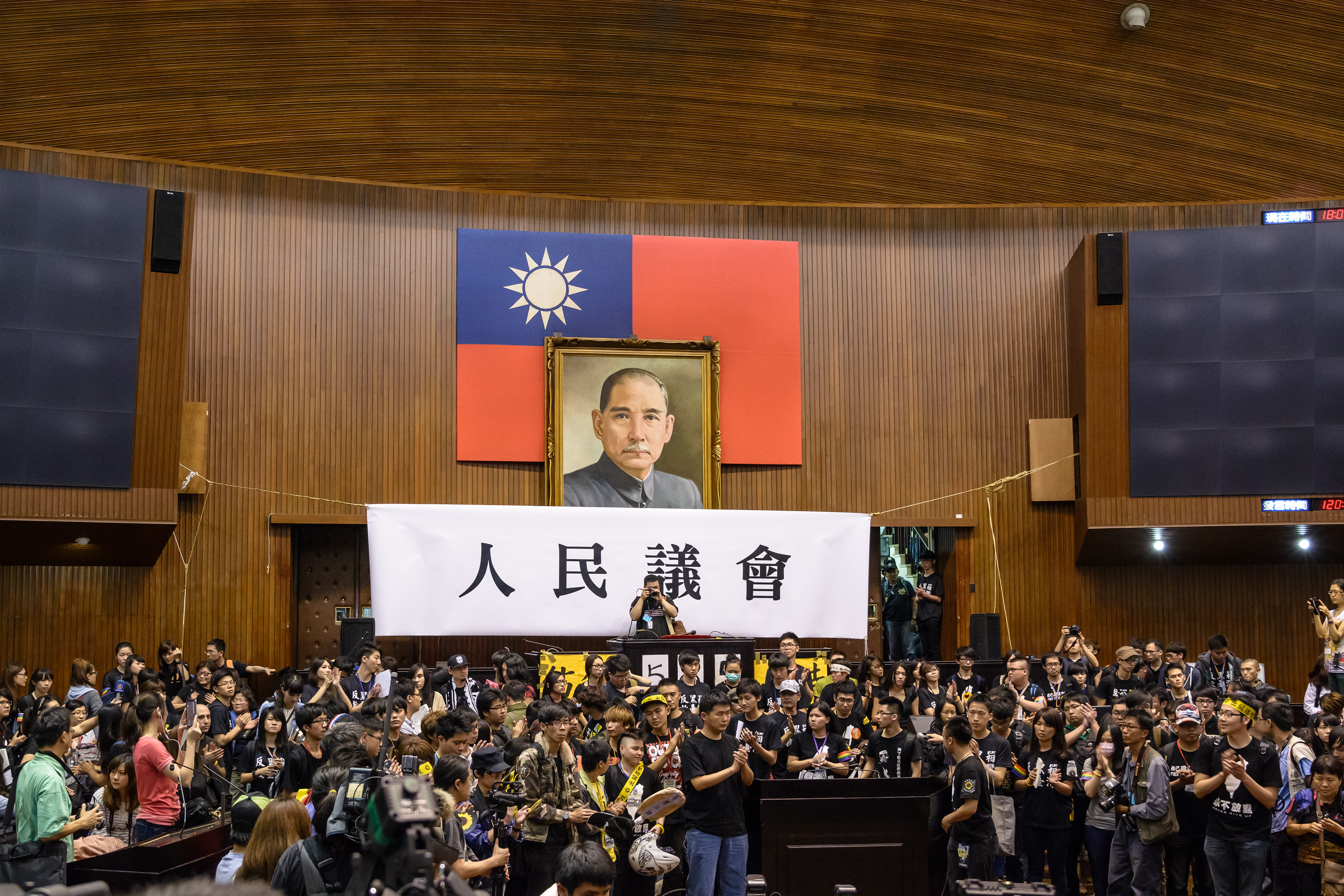
4月10日，佔領學生發表《人民議會意見書》，隨後退出議場。由劉耘天拍攝。

4月6日上午11時左右，王金平進入立法院議場與學生對話，並敦促學生退出議場。為了回應學生的訴求，王金平在其發表的聲明中，承諾在《兩岸協議監督條例》完成立法前，將不會召集與《海峽兩岸服務貿易協議》審議相關的黨團協商會議。這意味著其表態支持《兩岸協議監督條例》立法，並推遲《海峽兩岸服務貿易協議》的審查。不過國民黨黨團首席副書記長費鴻泰在後續的記者會上表示，王金平應事先諮詢國民黨黨團。而民主進步黨黨團總召柯建銘則認為，中國國民黨立法委員的說法只是退縮的藉口。
4月7日晚上8時，針對王金平有所讓步的回應，佔領行動的決策小組在記者會上發表《轉守為攻，出關播種》聲明稿，宣布抗議學生「已經完成階段性任務」，同意在4月10日晚上6時退出立法院議場，並在臺灣社會持續推廣運動。隨後馬英九表示支持學生離開立法院的決定。同日，學生也開始紀念臺灣獨立運動人士鄭南榕。4月8日，王金平在官邸重啟朝野協商，針對《兩岸協議監督條例》排入程序委員會、議場重建等事宜，進行討論與磋商。學生則開始清理立法院議場，並出現強調解放運動、台灣獨立認同的「大腸花論壇」。
4月10日下午3時，駐守立法院議場二樓的志工發表《二樓奴工退場聲明》，批評運動中的主流領導人，選擇從過去自行搭設的天臺樓梯離去。下午5時，反服貿學生舉行退場儀式，宣讀《人民議會意見書》，在晚上6時正式退出立法院議場，警方隨後進駐議場。而在議場淨空離開前，抗議學生動員2萬多人至臺北市主要幹道示威遊行，並集結在立法院周邊舉行大型聲援集會，隨後宣告解散。當天晚上，公投護台灣聯盟及部分反對離開的學生，持續在立法院院區的中山南路大門留守。隔日晚上6時，由於警方毀約驅離公投護台灣聯盟，群眾以「路過」方式包圍臺北市政府警察局中正第一分局，最終導致分局長方仰寧口頭請辭。

## 組織活動

### 抗議訴求

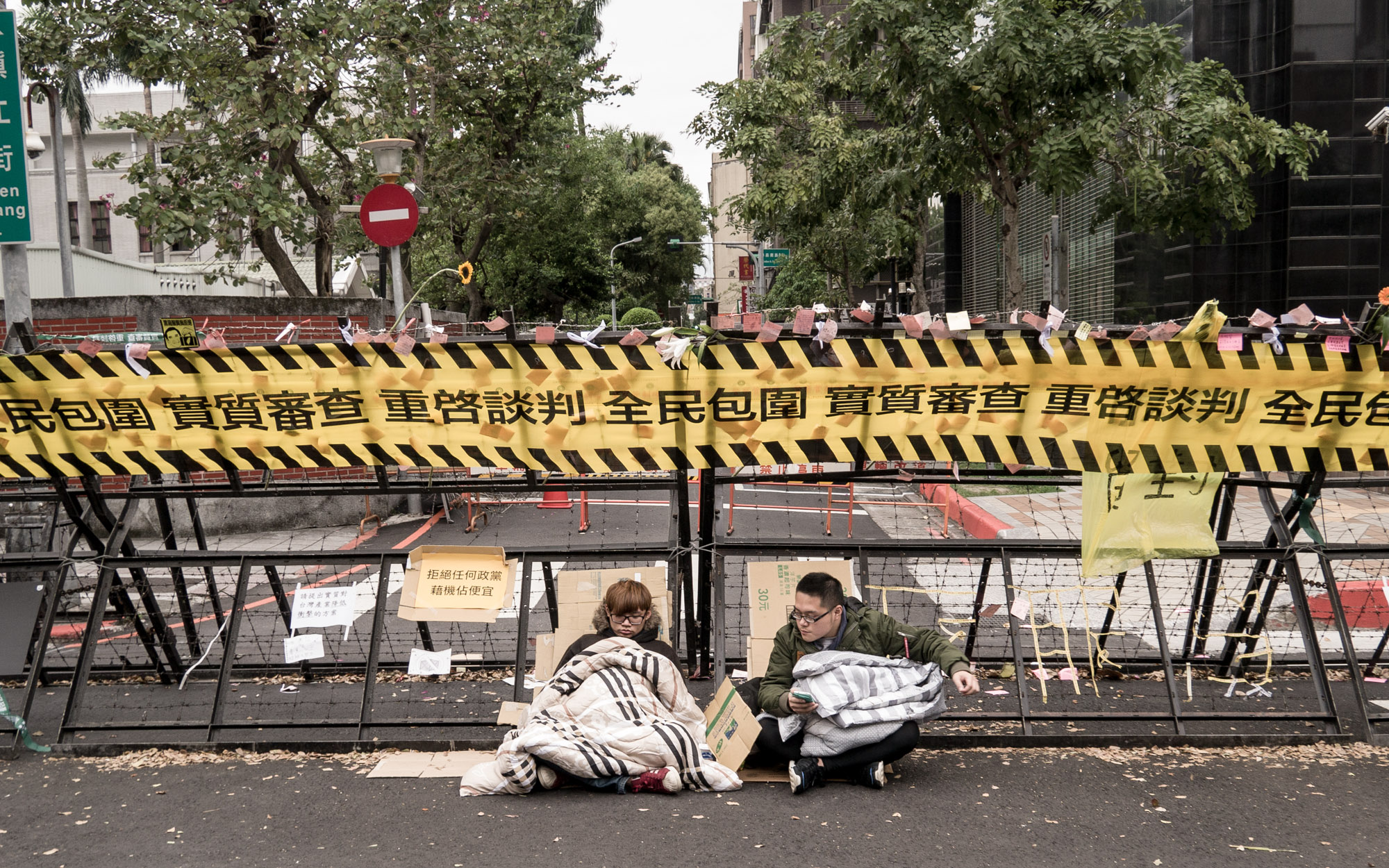
佔領立法院的學生強調對海峽兩岸協議的實質審查。

最初抗議者要求將《海峽兩岸服務貿易協議》退回至逐條審查階段，而佔領行動的決策小組在3月23日更確定「先立法再審查」的抗爭訴求。後來他們重新列出數項訴求，包括：退回《海峽兩岸服務貿易協議》、建立海峽兩岸協議監督機制（監督機制立法時應納入民間版）、先立法再審查、召開公民憲政會議等。不過並非所有參與者都理解運動訴求，乃至於認識《海峽兩岸服務貿易協議》的內容及反對原因，許多佔領者對於行為的理解也有所不同。與此同時，太陽花學運也常被過於簡單地劃為「反中」運動。
不過大部分訴求都與臺灣特殊地位有關，導致這場運動被許多人視為實質上的臺灣獨立運動。其中抗議學生主張在資本主義體系下，與中華人民共和國達成《海峽兩岸服務貿易協議》，除了損害臺灣自身經濟，亦導致臺灣更加依賴中華人民共和國，主權也更容易受到政治壓力影響。部分抗議者擔心這會導致臺灣成為「第二個香港」，或者是俄羅斯與克里米亞的關係。在抗議運動期間，年輕世代成員還特別宣傳「臺灣人」的身分認同，並發揮重要影響力。不過與過往有關「臺灣人」身分的討論存在著明顯的差異，這些年輕人主要朝向更開放、多元的公民民族主义方向發展。
而與中華人民共和國簽署《海峽兩岸服務貿易協議》的過程，抗議學生則批評是缺乏透明度的黑箱作業，希望能夠保衛民主。儘管該自由貿易協定影響許多行業，學生批評立法院從未和受影響的群體充分協商，或展開真正的辯論，也忽視過去逐條審查的承諾。因此，學生要求在《兩岸協議監督條例》通過前，所有的海峽兩岸協議應該終止。「激進民主」也是部份運動領導者的公開願望，例如在接受《每日新聞》採訪時，林飛帆表示抗議運動是為了「拯救臺灣的民主主義」。學生抗議政府企圖利用絕對多數的席次，批准與中華人民共和國間的《海峽兩岸服務貿易協議》。部分佔領運動成員則是表達反對自由貿易的立場。

### 參與成員

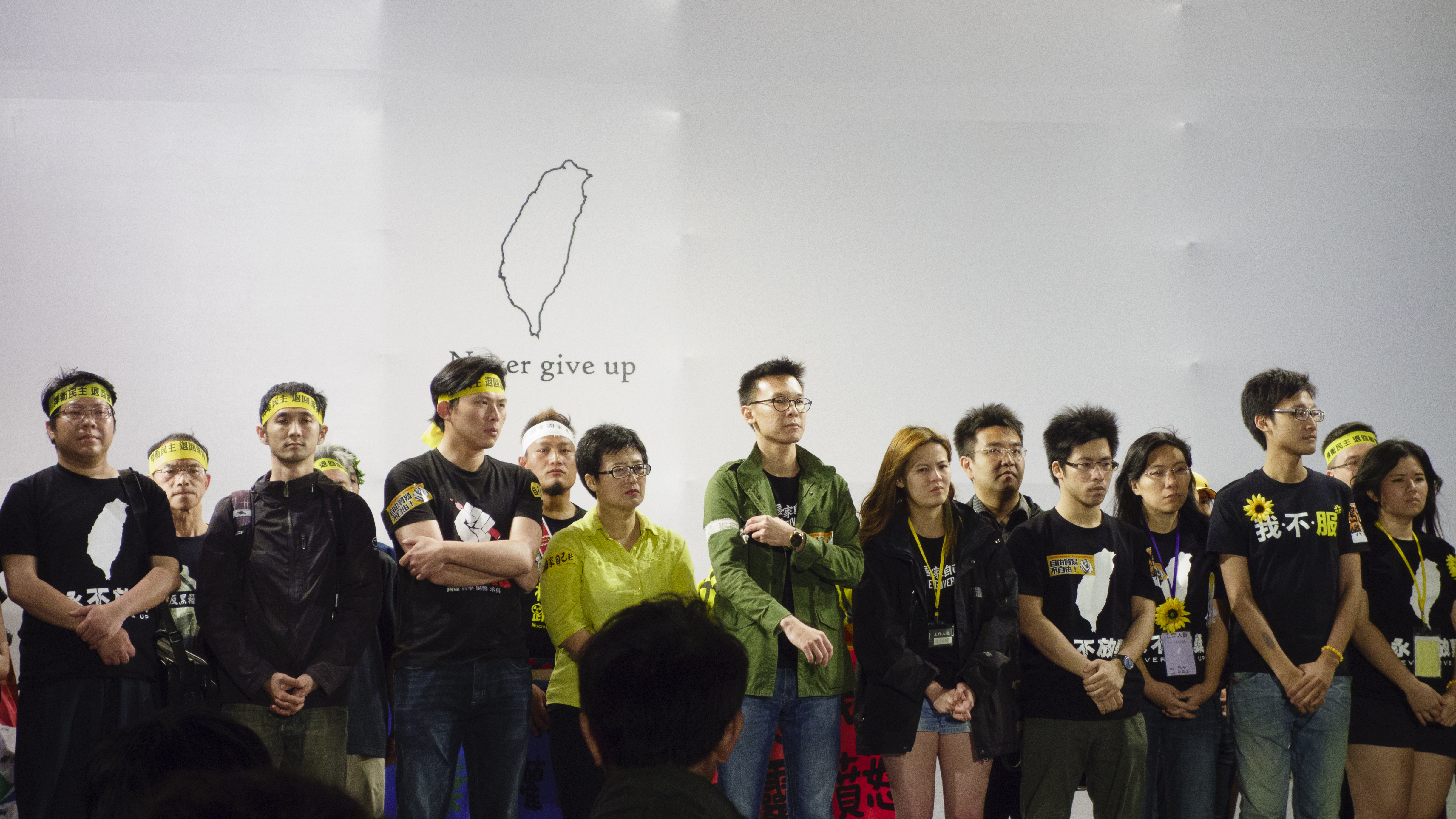
太陽花學運實際上是由多個公民組織、學生團體共同發起的反服貿運動。

儘管太陽花學運經常被認為是一場學生運動，亦是由學生為主體所主導的佔領行動，然而參與反服貿運動、及佔領行動的組成人員並不僅限於學生，還包括數十個活躍的反服貿公民運動組織、青年世代和數量眾多的積極公民。早在2010年6月30日，公民團體「兩岸協議監督聯盟」便宣告成立。2013年6月21日，兩岸協議監督聯盟開始和各個社會運動團體舉辦抗議活動，而多位出版界、文化界人士也在6月26日聯署反對《海峽兩岸服務貿易協議》黑箱作業。7月28日，政治運動團體結盟組成「反黑箱服貿民主陣線」。7月31日，各校學運社團更組成「黑色島國青年陣線」，要求退回《海峽兩岸服務貿易協議》。
不過在學運期間，儘管這些團體並非屬於同一個組織，「黑色島國青年陣線」仍然成為一個籠統的術語，指涉所有佔領立法院期間的參與者。而在3月25日，參與運動的台灣守護民主平台、反黑箱服貿民主陣線等公民團體，主動公布民間版的《兩岸協定締結條例草案》，要求先立法、再審查海峽兩岸的協議。同樣參與運動的台灣農村陣線，則長期呼籲關注全球化和自由貿易對臺灣農民的影響，並鼓勵學生援助臺灣社會的弱勢群體。公民1985行動聯盟也在太陽花學運中發揮作用。而自稱「台獨左派」的基進側翼則是在2011年成立的組織，後來則從學運內部分裂出來。
而在太陽花學運發生的前幾年，參與行動的公投護台灣聯盟就已經在佔領立法院外的街道作為營地，並且呼籲臺灣進行公民投票的改革，藉此解決獨立運動的問題。許多臺灣原住民族亦參與太陽花學運，並被認為是最有可能受到《海峽兩岸服務貿易協議》顯著影響的族群，隨後部分成員則自發地推動「佔領講堂」活動。而由於整個台灣社會都會受到《海峽兩岸服務貿易協議》的影響，部分臺灣LGBT社群成員亦出於相同的理由參加這次運動，但在運動過程中也曾引發爭議問題。

### 空間活動

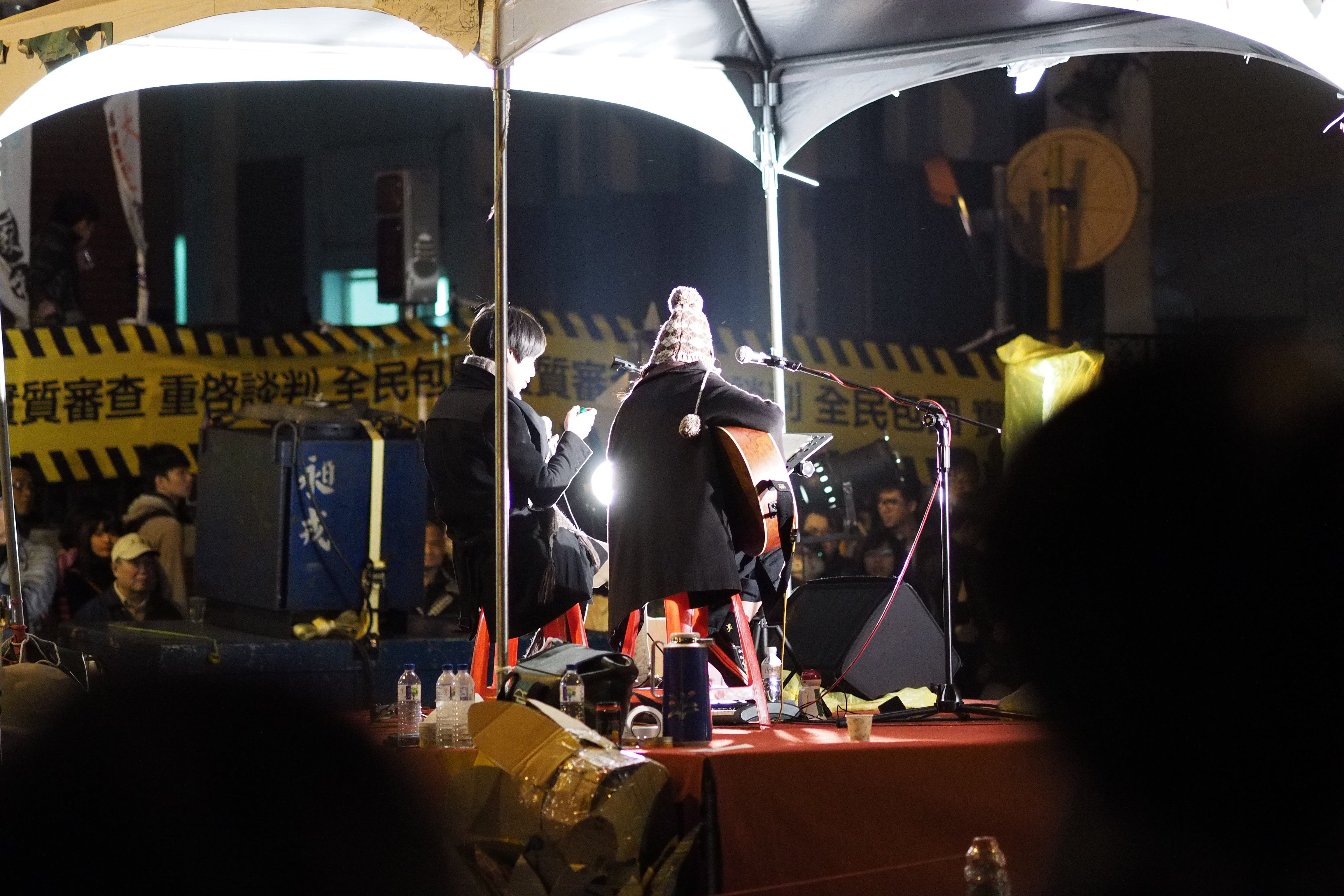
在太陽花學運期間，立法院周邊有著許多讲话和表演活動。

這次學生運動很快就建立決策核心，以及成立數個分工小組。在佔領期間，佔領者必須面對的挑戰之一，是立法院內部的生活條件並不友善，因此必須特別安排議場內部的各個功能。而在立法院周圍，有數千人至數萬人聚集在此，從而支持學生運動。許多政治運動團體和非政府組織便在立法院周邊進行讲话等活動；而公民1985行動聯盟的成員主要負責管理佔領區域的交通方向和內部治安，並且設有糾察站。而在立法院周邊的場地上，還安排有大量的場地地圖、指標、交通標誌、繞道指引、都市模型等標示。
立法院的周邊空間還設置有各種服務站、課輔站等服務，甚至還有準備帳篷、臨時建材、垃圾蒐集處、清潔與衛生設施等機能。與此同時，社會大眾提供許多支援，大量免費的物資補給和服務都湧入佔領現場，也因此組織物資站、廚房、咖啡館等因應。而在每一天24小時中，立法院和周圍的佔領地區都會有醫療專業人員提供協助，並設有醫療站與緊急醫療通道。亦有部分律師選擇參與太陽花學運，除了提供被捕抗議者的保護服務外，還能為政府行為提出法律層面的挑戰。另一方面，書攤和食品供應者也經常出現在學生運動中，這部分則可以追溯到過去臺灣民主運動的傳統。
在立法院周邊的佔領地區，還會進行一些「肥皂箱」討論來表達意見，並有相當多樣的發言人前往立法院現場支援。在太陽花學運結束前，組織者還舉行「人民會議」，讓人們討論《海峽兩岸服務貿易協議》等議題，並以基層參與的方式嘗試制定政治決策。而與許多運動一樣，太陽花學運內部也出現分裂的情況。在佔領期間，「賤民解放區」便被認為是最著名的分裂派別。其他還有像是長期警戒林森南路八巷的「八巷獨立連」，以及由駐守在立法院二樓的抗議群眾組成的「二樓奴工」。而國立臺灣大學位在徐州路校區的社會科學院會議場地，曾是為了提供佔領者在立法院外會面的後勤基地，也是佔領行政院行動的重要集結地。

### 媒體傳播

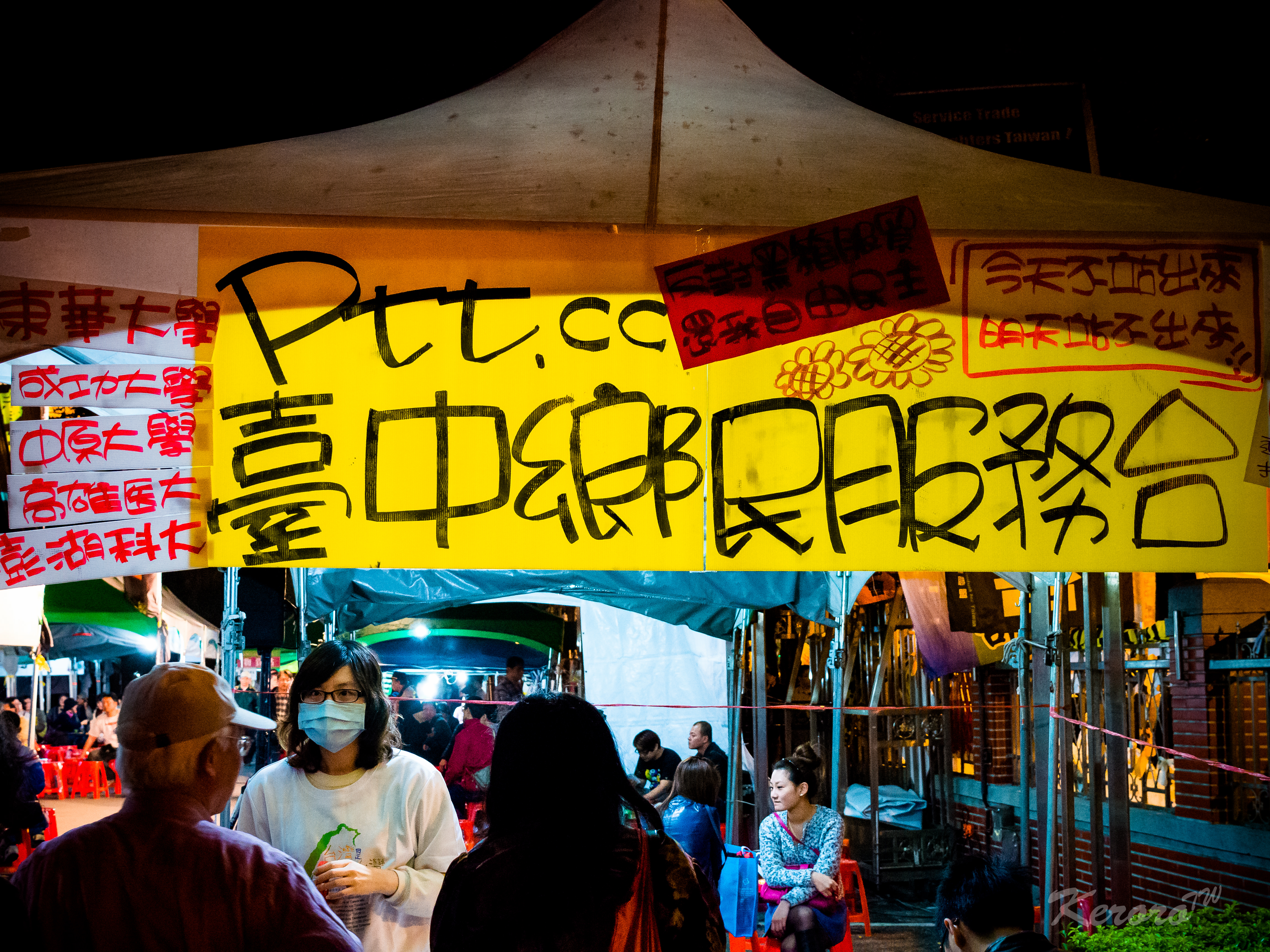
批踢踢在太陽花學運中扮演著一定角色。

在太陽花學運期間，新聞頻道的收視表現都有所成長，但也出現主流媒體失職的問題，甚至公共電視台亦遭遇批評。與此同時，部分報紙報導同樣有違反新聞專業的情況，而各自社論對於佔領運動、學生主體性、《海峽兩岸服務貿易協議》影響、中國因素的討論立場皆有所不同，其中又以《蘋果日報》對於學生運動最為關注。不過從3月19日開始，傳播媒體上便出現許多未經證實的負面報導，企圖從內部破壞運動發展。甚至還有像《新聞龍捲風》等部份電視媒體的媒體評論員等人士，試圖以物化女性的眼光審視學生運動。
這使得佔領運動的成員必須克服傳統主流媒體的許多局限，並促使他們開發新的創新方式，讓世界能夠不斷更新這次運動的資訊變化。在「媒體壟斷」的情況下，新媒體成為運動者傳播資訊和自我教育的重要手段。其中針對學生運動的資訊傳播和戰略制定部分，網際網路和社群媒體對於這次運動發揮相當重要的作用。在佔領立法院的首個晚上，這次運動便直接展開轉播，在凌晨4時吸引超過48,000名觀眾，並在整個佔領期間都得到關注。而在佔領行政院行動過後，警察毆打民眾的照片與影片也在社群媒體上廣泛流傳，進一步引起公眾的憤怒。
而針對《海峽兩岸服務貿易協議》等政治問題，臺灣青年運動者還透過網際網路積極討論，並發揮重要影響力。而從運動一開始，太陽花學運也嘗試尋求針對其他國家的國際聯繫活動，並成立有翻譯部。抗議者亦重視傳統報刊的宣傳，以群眾募資方式刊登廣告，例如在3月29日於《紐約時報》上發表「4am」全版廣告等。而在運動期間，g0v零時政府在網際網路上協調大量的資訊共享和眾包工作，而推動治理透明的公民團體沃草有限公司亦有參與運動。此外，新聞系學生還成立新聞e論壇計劃，實時報導運動的進展，亦有藝術家創辦媒體《報民》。

## 各界反應

### 政界人士

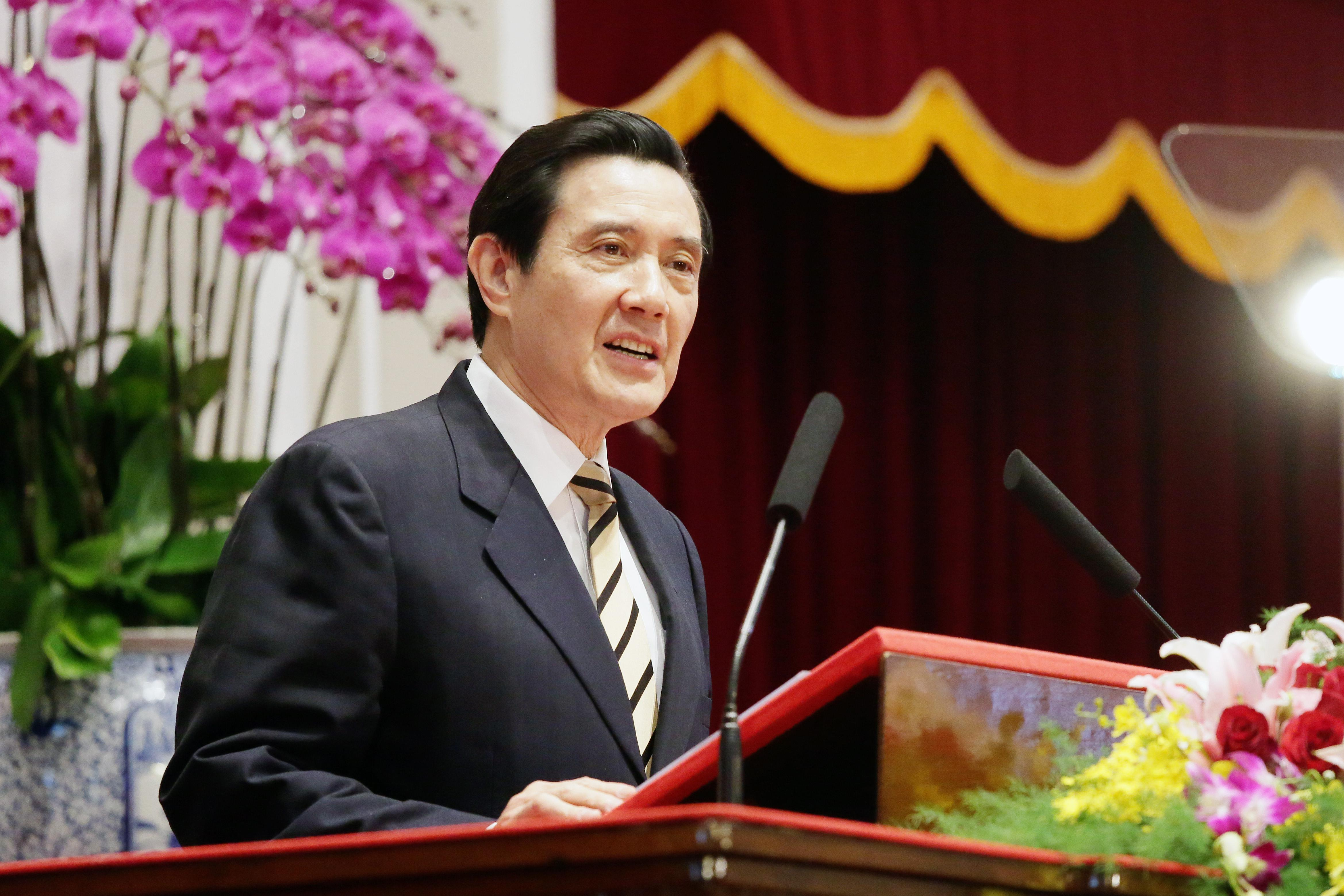
3月23日，馬英九針對《海峽兩岸服務貿易協議》召開中外記者會，並發表聲明。

隨著《海峽兩岸服務貿易協議》的衝突升級，總統馬英九主張該協議對於臺灣未來的經濟發展相當重要，乃至於到必要程度。他認為該協議有利於臺灣發展，並且對於國家安全、中小企業沒有危害。但儘管他多次呼籲盡早通過與《海峽兩岸服務貿易協議》，也表示自己同意逐條審查、逐項表決，並認為退回《海峽兩岸服務貿易協議》反而是破壞法治。他還主張《海峽兩岸服務貿易協議》如果無法通過，將影響臺灣加入《跨太平洋夥伴關係協定》和《區域全面經濟夥伴關係協定》的機會。
行政院院長江宜樺則認為沒有必要制定監督海峽兩岸協議的新法律，因為執政的國民黨已經提出由立法院與公眾監督協議的機制，並獲得立法院院長王金平的支持。江宜樺還曾表示，「先立法、再審查」並不符合實際情況。到了6月10日，他在向中華民國工商協進會發表讲话時批評太陽花學運，指責抗議學生整日抱怨政府，並把自己的失敗歸咎於別人。而針對行政院的驅離行動，臺北市市長郝龍斌和新北市市長朱立倫都表示希望政府能和學生建立溝通管道，並在體制內部解決，亦不容許任何政黨或個人以暴力手段破壞臺灣民主。
而儘管國民黨在《海峽兩岸服務貿易協議》的二讀階段，對於逐條審查保持開放的態度，但拒絕將《海峽兩岸服務貿易協議》退回委員會審查。後來國民黨同意有所讓步，表示在民進黨不抵制程序的條件下，可以送交聯合委員會審查。民進黨則以不符合「主流民意」為由拒絕這項提議，並要求建立海峽兩岸協議的監督機制。不過民進黨的提議同樣遭到國民黨拒絕。與此同時，國民黨還頻繁指責太陽花學運是由民進黨等泛綠陣營成員設計的「民粹運動」。
而為了維持金融與股市穩定、以及避免運動阻礙臺灣經濟金融的整體發展，中華民國金融監督管理委員會呼籲學生保持理性、平和的態度，表達公共議題的意見，並且儘速返回學校，以讓立法院正常運作。而在抗議期間，經濟部還在臺灣北部的多所大學，舉行推動《海峽兩岸服務貿易協議》的讲话。而相對地，作為最大的反對黨，民進黨則動員成員支持這次抗議活動。

### 大專院校

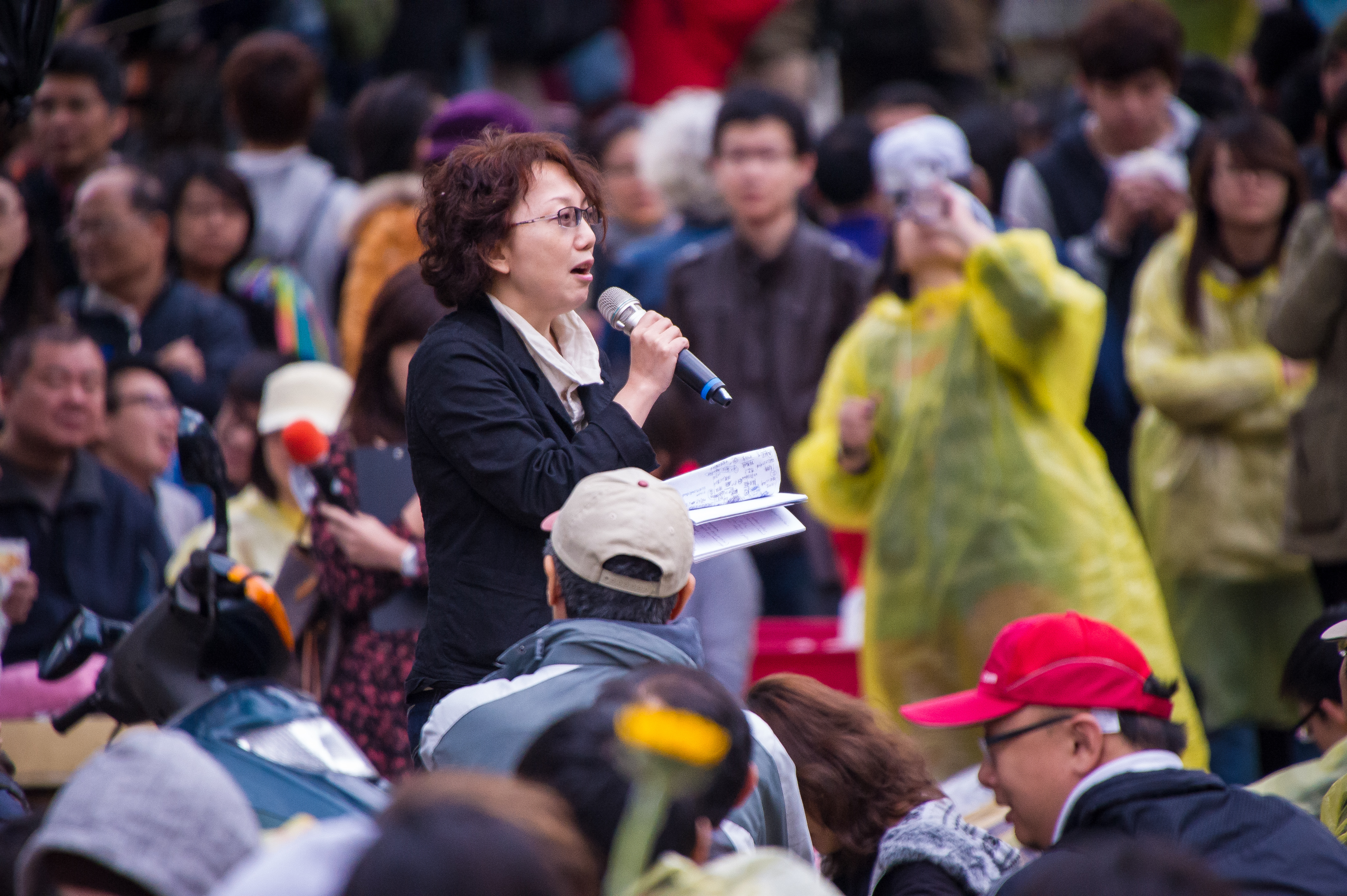
許多大專院校教師和學生參與太陽花學運。

最初許多大專院校串連反對《海峽兩岸服務貿易協議》，許多學校教師便帶領學生罷課、或親自參與行動，甚至在現場啟動「街頭教室」活動。同時，國立成功大學零貳社等學生也經由動員，搭乘巴士從南部前往北部聲援。3月21日，中華民國國立大學校院協會的52所大專院校校長發表聯合聲明，呼籲馬英九應該回應學生主導的抗議訴求，並敦促其盡快與抗議學生領袖進行會談，以緩和局勢。同時，25位國立臺灣大學數學系教授也簽署另一份聲明，表示支持抗議學生和群眾，並在聲明中批評經濟部官員早先時候的言論。還有國立臺灣大學的校友要求曾在該校任教過的江宜樺辭職。
隨後，國立臺灣大學學生會則呼籲進行罷課行動，其主張學生可以參加抗議活動，而學校應該對選擇參與罷課的學生寬容處理。國立清華大學社會學研究所和國立台北大學社會學系也因為這次抗議活動取消課程。3月24日，包括國立臺灣大學、國立臺灣師範大學、國立清華大學與國立政治大學在內，共有來自18所大學的45個學生團體在立法院舉行記者會，發表支持罷課的聯合聲明，呼籲學生自主性參與罷課行動，聲援反對《海峽兩岸服務貿易協議》的佔領運動，而該次罷課行動有超過1,500人連署；淡江大學學生會則在同日發布聲明肯定學生運動，提醒在場學生注意自身安全並呼籲政府儘速回應學運訴求，避免助長社會對立。
到了3月28日晚上7時，馬英九邀請11所大專院校校長前往總統府座談，會談者除了教育部部長蔣偉寧、中央研究院院長翁啟惠外，還包括國立東華大學校長吳茂昆、國立交通大學校長吳妍華、國立中興大學校長李德財、國立陽明大學校長梁賡義、國立臺灣大學校長楊泮池、國立中山大學校長楊弘敦、以及龍華科技大學校長葛自祥等人。校長們大多希望總統府能夠和學生盡快消弭雙方之間的歧見，並讓學生運動盡早結束。

### 工商業界

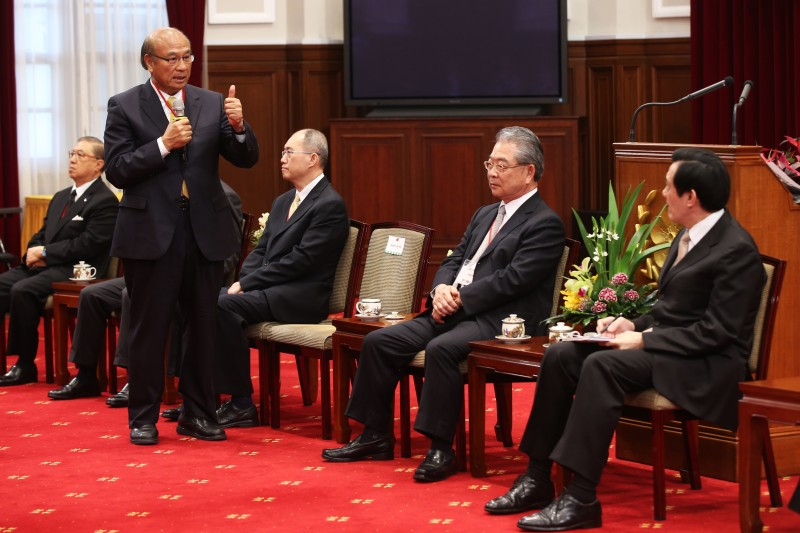
3月31日，馬英九接見工商團體代表。

在太陽花學運期間，歐美股市已經逐漸回穩，亞洲各國亦相對穩定，使得臺灣股市基本面相當好。但在3月24日，金融監督管理委員會發出聲明，表示受到學生佔領立法院及行政院的重大事件影響，嚴重衝擊臺灣股市穩定，從3月18日至3月21日已經下跌154點、市值減少5,337億元，造成投資人重大損失，而對此情形表示遺憾。但到了運動中後期，股市已經恢復正常。同日，中華民國全國中小企業總會理事長林慧瑛與台北市商業會理事長王應傑表示，無法認同反服貿學生佔領立法院的行為，認為學生們有意見應理性表達，而不應該變成社會事件。
而對於反服貿的意見，中華民國全國商業總會理事長賴正鎰、中華民國工商協進會顧問葉明峰都表示尊重，但表示可能因為學生仍然年輕，並不了解《海峽兩岸服務貿易協議》的全貌、或整體國際情勢發展。他們認為由於《海峽兩岸服務貿易協議》遲遲無法生效，已經導致臺灣失去部分的先機，因此呼籲政府盡速通過《海峽兩岸服務貿易協議》，以搶攻中國大陸的13億人口市場。到了3月26日，中華民國全國商業總會與52個受影響的服務行業代表還舉行記者會，表達對《海峽兩岸服務貿易協議》的支持。
3月27日，中華民國銀行公會召開理監事會議，由銀行公會理事長李紀珠代表全體會員發出三點聲明，並且表態支持《海峽兩岸服務貿易協議》。不過在4月5日，臺灣多個工會以及勞工運動團體則聯合發布共同聲明，支持太陽花學運中的反對《海峽兩岸服務貿易協議》、反對自由貿易主張。國家通訊傳播委員會並不認為開放電信業務會造成安全威脅，然而在4月10日，200多名教授和專家連署發表聲明，表示在《海峽兩岸服務貿易協議》中所開放的第二類電信業務，可能會造成國家安全的風險。

### 民間社會

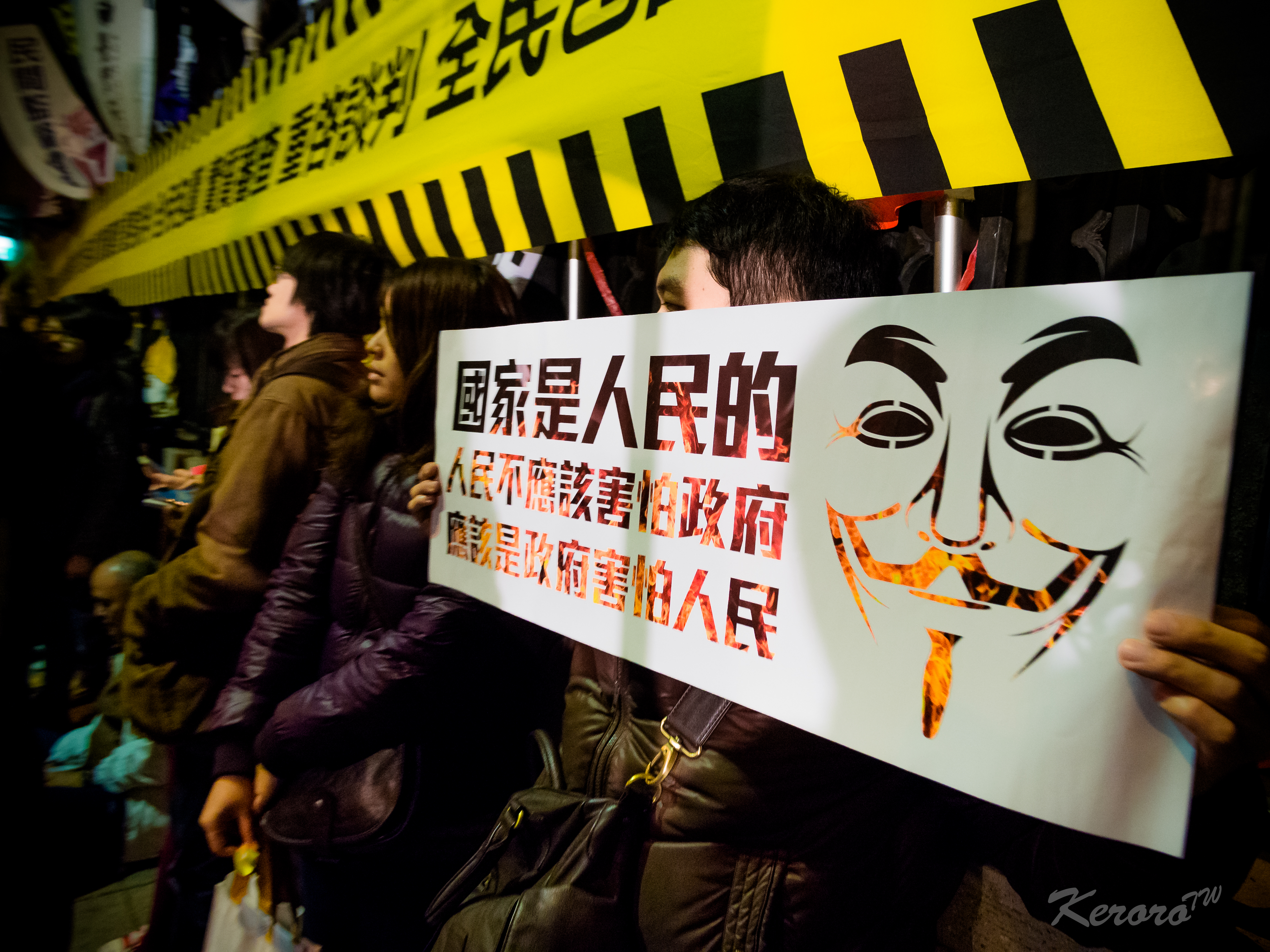
太陽花學運的訴求最初獲得許多民眾的支持。

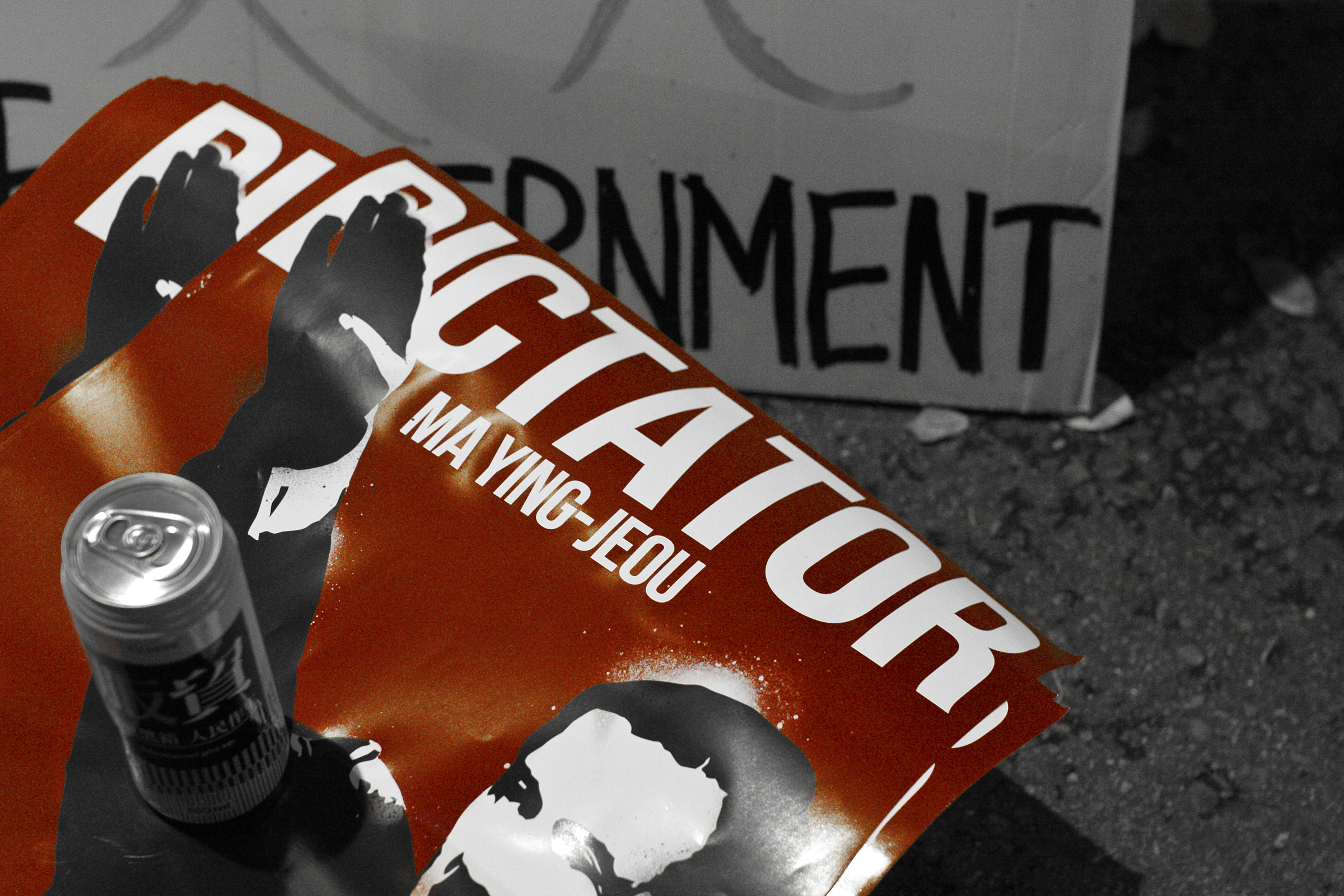
一張海報將馬英九描繪成阿道夫·希特勒的獨裁者

對於有關太陽花學運的審視意見，主要是受到社會對於大多數參與年輕人的態度影響。這次事件隨即吸引各界的響應，許多知名人士陸續在現場或網際網路上聲援，例如九把刀、張懸、蔡昇晏、鄭家純等，但後來曾傳出鄭家純被下達封口令。其中五月天便遭遇大中國大陸網友的質疑，成員陳信宏因而在紐約演出時哽咽，而林宥嘉也曾被要求解釋貼文。
3月22日，全國家長團體聯盟發表聲明，表示其支持學生和呼籲對話，並讚揚學生的公民意識。在3月24日試圖佔領行政院的行動失敗後，這場運動則因為遭到暴力鎮壓、且有多名參與者流血受傷，最終引起公眾憤怒，獲得比先前佔領立法院更多的關注度。包括張懸、九把刀和林正盛等名人都批評政府驅離佔領行政院的學生做法失當。不過臺灣社會亦有部分人士反對太陽花學運，這主要是批評佔領立法院行動的合理性，聲稱這只是年輕人從事黨派政治利益的行為。而在3月22日凌晨，有4名滋事人士在林森南路與濟南路路口動手搗毀警用機車，遭到學生糾察志工的制止，但後者左手手掌隨即遭到砍傷。
在3月26日，根據電視臺TVBS的調查，有51%的民眾支持佔領議場的行為，並有63%的民眾認為有必要與中華人民共和國重新協議。而在馬英九回應學生訴求後，根據TVBS在4月2日至4月3日進行的輿論調查顯示，當被問到學生運動是否應該退場時，有33%的民眾認為應該結束抗爭、退出立法院，有23%的民眾認為要改變地點抗議；而相對於近50%的反對意見，僅有26%的民眾主張持續佔領立法院。不過在經歷學生佔領議場後，臺灣民間傳播媒體的輿論調查也顯示，馬英九的支持率亦降至10%左右。

## 其他反應

### 中國大陸

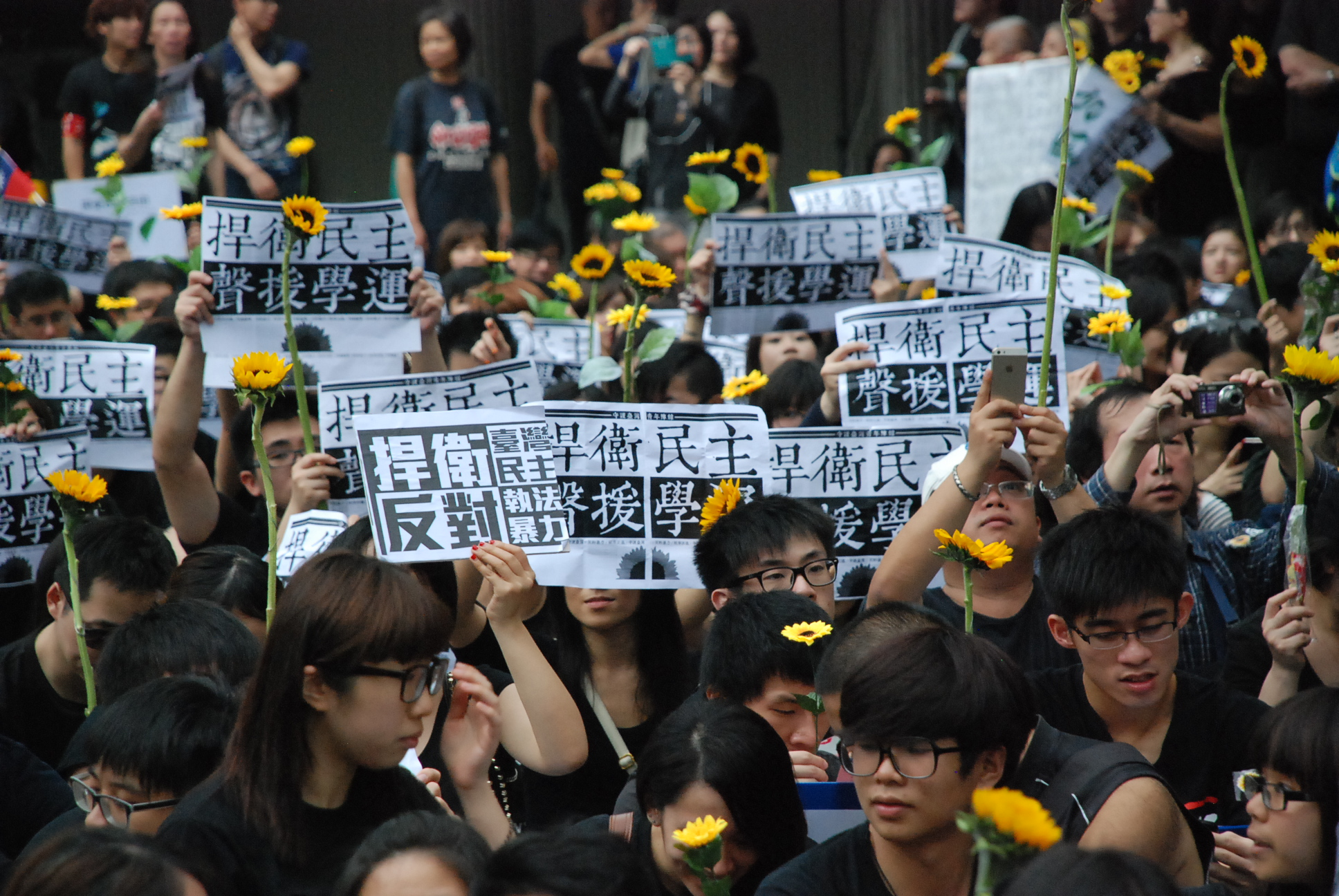
3月30日，香港專上學生聯會與當地臺灣人舉行遊行，聲援太陽花學運。

最初在2014年3月19日晚間，針對臺灣部份團體和學生聚集在立法院抗議《海峽兩岸服務貿易協議》，中華人民共和國國務院臺灣事務辦公室發言人馬曉光便表示，中國大陸方面已經注意到臺灣發生的情況。而到了3月21日，官方媒體《環球時報》發表社評《台「立法院」被攻占，大陸不妨圍觀》，指稱現在的立法院內外正在「上演政治戲」，而中國大陸的公眾可以靜下心觀看。與此同時，新華社則批評學生的抗議行動是暴力作為。陶短房的文章则指出，中国大陆政府在台湾反服贸的抗议爆发前，并未就服贸协议对大陆民众进行细致、专业的解读。服贸协议亦被视为大陆单方面对台让利的协议。3月下旬，TVBS在上海采访的「大陸民眾多數不清楚服貿協議」。报道指出，出于对大陆单方让利的反对，中国大陆网络舆论表现出对台湾民众和学生团体反服贸的支持与「力挺」。
3月26日，國務院臺灣事務辦公室表示對於臺灣發生《海峽兩岸服務貿易協議》的抗爭行動有所不滿，除了不希望海峽兩岸的經濟合作進展受到妨礙外，並認為這將導致臺灣回到陳水扁政府時期的海峽兩岸關係僵局，同時還提到需要從臺灣內部找尋原因。此外，時評家鄢烈山在《我為何不能認同學生的“佔領”行動》的文章中，批評佔領行動並非抗議，而是暴動。中國政法大學副教授蕭瀚在《華爾街日報》刊登《台灣“服貿風波”與政治自由的邊界》文章中，則主張評估一場社會運動是良性還是惡性，不管其他多少種標準，都應該注意到其是否充分尊重私產或公產的產權。
相對地，香港因為過去對中國大陸開放而導致大量人口湧入，並亦有政治制度改革及「讓愛與和平佔領中環」等議題，這讓臺灣學生的行動常被拿來相比較。香港網友便曾發起線上連署，呼籲香港人支持臺灣、以及臺灣人要堅持行動，還有在臺灣的香港遊客特別前往立法院門口現場聲援靜坐學生。與此同時，何韻詩、杜汶澤等人發表貼文支持太陽花學運，引發中國大陸網友極大不滿，溫兆倫亦以此攻擊杜汶澤；隨後黃秋生發表貼文支持杜汶澤，批評溫兆倫的作為，但並未正面激怒中國大陸網友。3月30日，為了表示支持臺灣學生運動，約有800名香港學生與市民舉行示威遊行。
2023年5月4日，中國國家計算機病毒應急處理中心宣稱，太陽花學運幕後由美國主使。

### 國際社會

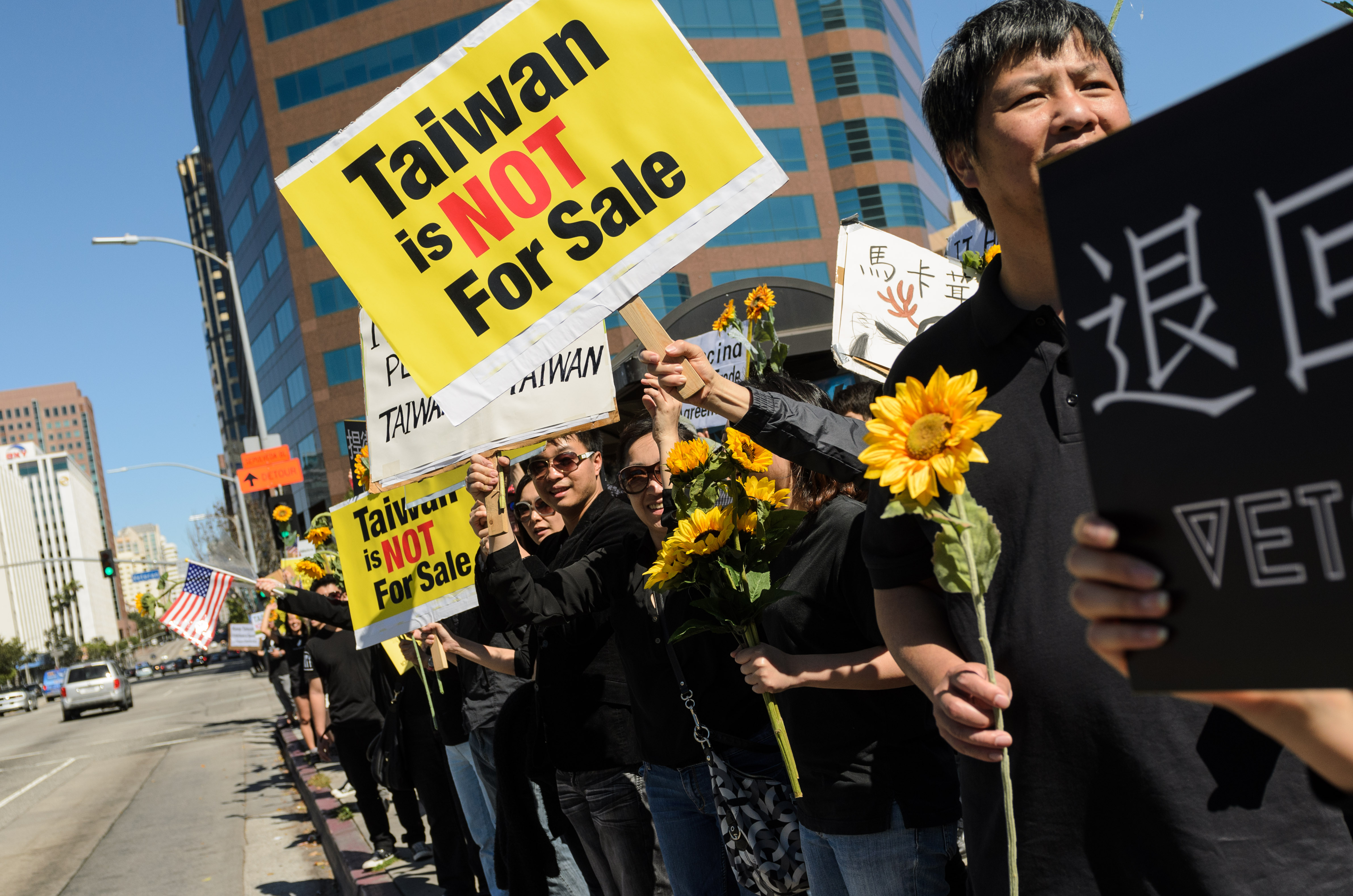
3月30日，太陽花學運的支持者在美國洛杉磯發起聲援遊行。

在太陽花學運發生前，許多國際專家預測中華民國面臨中華人民共和國併吞並不會作任何抵抗，並抱持著絕望的態度，甚至有「向臺灣說再見」的命定論論點。2014年3月19日，國際特赦組織發表聲明，敦促警方採取克制態度。由臺灣網友在白宮請願網站「我們人民」發起的反對《海峽兩岸服務貿易協議》連署，也在3月23日突破10萬人的回覆門檻。3月24日，美國國務院副發言人瑪麗·哈夫表示，由台灣自行決定《海峽兩岸服務貿易協議》有關議題，而美國希望能夠和平地討論。美國國會臺灣連線創始成員、參議院議員謝羅德·布朗則敦促馬英九確保非暴力的和平解決。
《華爾街日報》與同年4月5日發表評論，稱「台灣自甘落後」，經濟孤立將會損害競爭力，並指出台灣50%到80%之間的出口與即將簽署FTA的南韓重疊，「台灣的領導者最大的恐懼將成真，而抗拒自由貿易與抗拒經濟改革的後果將愈來愈明顯」。
在太陽花學運中，受到中華民國與日本民間彼此友好的影響，亦有日本民眾表達對運動的支持。在美國和英國等地的海外臺灣人也先後發起示威，以支持這次學生運動。3月29日和3月30日，為了支持太陽花學運，21個國家中的50多個城市舉行海外團結集會，這些活動主要由海外臺灣人組織。4月3日，美國東亞暨太平洋事務助理國務卿丹尼爾·R·羅素在美國參議院作證，表示強化與中華民國的關係、及與台灣人民的長期友誼，仍然是美國在亞太再平衡戰略的關鍵要素。4月5日，波蘭媒體集團Niezalezna收到波蘭臺北辦事處有關報導的信件，抗議其將佔領行政院廣場的抗議者及隨後的警察暴力鎮壓，與佔領烏克蘭首都基輔市中心獨立廣場的抗議者相提並論，這引發干涉新聞自由的爭議。
同年6月25日，前美國國務卿希拉蕊·柯林頓在《商業周刊》的採訪中表示，美國不希望看到臺灣的獨立受到威脅或破壞。她還列舉烏克蘭的例子，表示臺灣若失去經濟獨立將會影響政治獨立性，而過度依賴中國大陸便會導致臺灣變得脆弱。對於希拉蕊提醒臺灣應謹慎與中國大陸展開交流，大陸委員會則回應表示臺灣不斷推動與中國大陸的交往，並未造成自身過度依賴中國大陸，臺灣也沒有失去經濟和政治獨立性。時任美國在台協會理事卜道維（David Brown）則批評學生占領國會是「非法行為」，在美國並不會被容許。美國國務院東亞局資深官員在之後的聲明中表示，發言僅代表卜道維的個人意見，不能反映美國在台協會或美國政府的觀點。卜道維接受採訪時表示尊重民進黨內的多位朋友，認為蕭美琴的公開信並沒有陳述所有的事實，他的文章是針對美國讀者。

## 司法審判

### 參與行動

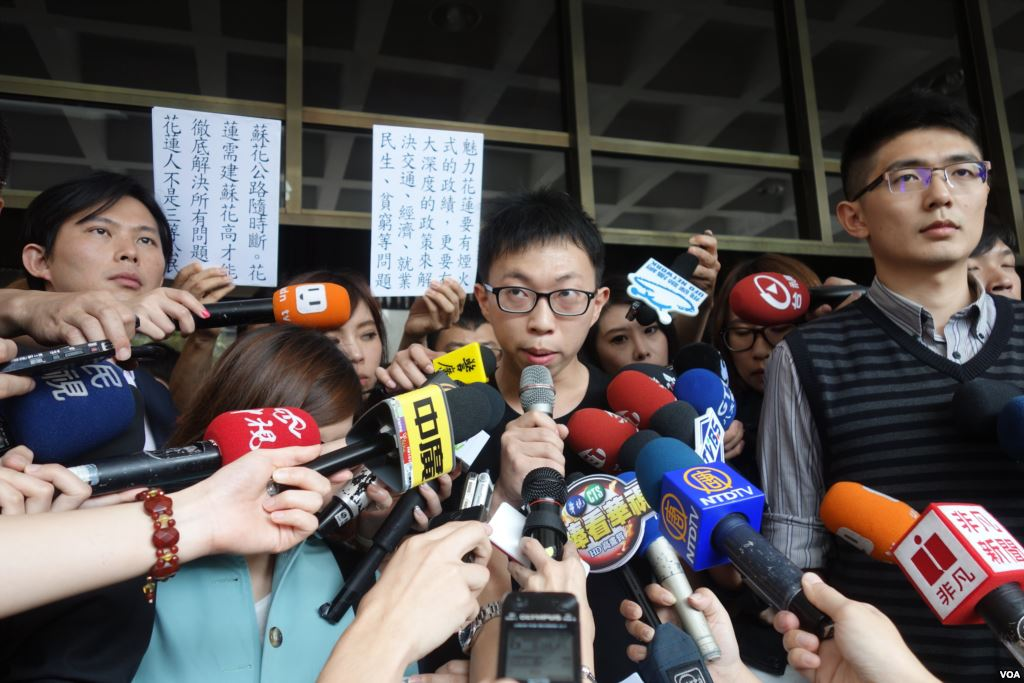
4月21日，魏揚等人在臺灣臺北地方法院門口宣讀《為民主不服從》聲明。

在太陽花學運行動中，參與者對於法律有著較為靈活、甚至試圖重新定義法律的觀點，其強調運動正當性來自於人民利益是最高的法律，不過一開始也設定運動屬於非暴力性質。在最早的佔領立法院行動中，有6人在抗議活動中遭到逮捕；而在佔領行政院的行動中，有61人遭到逮捕。4月9日，針對反服貿民眾先前闖入行政院，行政院發言人孫立群表示在檢察官偵結起訴後，行政院會提起民事求償訴訟，求償金額300萬元。4月21日，林飛帆、陳為廷、黃國昌和其他4名運動主要成員，主動前往臺灣臺北地方檢察署，解釋在3月18日開始佔領立法院、以及3月23日佔領行政院期間發生的事情。
檢察官指控部分抗議者犯下數項罪行，例如妨礙執行公務等。而律師顧立雄表示如果被起訴，被告將提出無罪辯護。到了6月，檢察官和警方已經調查400多名抗議活動參與者。2015年2月10日，臺灣臺北地方檢察署針對佔領立法院案、佔領行政院案、路過臺北市政府警察局中正第一分局案，共起訴119人。同年5月，還有39名抗議者因為參與佔領行政院，被指控違法入侵。此外，江宜樺內閣還另外起訴126名參與行政院行動的抗議者。
到了2016年5月20日，新任總統蔡英文任命的行政院院長林全，選擇放棄告訴乃論的刑事指控，也是林全內閣首個政治決策。同年6月，臺灣臺北地方法院開始傳喚21名抗議者出庭，首先是被指控犯有多項罪名的陳為廷、黃國昌和林飛帆等人。最後臺灣臺北地方檢察署依照煽動罪、妨害公務等多項罪名，起訴要角黃國昌、林飛帆、陳為廷等22人。2017年3月，臺灣臺北地方法院判決陳為廷、黃國昌和林飛帆等22人的罪名並不成立，檢方隨後上訴。2018年3月13日，臺灣高等法院二審宣判駁回上訴，仍然維持原先地方法院判決，判決黃國昌等22人無罪，許順治、李冠伶兩人則因破壞行政院外拒馬，高院認為破壞鐵拒馬具有暴力性，且非最後不得已的手段，與緊急避難要件不符，依毀損公務員掌管物品罪，各判刑4個月，得易科罰金。兩人進行再上訴遭最高法院駁回，全案定讞。。

### 過當驅離

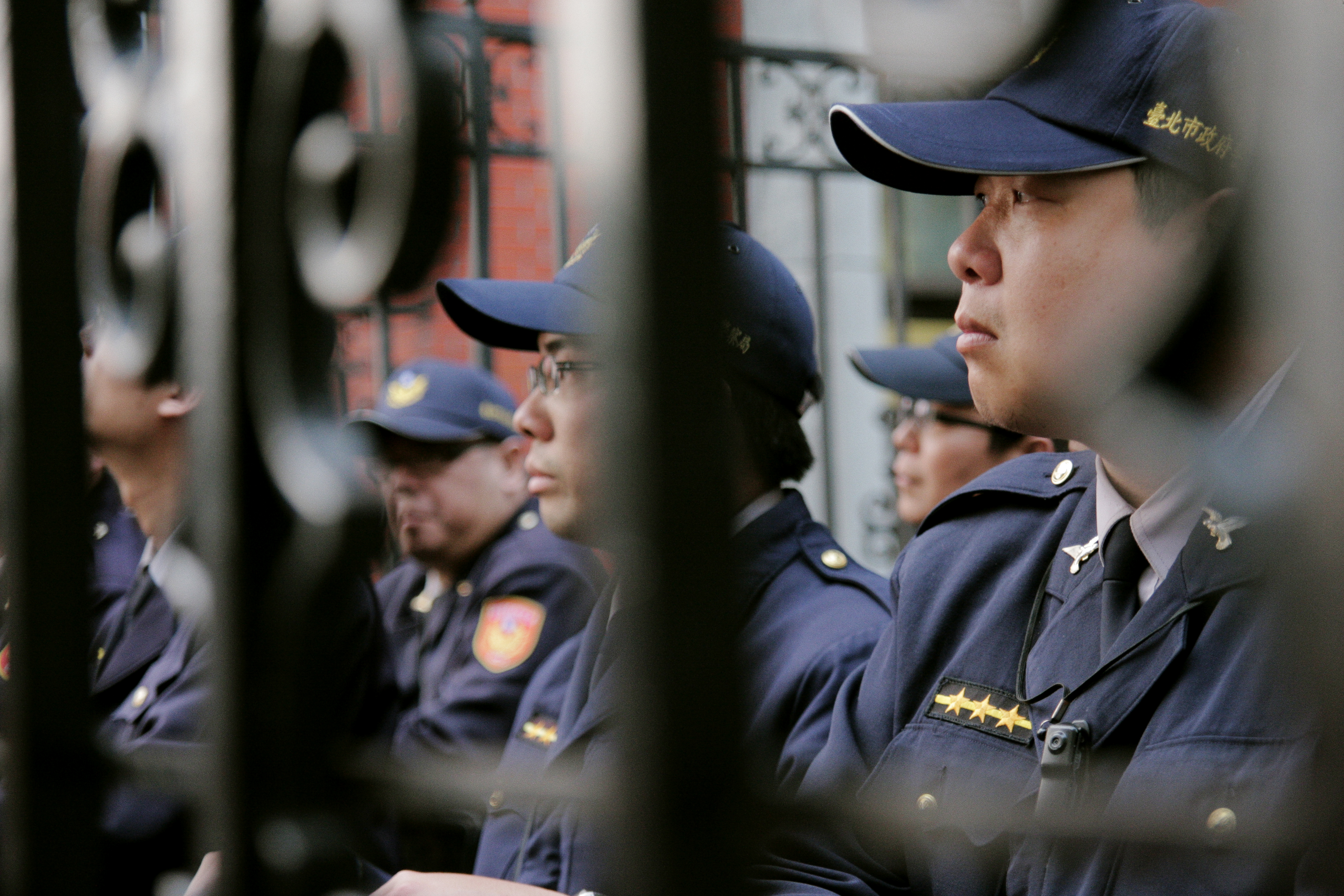
3月19日，在濟南路上待命的員警。

在太陽花學運中，對於警察的討論態度介於許多極端之間，並因為行政院的鎮壓行動而大幅轉變。根據運動期間的報導，鎮暴警察和其他警員過度使用武力，包括運用水砲和警棍攻擊抗議者頭部等暴力行為。警方強制驅離的作法被批評是國家暴力，台灣團結聯盟便將鎮暴警察的驅離比喻為臺灣版的六四事件。而在行政院的驅離過程中，警方還曾經命令記者離開，甚至對媒體使用暴力。
早在3月24日，台灣新聞記者協會便譴責警方侵犯新聞自由，並收到10多起襲擊媒體記者的通報。7月30日，23名受傷的抗議者以企圖謀殺、脅迫和造成身體傷害等罪名，向行政院院長江宜樺、內政部警政署署長王卓鈞、臺北市政府警察局局長黃昇勇和中正第一分局分局長方仰寧提起訴訟。隨後100多名示威者在法院外，要求江宜樺辭職。同年8月，一名臺中市警員因為在Facebook上針對抗議者發表不當言論，被判處3個月有期徒刑，並支付罰金。
2015年8月，臺灣臺北地方法院裁定警方的行為違反《警械使用條例》，並命令臺北市政府向抗議者林明慧支付新臺幣30萬元。同年9月，代理其他30名抗議者的律師向臺北市政府陳情，要求賠償新臺幣1,000多萬元。

## 後續影響

### 兩岸關係

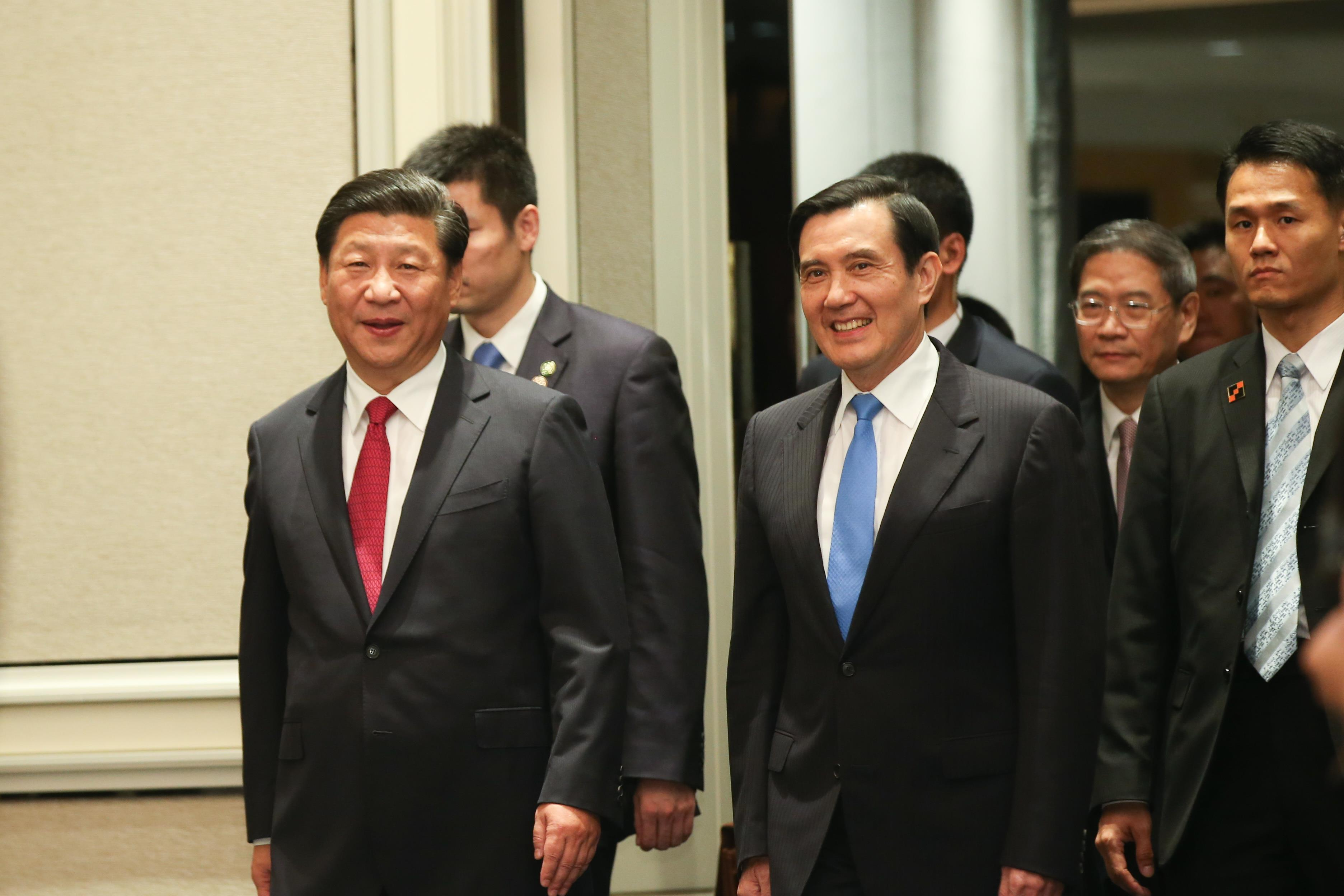
受到太陽花學運影響，馬英九與習近平直到2015年才在新加坡舉行兩岸領導人會面。

2014年4月16日，中華人民共和國國務院批評學生的舉動破壞和妨礙海峽兩岸關係的和平發展進程。5月7日，中國共產黨中央委員會總書記習近平在與親民黨主席宋楚瑜會面時，表示中國大陸與臺灣的經濟一體化是互利的，雙方都會取得正向的成果，而不應受到干擾。他還間接地回應太陽花學運，表示中華人民共和國想更了解臺灣人民所關切的事物。宋楚瑜則敦促中華人民共和國政府對於臺灣的中間派和多元主義觀點更加寬容。
5月21日，民進黨立法委員批評行政院大陸委員會將對《海峽兩岸服務貿易協議》不利的資訊列為密件，僅公佈其認為有利的資訊。6月9日，經濟部政務次長杜紫軍證實自從4月以來，中華人民共和國政府已經凍結與中華民國政府的《海峽兩岸貨品貿易協議》談判，該協議原本預計在2014年底簽署。杜紫軍呼籲立法院盡快批准《海峽兩岸服務貿易協議》、及加強往後海峽兩岸協議審查的新法案，避免拖延後續《海峽兩岸貨品貿易協議》的談判，部分分析師亦認為凍結原因在於《海峽兩岸服務貿易協議》的僵局。馬英九對此曾敦促在立法院有所進展，而後者也在6月13日召開特別會議。
而在太陽花學運過後，海峽兩岸的執政雙方仍試圖影響臺灣社會。不過受到這次佔領運動的影響，除了使中華民國政府放緩與中華人民共和國政府的談判外，後者促進中國統一的路線也被迫重新調整。直到6月25日，為了重建太陽花學運後的海峽兩岸關係，中國國務院臺灣事務辦公室主任張志軍抵達臺灣，除了進行為期4天的訪問外，亦與陸委會主任委員王郁琦舉行會談。

### 社會運動

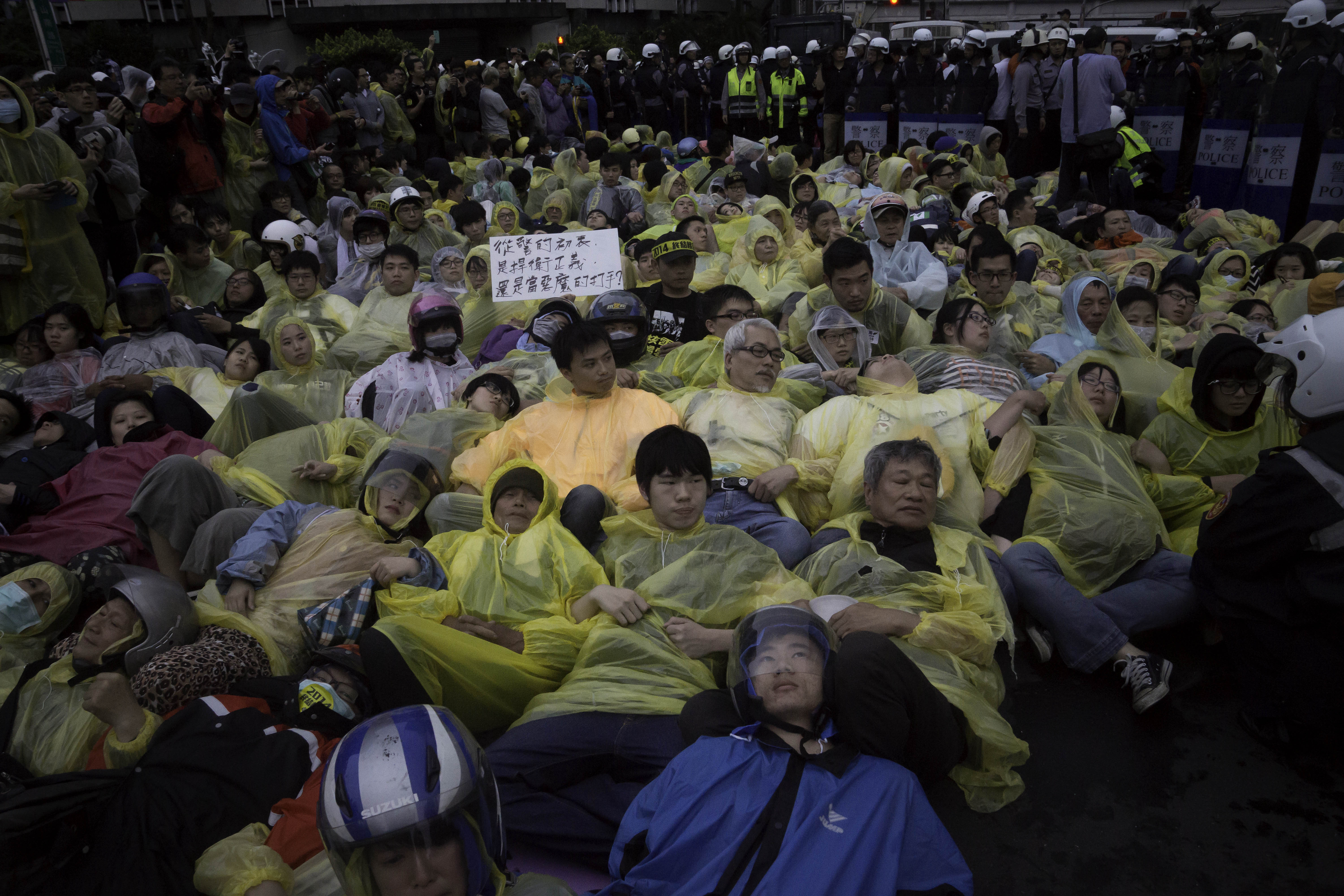
4月27日，反對龍門核能發電廠的群眾佔領忠孝西路，隨後遭到驅離。

在太陽花學運期間及之後，許多學生運動者、青年運動者動組成各種社團組織，這次運動也促成臺灣公民社會的復興。例如學生社團在3月31日串連成立民主黑潮學生聯盟、及號召罷免國民黨立法委員後，後續的割闌尾計畫在2014年4月下旬繼續推動，並規劃到各地立法委員選舉區進一步行動。5月18日，林飛帆、陳為廷和黃國昌組成一個新的組織──島國前進。該組織的目的是推動公民投票改革、《海峽兩岸服務貿易協議》的立法審查，以及監督其他海峽兩岸協議與經濟法案。
太陽花學運也影響著往後其他許多議題事件，並擴散成各種抗爭。其中著名的社會運動人士音地大帝在參與太陽花學運後，另外發想出「大腸花論壇」活動，後來更成立防止國家權力擴大的「公民攝影守護民主陣線」。到了4月，隨著林義雄針對停建龍門核能發電廠發起絕食，引發社會再次發起「停建核四、還權於民」抗爭行動。4月27日，反核團體佔領忠孝西路。而在4月28日凌晨，警方出動鎮暴水車強制驅離忠孝西路上的抗議民眾。另外在6月27日，趁著張志軍訪問臺灣，抗議人士在高雄市西子灣向其潑漆抗議。
同年8月，由數名學生運動領導人所組成的代表團前往美國，與美國國會、美國國務院和美國在台協會人員會面。其中，林飛帆表示太陽花學運拒絕「一個中國」政策，並認為如果馬英九會見習近平的話，將會再次出現抗議活動。而自從太陽花學運以來，人們看到試圖佔領立法院的政治示威運動急劇增加，主要是希望藉此讓議題能在臺灣社會獲得廣泛的知名度，包括2015年的反高中課綱微調運動。在太陽花學運之後，許多青年亦前往地方創建社會企業，也出現反觀光的原住民青年陣線聯盟、馬太攻守聯盟、母語自救路過團等原住民族運動。

### 選舉結果

受到太陽花學運影響，柯文哲與時代力量先後崛起。

太陽花學運也讓部分人開始嘗試投入選舉政治。而隨著年輕世代引起臺灣民眾的注意，臺灣政治人物之後都試圖去吸引青年投票。在2014年11月29日的地方公職人員選舉，執政的國民黨遭遇重大的挫折。這導致馬英九辭去國民黨主席，江宜樺亦辭去行政院院長。對於這次選舉的結果，學生和社會團體的動員被視為原因之一。而儘管林飛帆表示從自己的角色出發分析並不合適，但仍認為國民黨的失敗確實是受到太陽花學運的強烈影響。
英國廣播公司則評論表示，這場運動可能促成臺灣進一步的民主化，並且讓人民來決定臺灣的命運，而不再是依靠過往的政黨。而為了接續這場運動，則有時代力量和社會民主黨這兩個政黨在臺灣成立，同樣支持參與式民主、反對大企業與政府利益勾結等，且部分參與者還先後投入選舉。其中在2015年，部分太陽花學運的成員共同組成時代力量，倡導人權保障、公民自由和政治自由、以及國家獨立。
不過在2015年2月舉行的立法委員補選，太陽花學運領導人之一的陳為廷由於被媒體報導其性騷擾的過去而遭到批評；最後其坦承此事，並在2月25日宣布退出選舉。而受到太陽花學運的部分影響，蔡英文和其帶領的民進黨在2016年的總統選舉和立法委員選舉亦獲得成功，蔡英文成為中華民國首位女性總統，民進黨重返執政及首度完全執政。時代力量在立法委員選舉部分與民進黨合作，最後總共獲得5個立法院席次。同年，曾經參與太陽花學運的公民駭客唐鳳被任命為政務委員，也是中華民國首位跨性別官員。

### 流行文化

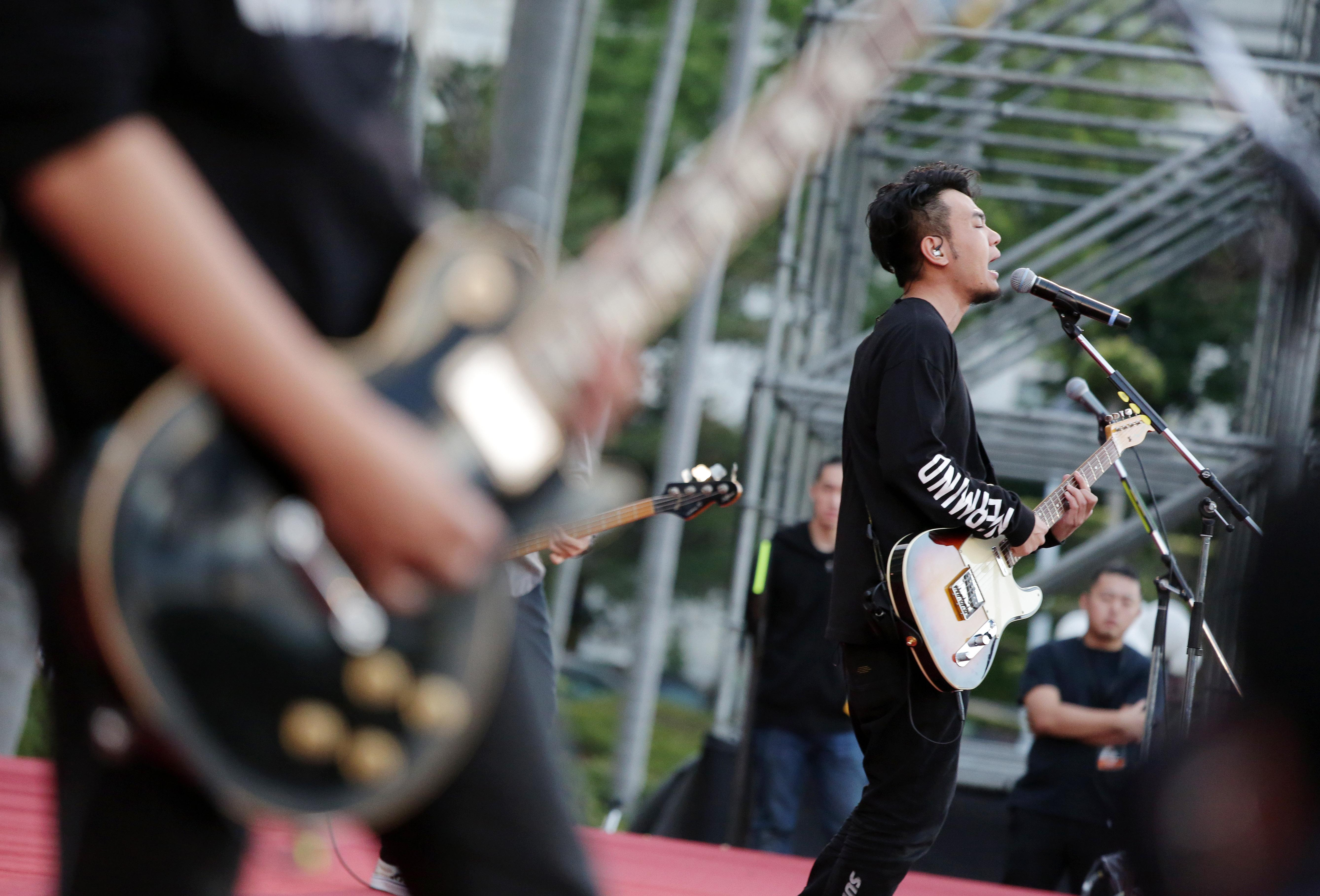
2017年1月1日，滅火器樂團在總統府升旗音樂會中演出。

早在太陽花學運之前，運動者的「亞文化」發展有助於運動者家發展其公共領域。隨著臺灣青年活動的興起，臺灣出現許多服裝品牌，這些品牌商品在運動者間很受歡迎，並表達有關臺灣民間社會認可的政治訊息。部分書籍和電影在運動者亞文化中很受歡迎，部分咖啡館、住宅和書店也是青年運動者的聚會場所，某些臺北市頻繁發生抗議空間亦是成員聚會的地點。而自從學運以後，「黑箱」已經成為臺灣社會常用的詞彙。同時，鹿茸、香蕉、太陽餅也成為群眾嘲諷的對象，更有網友創意團購太陽餅、「伏冒」（感冒藥）送去行政院。
而一些獨立樂團和藝術家創作有關社會問題的歌曲，同樣在臺灣青年運動者中贏得許多觀眾，包括拷秋勤樂團創作的《官逼民反》等。而太陽花學運的運動代表曲，則是由滅火器樂團主唱楊大正為運動創作的歌曲《島嶼天光》。3月27日，他在立法院現場教唱、錄音錄影，之後由臺灣的藝術大學學生製作成兩部音樂影片，並在網際網路上傳播。到了3月31日，滅火器樂團便在遊行中演唱《島嶼天光》，並播放在立法院拍攝製作的音樂影片。另外在3月21日，施明德女兒施蜜娜在議場內部學生同意下，在議場外牆上噴寫「當獨裁成為事實，革命就是義務」。
在太陽花學運中，許多藝術家也反對《海峽兩岸服務貿易協議》，同時存在著許多表達訴求、詆毀攻擊、挪用戲仿、呈現共同記憶的藝術創作，這包括創意海報、各式照片、版畫等作品。4月1日，郝明義在Facebook上發起「100人的太陽花」聲援行動，號召藝術家以創作發聲，並引起熱烈迴響。到了4月6日，郝明義與藝文界人士召開記者會，公布6天來蒐集到的150件太陽花學運作品。「太陽花學運」還被視為美學與政治的實踐案例，並在同年和「大腸花論壇」入圍台新藝術獎提名。

## 運動評價

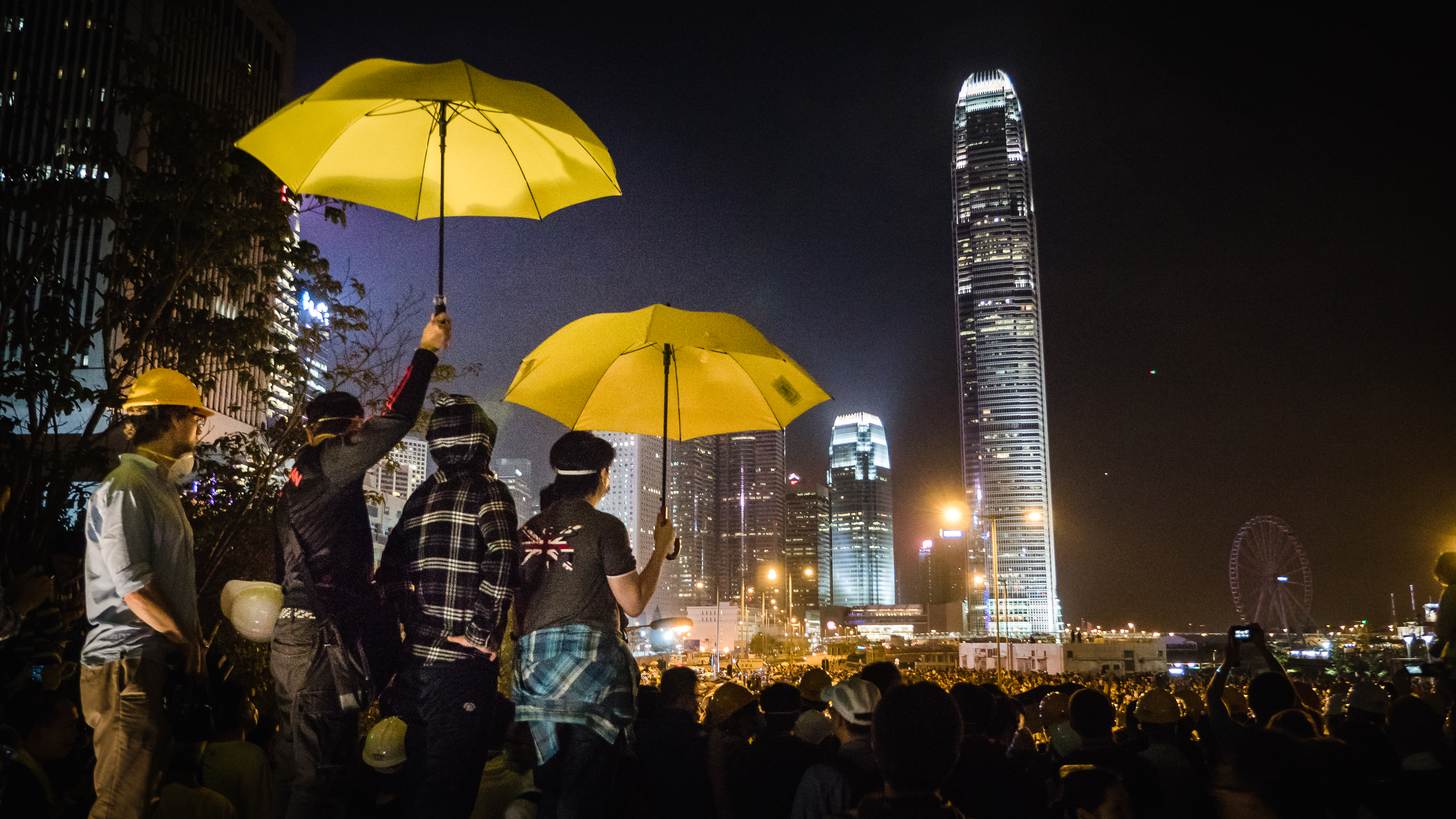
太陽花學運的出現，啟發後來香港爆發雨傘革命。

太陽花學運是一個結構複雜的運動，參與主體與訴求相當複雜多元。而作為一場抗議活動，太陽花學運是深深影響著臺灣社會的歷史事件之一，也是中華民國歷史上首次發生立法院議場遭到民眾佔領。而從動員的角度觀察，這是從1980年代啟動民主化以來，最大強度的「公民不服從」集體行動。。雖然其影響難以量化，但許多人的報告表示在太陽花學運之後，臺灣的社會氛圍發生變化。黃國昌和陳為廷都把這次運動視為臺灣政治的「第三勢力」，林飛帆亦強調這場運動完全獨立於國民黨或民進黨。
許多參與太陽花學運的年輕人，過去在日常生活中曾感到在政治上已經失去權力，但在運動之後突然擁有控制自己命運的感覺。而作為標誌著一代人成熟的事件，太陽花學運也造成不小的世代衝突。此外，許多太陽花學運的運動者堅持進步的左翼政治立場，這一事實對年輕人的政治觀點發展具有重要意義。2014年9月20日，唐獎獲獎人余英時在讲话中表達對該運動的支持，其讚賞學生的意圖，並認為民主社會的公民都應該用其選票抵制政府。而包括埃里克·奧林·賴特、子安宣邦等重要學者都曾觀察太陽花學運，而吳叡人則提出《黑潮論》說法。
太陽花學運的最後階段與結束方式，對後來的運動方式產生很大影響，甚至被認為是啟發2014年的香港雨傘革命、2015年的日本自由民主主義學生緊急行動、及2019年的香港反修例運動。不過許多傳播媒體對於太陽花學運的報導，都集中在被視為運動主要領導者的林飛帆和陳為廷兩人身上，這也被認為是促成個人主義，甚至後來還有對學生領袖的「告白牆」。在整個運動過程中，立法院中央領導層必須解決一系列問題，其長期的主要挑戰是在公眾眼中維護運動的合法性，但也因而遭到各式批評。與此同時，運動中的部份內部爭論異議，被批評為與具體的政治分歧無關，而是在某種程度上成為社會資本的鬥爭。

### 引用
1. 1 2 3 4 5 6 7 8 9 10 11 12 13 14 15 16 17  寇謐將. . 《外交家雜誌》. 2014-03-20  [2019-03-01]. （原始内容存档于2019-04-25） （英语）.
2. 1 2  . 《蘋果日報》. 2014-03-24  [2019-03-01]. （原始内容存档于2016-08-09） （繁体中文）.
3. 1 2 3  Elaine Hou; Wang Yang-yu; Liu Shih-yi. . 中央社 CNA. 2017-03-31  [2019-03-01]. （原始内容存档于2019-05-02） –focustaiwan.tw （英语）.
4. 1 2 3 4  夏丽娟. . 海外網. 2018-03-13  [2019-03-01]. （原始内容存档于2022-01-08） （简体中文）.
5. 1 2  戴雅真. . 台北. 中央社 CNA. 2016-05-23  [2019-07-13]. （原始内容存档于2019-07-07） （zh-Hans-TW）.
6. ↑  楊婕 (编). . 中央社 CNA. 2024-03-17  [2024-04-08]. （原始内容存档于2024-04-08） （中文（臺灣））.
7. ↑  林偉信. . 臺北. 中國時報. 2021-10-09  [2021-10-09]. （原始内容存档于2022-04-11）.
8. ↑  林長順; 曾以寧. 李錫璋 , 编. . 台北. 中央社 CNA. 2021-10-08  [2025-06-03]. （原始内容存档于2022-04-09） （中文（臺灣））.
9. ↑  . 臺北. 蘋果新聞網. 2021-10-08  [2021-10-09]. （原始内容存档于2022-04-12）.
10. ↑  . Daybreak Project. 2017-07-22  [2019-03-01]. （原始内容存档于2022-01-08） （英语）.
11. 1 2  Austin Ramzy. . 《紐約時報》. 2014-03-22  [2019-03-01]. （原始内容存档于2019-05-02） （英语）.
12. ↑  . 《蘋果日報》. 2014-03-20  [2019-03-01]. （原始内容存档于2020-05-07） （繁体中文）.
13. ↑  Tseng Ying-yu; Elizabeth Hsu. . 中央社 CNA. 2014-03-18  [2019-03-01]. （原始内容存档于2019-09-09） –focustaiwan.tw （英语）.
14. ↑  港千尋 & 2015年，第26頁至第27頁.
15. 1 2 3 4 5 6 7 8  . 中央研究院. 2015-10-13  [2019-03-01]. 原始内容存档于2018-07-04 （繁体中文）.
16. ↑  . 英國廣播公司新聞網. 2014-03-21  [2019-03-01]. （原始内容存档于2019-05-02） （英语）.
17. ↑  Yiyuan Zhou和Renate Lilge-Stodieck. . 《大紀元時報》. 2014-04-14  [2019-03-01]. 原始内容存档于2016-02-01 （西班牙语）.
18. 1 2  Mark Harrison. . The China Story. 2014-04-18  [2019-03-01]. （原始内容存档于2019-05-02） （英语）.
19. ↑  黃恐龍 & 2014年，第53頁至第55頁; 晏山農等 & 2015年，第173頁至第174頁; 港千尋 & 2015年，第26頁、第88頁至第89頁、第240頁至第241頁.
20. ↑  晏山農等 & 2015年，第8頁至第9頁.
21. ↑  .   [2024-03-20]. （原始内容存档于2024-06-14）.
22. ↑  黃恐龍 & 2014年，第51頁至第53頁; 晏山農等 & 2015年，第8頁; 港千尋 & 2015年，第124頁至第128頁、第240頁至第241頁.
23. ↑  S.Phương. . petrotimes.vn. 2014-04-01  [2019-03-01]. 原始内容存档于2014-04-07 （越南语）.
24. ↑  黃恐龍 & 2014年，第51頁至第53頁; 港千尋 & 2015年，第88頁至第99頁、第124頁至第128頁、第240頁至第241頁.
25. ↑  胡健森. . 雅虎新聞. 2014-03-20  [2019-03-01]. （原始内容存档于2022-04-09） （繁体中文）.
26. ↑  張卓婷和吳宗哲. . 新浪. 2014-03-21  [2019-03-01]. 原始内容存档于2014-03-29 （繁体中文）.
27. ↑  劉定綱 & 2014年，第19頁; 公民聲音團隊 & 2014年，第6頁; 黃恐龍 & 2014年，第15頁; 晏山農等 & 2015年，第8頁、第173頁至第174頁; 港千尋 & 2015年，第88頁至第89頁、第124頁至第128頁、第240頁至第241頁.
28. ↑  . Daybreak Project. 2017-07-20  [2019-03-01]. （原始内容存档于2022-05-23） （英语）.
29. ↑  港千尋 & 2015年，第128頁.
30. ↑  . Daybreak Project. 2017-07-24  [2019-03-01]. （原始内容存档于2022-05-23） （英语）.
31. ↑  Joe Hhung. . 《英文中國郵報》. 2014-03-24  [2019-03-01]. 原始内容存档于2016-03-13 （英语）.
32. ↑  黃恐龍 & 2014年，第51頁至第53頁; 晏山農等 & 2015年，第15頁至第16頁; 港千尋 & 2015年，第83頁、第128頁; 吳叡人等 & 2016年，第326頁.
33. ↑  郭安家. . 《自由時報》. 2019-11-14. （原始内容存档于2019-11-14）.
34. ↑  公民聲音團隊 & 2014年，第6頁; 港千尋 & 2015年，第124頁至第128頁.
35. ↑  吳叡人等 & 2016年，第60頁至第74頁、第92頁至第104頁、第110頁至第113頁.
36. 1 2 3 4 5 6 7 8 9 10 11 12 13 14 15 16 17 18 19 20 21 22 23 24 25 26 27 28 29  . 中央研究院. 2015-10-14  [2019-03-01]. 原始内容存档于2018-07-27 （繁体中文）.
37. 1 2  Carlos Moretti. . China Files. 2014-03-24  [2019-03-01]. 原始内容存档于2014-04-30 （西班牙语）.
38. ↑  港千尋 & 2015年，第28頁至第29頁.
39. ↑  吳叡人等 & 2016年，第55頁至第60頁、第80頁至第91頁、第141頁.
40. 1 2 3 4  Austin Ramzy. . 《紐約時報》. 2014-04-07  [2019-03-01]. （原始内容存档于2019-03-29） （英语）.
41. ↑  黃恐龍 & 2014年，第35頁、第88頁至第89頁、第93頁至第98頁; 港千尋 & 2015年，第30頁、第236頁; 吳叡人等 & 2016年，第38頁至第39頁、第101頁至第104頁、第133頁、第166頁至第167頁、第179頁.
42. ↑  . Daybreak Project. 2017-07-25  [2019-03-01]. （原始内容存档于2019-03-26） （英语）.
43. 1 2 3 4 5 6 7 8 9 10 11 12 13 14 15 16 17 18 19 20 21 22 23 24 25 26 27 28 29 30 31 32 33 34 35 36 37 38 39 40 41 42 43 44 45 46 47  吳介民.  (PDF). . 2015年  [2019-02-14]. （原始内容 (PDF)存档于2022-03-31） （日语）.
44. ↑  劉定綱 & 2014年，第16頁; 黃恐龍 & 2014年，第35頁; 晏山農等 & 2015年，第9頁至第10頁; 港千尋 & 2015年，第28頁至第29頁、第236頁至第237頁; 吳叡人等 & 2016年，第38頁至第39頁、第101頁至第102頁、第125頁至第126頁、第128頁、第179頁.
45. ↑  Mo Yan-chih. . 《台北時報》. 2014-06-22  [2019-03-01]. （原始内容存档于2019-05-02） （英语）.
46. 1 2 3  Cindy Sui. . 英國廣播公司新聞網. 2013-10-28  [2019-03-01]. （原始内容存档于2019-04-08） （英语）.
47. ↑  . Daybreak Project. 2017-07-20  [2019-03-01]. （原始内容存档于2019-03-26） （英语）.
48. ↑  劉定綱 & 2014年，第17頁; 公民聲音團隊 & 2014年，第5頁; 黃恐龍 & 2014年，第35頁; 晏山農等 & 2015年，第9頁至第10頁; 港千尋 & 2015年，第27頁至第28頁、第237頁至第238頁; 吳叡人等 & 2016年，第125頁至第126頁、第129頁、第179頁至第180頁.
49. 1 2 3 4  . 英國廣播公司新聞網. 2014-03-19  [2019-03-01]. （原始内容存档于2019-05-04） （英语）.
50. 1 2 3 4  比嘉清太. . 《讀賣新聞》. 2014-03-19  [2019-02-14]. 原始内容存档于2014-03-24 （日语）.
51. ↑  晏山農等 & 2015年，第9頁至第10頁; 吳叡人等 & 2016年，第180頁、第212頁至第213頁.
52. ↑  晏山農等 & 2015年，第10頁至第15頁; 港千尋 & 2015年，第32頁至第33頁; 吳叡人等 & 2016年，第118頁至第119頁、第133頁至第135頁、第214頁至第230頁.
53. ↑  劉定綱 & 2014年，第17頁; 公民聲音團隊 & 2014年，第5頁; 黃恐龍 & 2014年，第39頁至第40頁、第59頁; 晏山農等 & 2015年，第11頁、第14頁至第15頁、第26頁; 港千尋 & 2015年，第238頁至第239頁; 吳叡人等 & 2016年，第179頁至第180頁.
54. ↑  . Daybreak Project. 2017-07-25  [2019-03-01]. （原始内容存档于2022-01-08） （英语）.
55. ↑  黃恐龍 & 2014年，第4頁至第5頁、第39頁至第40頁、第47頁至第50頁; 吳叡人等 & 2016年，第33頁至第36頁、第123頁至第126頁、第154頁至第155頁.
56. ↑  . Daybreak Project. 2017-07-24  [2019-03-01]. （原始内容存档于2022-04-09） （英语）.
57. ↑  黃恐龍 & 2014年，第157頁; 港千尋 & 2015年，第33頁至第34頁; 吳叡人等 & 2016年，第105頁、第133頁.
58. ↑  . Daybreak Project. 2017-07-25  [2019-03-01]. （原始内容存档于2022-05-23） （英语）.
59. ↑  黃恐龍 & 2014年，第70頁至第72頁、第78頁至第87頁; 吳叡人等 & 2016年，第133頁、第154頁至第155頁.
60. ↑  吳叡人等 & 2016年，第165頁至第299頁.
61. ↑  Chris Wang. . 《台北時報》. 2013-09-16  [2019-03-01]. （原始内容存档于2019-04-08） （英语）.
62. 1 2  Sheryn Lee. . 東亞論壇. 2013-10-08  [2019-03-01]. （原始内容存档于2019-05-02） （英语）.
63. 1 2 3 4 5 6  Francisco Luis Pérez. . W Radio（英语：W Radio）. 2015-03-18  [2019-03-01]. （原始内容存档于2019-05-02） （西班牙语）.
64. ↑  晏山農等 & 2015年，第15頁至第17頁、第154頁至第155頁、第319頁至第320頁; 吳叡人等 & 2016年，第41頁至第42頁、第103頁至第107頁、第181頁至第182頁.
65. ↑  . Daybreak Project. 2017-07-24  [2019-03-01]. （原始内容存档于2022-04-12） （英语）.
66. ↑  晏山農等 & 2015年，第19頁; 吳叡人等 & 2016年，第38頁至第39頁、第43頁至第44頁、第126頁、第154頁至第155頁.
67. ↑  吳叡人等 & 2016年，第146頁至第154頁、第335頁至第336頁、第395頁至第400頁.
68. ↑  . Daybreak Project. 2017-07-24  [2019-03-01]. （原始内容存档于2022-04-12） （英语）.
69. ↑  . Daybreak Project. 2017-07-25  [2019-03-01]. （原始内容存档于2022-05-23） （英语）.
70. ↑  吳叡人等 & 2016年，第41頁至第47頁、第104頁至第105頁.
71. ↑  . Daybreak Project. 2017-07-25  [2019-03-01]. （原始内容存档于2022-05-23） （英语）.
72. ↑  晏山農等 & 2015年，第15頁至第17頁; 吳叡人等 & 2016年，第330頁至第334頁.
73. ↑  港千尋 & 2015年，第236頁; 吳叡人等 & 2016年，第104頁至第105頁、第127頁、第181頁至第182頁.
74. ↑  港千尋 & 2015年，第236頁; 吳叡人等 & 2016年，第127頁.
75. 1 2  . Daybreak Project. 2017-07-25  [2019-03-01]. （原始内容存档于2022-05-23） （英语）.
76. ↑  港千尋 & 2015年，第236頁、第127頁.
77. ↑  吳叡人等 & 2016年，第104頁至第105頁、第126頁至第127頁、第181頁至第182頁.
78. 1 2  . Daybreak Project. 2017-07-24  [2019-03-01]. （原始内容存档于2022-05-23） （英语）.
79. 1 2  . Daybreak Project. 2017-07-24  [2019-03-01]. （原始内容存档于2022-01-08） （英语）.
80. 1 2  黃恐龍 & 2014年，第177頁至第179頁; 港千尋 & 2015年，第237頁.
81. ↑  黃恐龍 & 2014年，第177頁至第179頁.
82. 1 2  . Daybreak Project. 2017-07-25  [2019-03-01]. （原始内容存档于2022-04-09） （英语）.
83. ↑  黃恐龍 & 2014年，第177頁至第179頁; 港千尋 & 2015年，第237頁; 吳叡人等 & 2016年，第128頁至第129頁.
84. ↑  黃恐龍 & 2014年，第177頁至第179頁; 吳叡人等 & 2016年，第128頁至第129頁.
85. 1 2  . Daybreak Project. 2017-07-25  [2019-03-01]. （原始内容存档于2022-01-08） （英语）.
86. 1 2  黃恐龍 & 2014年，第61頁至第65頁; 吳叡人等 & 2016年，第133頁.
87. 1 2  黃恐龍 & 2014年，第61頁至第65頁.
88. ↑  . Daybreak Project. 2017-07-25  [2019-03-01]. （原始内容存档于2022-05-23） （英语）.
89. 1 2  . Daybreak Project. 2017-11-16  [2019-03-01]. （原始内容存档于2022-01-08） （英语）.
90. ↑  . Daybreak Project. 2017-07-25  [2019-03-01]. （原始内容存档于2022-05-23） （英语）.
91. ↑  . Daybreak Project. 2017-07-25  [2019-03-01]. （原始内容存档于2022-05-25） （英语）.
92. 1 2  . Daybreak Project. 2017-06-17  [2019-03-01]. （原始内容存档于2022-04-09） （英语）.
93. ↑  港千尋 & 2015年，第27頁、第42頁至第71頁; 吳叡人等 & 2016年，第12頁、第18頁至第19頁、第43頁至第44頁.
94. ↑  . Daybreak Project. 2017-06-09  [2019-03-01]. （原始内容存档于2022-05-23） （英语）.
95. ↑  晏山農等 & 2015年，第17頁至第18頁; 港千尋 & 2015年，第27頁、第42頁至第71頁; 吳叡人等 & 2016年，第104頁.
96. ↑  . Daybreak Project. 2017-07-25  [2019-03-01]. （原始内容存档于2022-05-23） （英语）.
97. ↑  晏山農等 & 2015年，第18頁至第19頁; 吳叡人等 & 2016年，第106頁、第133頁、第139頁至第140頁.
98. ↑  . Daybreak Project. 2017-07-25  [2019-03-01]. （原始内容存档于2022-05-23） （英语）.
99. ↑  . Daybreak Project. 2017-07-20  [2019-03-01]. （原始内容存档于2022-05-23） （英语）.
100. ↑  劉定綱 & 2014年，第17頁; 公民聲音團隊 & 2014年，第5頁; 黃恐龍 & 2014年，第39頁至第40頁; 晏山農等 & 2015年，第13頁; 港千尋 & 2015年，第27頁至第28頁; 吳叡人等 & 2016年，第132頁至第133頁、第182頁.
101. ↑  黃恐龍 & 2014年，第39頁至第40頁; 晏山農等 & 2015年，第13頁、第26頁; 港千尋 & 2015年，第30頁、第239頁; 吳叡人等 & 2016年，第132頁至第133頁、第182頁.
102. ↑  . 英國廣播公司新聞網. 2014-02-11  [2019-03-01]. （原始内容存档于2020-05-06） （西班牙语）.
103. ↑  . 英國廣播公司新聞網. 2014-04-22  [2019-03-01]. （原始内容存档于2022-04-15） （西班牙语）.
104. ↑  港千尋 & 2015年，第30頁.
105. 1 2  李柏涛. . 《環球時報》. 2014-03-20  [2019-03-01]. （原始内容存档于2019-05-02） （英语）.
106. ↑  黃恐龍 & 2014年，第42頁; 晏山農等 & 2015年，第200頁; 吳叡人等 & 2016年，第129頁至第130頁.
107. 1 2  戴雅真; 陳偉婷. . 台北. 中央社 CNA. 2014-03-17  [2019-03-01]. （原始内容存档于2022-05-23） （中文（臺灣））.
108. 1 2 3  林思慧和徐子晴. . 中時電子報. 2014-03-18  [2019-03-01]. （原始内容存档于2019-05-02） （繁体中文）.
109. 1 2 3 4 5 6 7 8 9 10 11  . 《臺灣時報》. 2014-03-20  [2019-03-01]. （原始内容存档于2019-05-02） （繁体中文）.
110. 1 2  Sophie Brown. . 有線電視新聞網. 2014-03-26  [2019-03-01]. （原始内容存档于2019-05-02） （英语）.
111. ↑  港千尋 & 2015年，第239頁至第240頁; 吳叡人等 & 2016年，第186頁.
112. ↑  劉定綱 & 2014年，第18頁; 港千尋 & 2015年，第30頁; 吳叡人等 & 2016年，第182頁至第183頁.
113. ↑  吉村剛史. . 《產經新聞》. 2014-03-19  [2019-02-14]. 原始内容存档于2016-03-09 （日语）.
114. ↑  劉定綱 & 2014年，第18頁; 公民聲音團隊 & 2014年，第5頁; 黃恐龍 & 2014年，第14頁、第41頁; 晏山農等 & 2015年，第26頁、第336頁; 港千尋 & 2015年，第27頁至第28頁、第30頁至第31頁、第240頁; 吳叡人等 & 2016年，第129頁至第130頁、第132頁至第133頁、第182頁至第183頁.
115. ↑  劉定綱 & 2014年，第18頁; 公民聲音團隊 & 2014年，第5頁; 黃恐龍 & 2014年，第41頁; 晏山農等 & 2015年，第26頁、第336頁; 港千尋 & 2015年，第30頁至第31頁、第240頁; 吳叡人等 & 2016年，第132頁至第133頁.
116. ↑  劉定綱 & 2014年，第18頁; 晏山農等 & 2015年，第26頁至第27頁; 港千尋 & 2015年，第30頁至第31頁、第240頁; 吳叡人等 & 2016年，第106頁至第107頁、第132頁至第133頁、第182頁至第185頁.
117. ↑  . Daybreak Project. 2017-07-21  [2019-03-01]. （原始内容存档于2022-05-23） （英语）.
118. ↑  黃恐龍 & 2014年，第42頁; 晏山農等 & 2015年，第200頁、第336頁、第340頁至第342頁.
119. 1 2 3 4  肖烨. . 鳳凰衛視. 2014-03-20  [2019-03-01]. （原始内容存档于2019-05-02） （英语）.
120. ↑  劉定綱 & 2014年，第18頁; 公民聲音團隊 & 2014年，第5頁; 黃恐龍 & 2014年，第15頁、第42頁; 晏山農等 & 2015年，第29頁至第31頁、第336頁; 港千尋 & 2015年，第28頁、第240頁; 吳叡人等 & 2016年，第126頁至第127頁、第166頁、第187頁至第188頁.
121. 1 2  威克. . 英國廣播公司新聞網. 2014-03-18  [2019-03-01]. （原始内容存档于2019-05-02） （英语）.
122. ↑  黃恐龍 & 2014年，第176頁至第177頁; 晏山農等 & 2015年，第31頁、第156頁; 吳叡人等 & 2016年，第187頁至第188頁.
123. ↑  Adela Lin和Tim Culpan. . 彭博社. 2014-03-19  [2019-03-01]. 原始内容存档于2014-10-06 （英语）.
124. ↑  Maria Kruczkowska. . 《選舉報》. 2014-03-30  [2019-03-01]. （原始内容存档于2022-04-17） （波兰语）.
125. ↑  劉定綱 & 2014年，第18頁; 公民聲音團隊 & 2014年，第5頁; 黃恐龍 & 2014年，第42頁; 晏山農等 & 2015年，第31頁至第32頁、第156頁至第160頁; 港千尋 & 2015年，第91頁至第92頁、第172頁至第177頁、第240頁; 吳叡人等 & 2016年，第130頁、第187頁至第188頁.
126. ↑  . Daybreak Project. 2017-07-21  [2019-03-01]. （原始内容存档于2022-03-17） （英语）.
127. ↑  劉定綱 & 2014年，第18頁至第19頁; 公民聲音團隊 & 2014年，第5頁; 黃恐龍 & 2014年，第42頁; 晏山農等 & 2015年，第32頁至第37頁、第160頁至第163頁、第336頁、第343頁至第345頁; 港千尋 & 2015年，第240頁; 吳叡人等 & 2016年，第130頁、第189頁.
128. ↑  吉村剛史. . 《產經新聞》. 2014-03-24  [2019-02-14]. 原始内容存档于2016-03-10 （日语）.
129. ↑  吳叡人等 & 2016年，第189頁至第190頁.
130. ↑  温雅琼. . 中國新聞社. 2014-03-19  [2019-03-01]. （原始内容存档于2019-05-02） （简体中文）.
131. ↑  Ray Sanchez和Zoe Li. . 有線電視新聞網. 2014-03-21  [2019-03-01]. （原始内容存档于2019-05-02） （英语）.
132. 1 2  . Daybreak Project. 2017-07-21  [2019-03-01]. （原始内容存档于2022-05-23） （英语）.
133. ↑  晏山農等 & 2015年，第38頁、第171頁至第172頁、第273頁至第279頁.
134. 1 2 3  鄒琪. . 關鍵評論網. 2014-03-20  [2019-03-01]. （原始内容存档于2019-05-02） （繁体中文）.
135. 1 2 3  埃菲通訊社. . 《先鋒報》. 2014-03-19  [2019-03-01]. （原始内容存档于2019-05-02） （英语）.
136. ↑  . 《費加洛報》. 2014-03-18  [2019-03-01]. （原始内容存档于2019-05-02） （英语）.
137. ↑  晏山農等 & 2015年，第36頁至第37頁; 港千尋 & 2015年，第241頁; 吳叡人等 & 2016年，第126頁至第127頁、第130頁、第187頁至第189頁.
138. ↑  吳叡人等 & 2016年，第189頁.
139. ↑  王家俊. . 《蘋果日報》. 2014-03-19  [2019-03-01]. （原始内容存档于2020-07-03） （繁体中文）.
140. ↑  劉定綱 & 2014年，第18頁至第19頁; 公民聲音團隊 & 2014年，第6頁; 晏山農等 & 2015年，第36頁至第37頁、第336頁; 港千尋 & 2015年，第28頁.
141. ↑  丁文蕾. . 中國新聞社. 2014-03-20  [2019-03-01]. （原始内容存档于2019-05-02） （简体中文）.
142. ↑  吳叡人等 & 2016年，第191頁至第192頁.
143. ↑  Shih Hsiu-chuan、Su Fang-ho和Jake Chung. . 《台北時報》. 2014-03-21  [2019-03-01]. （原始内容存档于2019-05-02） （英语）.
144. ↑  晏山農等 & 2015年，第336頁.
145. ↑  陈立宇和李志全. . 中國新聞社. 2014-03-20  [2019-03-01]. （原始内容存档于2019-03-14） （简体中文）.
146. ↑  陳沂庭. . 雅虎新聞. 2014-03-21  [2019-03-01]. （原始内容存档于2019-04-26） （繁体中文）.
147. ↑  公民聲音團隊 & 2014年，第7頁; 黃恐龍 & 2014年，第181頁至第182頁; 晏山農等 & 2015年，第45頁至第46頁、第336頁; 港千尋 & 2015年，第241頁.
148. ↑  . 美麗島電子報. 2014-03-24  [2019-03-01]. 原始内容存档于2014-03-25 （繁体中文）.
149. ↑  公民聲音團隊 & 2014年，第7頁; 黃恐龍 & 2014年，第181頁至第182頁; 晏山農等 & 2015年，第45頁至第46頁、第336頁; 吳叡人等 & 2016年，第191頁.
150. 1 2  Adam Tyrsett Kuo和Katherine Wei. . 《英文中國郵報》. 2014-03-26  [2019-03-01]. 原始内容存档于2015-09-24 （英语）.
151. 1 2  Tim Culpan. . 彭博社. 2014-03-26  [2019-03-01]. （原始内容存档于2019-05-02） （英语）.
152. 1 2 3  寇謐將. . The Far-Eastern Sweet Potato. 2014-03-22  [2019-03-01]. （原始内容存档于2019-05-02） （英语）.
153. ↑  劉定綱 & 2014年，第19頁; 黃恐龍 & 2014年，第181頁至第182頁; 吳叡人等 & 2016年，第190頁至第192頁.
154. ↑  劉定綱 & 2014年，第19頁至第20頁; 公民聲音團隊 & 2014年，第7頁; 黃恐龍 & 2014年，第181頁至第182頁; 晏山農等 & 2015年，第49頁、第336頁; 港千尋 & 2015年，第241頁; 吳叡人等 & 2016年，第191頁、第336頁至第337頁.
155. 1 2  Loa Iok-sin和Shih Hsiu-chuan. . 《台北時報》. 2014-03-23  [2019-03-01]. （原始内容存档于2019-05-02） （英语）.
156. ↑  劉定綱 & 2014年，第19頁至第20頁; 公民聲音團隊 & 2014年，第7頁; 黃恐龍 & 2014年，第74頁至第77頁; 晏山農等 & 2015年，第49頁、第336頁; 港千尋 & 2015年，第241頁; 吳叡人等 & 2016年，第130頁.
157. 1 2 3 4  李靥. . 中國新聞社. 2014-03-25  [2019-03-01]. （原始内容存档于2019-05-02） （简体中文）.
158. 1 2  公民聲音團隊 & 2014年，第6頁.
159. 1 2  . ETtoday新聞雲. 2014-03-23  [2019-03-01]. （原始内容存档于2019-05-02） （繁体中文）.
160. ↑  . 《自由時報》. 2014-03-23  [2019-03-01]. （原始内容存档于2022-05-23） （繁体中文）.
161. 1 2  Emily Rauhala. . 《時代雜誌》. 2014-03-24  [2019-03-01]. （原始内容存档于2019-02-25） （英语）.
162. ↑  劉定綱 & 2014年，第20頁; 公民聲音團隊 & 2014年，第8頁; 黃恐龍 & 2014年，第181頁至第182頁; 晏山農等 & 2015年，第50頁、第337頁; 港千尋 & 2015年，第241頁; 吳叡人等 & 2016年，第130頁.
163. ↑  Ben Blanchard. . 路透社. 2014-03-23  [2019-03-01]. （原始内容存档于2022-05-23） （英语）.
164. ↑  公民聲音團隊 & 2014年，第8頁; 黃恐龍 & 2014年，第74頁至第77頁、第181頁至第182頁; 晏山農等 & 2015年，第50頁、第337頁; 港千尋 & 2015年，第241頁; 吳叡人等 & 2016年，第130頁; 吳叡人等 & 2016年，第191頁、第336頁至第338頁.
165. ↑  . 《蘋果日報》. 2014-03-24  [2019-03-01]. （原始内容存档于2019-10-10） （繁体中文）.
166. ↑  Jason Pan. . 《台北時報》. 2015-03-25  [2019-03-01]. （原始内容存档于2019-05-02） （英语）.
167. 1 2 3  Sophie Brown和Zoe Li. . 有線電視新聞網. 2014-03-25  [2019-03-01]. （原始内容存档于2019-02-08） （英语）.
168. ↑  劉定綱 & 2014年，第20頁; 公民聲音團隊 & 2014年，第8頁; 黃恐龍 & 2014年，第182頁至第183頁; 晏山農等 & 2015年，第53頁至第54頁、第337頁; 港千尋 & 2015年，第28頁、第242頁; 吳叡人等 & 2016年，第130頁、第192頁.
169. 1 2  沈茂华. . 《聯合早報》. 2014-03-24  [2019-03-01]. （原始内容存档于2019-05-02） （简体中文）.
170. ↑  黃恐龍 & 2014年，第182頁至第183頁; 晏山農等 & 2015年，第54頁至第58頁; 港千尋 & 2015年，第242頁; 吳叡人等 & 2016年，第130頁、第192頁.
171. ↑  公民聲音團隊 & 2014年，第8頁; 黃恐龍 & 2014年，第182頁至第183頁; 晏山農等 & 2015年，第59頁至第61頁、第337頁; 港千尋 & 2015年，第242頁、第192頁.
172. ↑  . Europe Solidaire Sans Frontières. 2014-04-14  [2019-03-01]. （原始内容存档于2022-01-08） （英语）.
173. ↑  Chen Chi-chung; Yuris Ku; James Lee. . 中央社 CNA. 2015-03-24  [2019-03-01]. （原始内容存档于2019-05-02） –focustaiwan.tw （英语）.
174. ↑  黃恐龍 & 2014年，第182頁至第183頁; 晏山農等 & 2015年，第61頁.
175. 1 2  Lawrence Chung. . 《南華早報》. 2014-03-24  [2019-03-01]. （原始内容存档于2019-05-02） （英语）.
176. ↑  劉定綱 & 2014年，第20頁; 公民聲音團隊 & 2014年，第8頁; 港千尋 & 2015年，第28頁、第242頁; 吳叡人等 & 2016年，第130頁.
177. 1 2  . 中央社 CNA. 2014-03-27  [2019-03-01]. （原始内容存档于2022-04-11） –chinatimes.com.
178. 1 2  劉康彥. . ETtoday新聞雲. 2014-03-27  [2019-03-01]. （原始内容存档于2019-05-02） （繁体中文）.
179. ↑  . 鳳凰衛視. 2014-03-27  [2019-03-01]. （原始内容存档于2019-05-02） （简体中文）.
180. ↑  港千尋 & 2015年，第242頁; 吳叡人等 & 2016年，第130頁至第131頁.
181. 1 2  . 路透社. 2014-03-25  [2019-02-14]. （原始内容存档于2019-05-02） （日语）.
182. ↑  Koh Gui Qing. . 路透社. 2014-03-25  [2019-03-01]. （原始内容存档于2019-05-02） （英语）.
183. ↑  劉定綱 & 2014年，第20頁至第21頁; 公民聲音團隊 & 2014年，第9頁; 晏山農等 & 2015年，第71頁至第72頁、第337頁; 港千尋 & 2015年，第243頁; 吳叡人等 & 2016年，第194頁.
184. ↑  . 中央社 CNA. 2014-03-25  [2019-03-01]. （原始内容存档于2022-05-25） –chinatimes.com.
185. ↑  公民聲音團隊 & 2014年，第9頁; 晏山農等 & 2015年，第72頁、第337頁.
186. ↑  吉村剛史. . 《產經新聞》. 2014-03-26  [2019-02-14]. 原始内容存档于2016-03-10 （日语）.
187. 1 2 3 4  民視新聞台. . Daybreak Project. 2015-03-24  [2019-03-01]. （原始内容存档于2022-05-23） （繁体中文）.
188. ↑  公民聲音團隊 & 2014年，第9頁; 晏山農等 & 2015年，第337頁.
189. ↑  . Daybreak Project. 2017-08-09  [2019-03-01]. （原始内容存档于2022-04-11） （英语）.
190. ↑  吉村剛史. . 《產經新聞》. 2014-03-27  [2019-02-14]. （原始内容存档于2014-10-26） （日语）.
191. ↑  劉定綱 & 2014年，第20頁至第21頁; 公民聲音團隊 & 2014年，第9頁; 晏山農等 & 2015年，第73頁、第78頁至第79頁; 港千尋 & 2015年，第243頁.
192. ↑  吳叡人等 & 2016年，第194頁至第195頁.
193. 1 2  Katherine Wei. . 《英文中國郵報》. 2014-03-27  [2019-03-01]. 原始内容存档于2015-09-24 （英语）.
194. ↑  公民聲音團隊 & 2014年，第9頁; 黃恐龍 & 2014年，第56頁至第58頁.
195. ↑  公民聲音團隊 & 2014年，第9頁至第10頁; 吳叡人等 & 2016年，第195頁.
196. 1 2 3 4  李柏涛. . 《環球時報》. 2014-03-28  [2019-03-01]. （原始内容存档于2019-05-02） （简体中文）.
197. 1 2 3  李柏涛. . 《聯合早報》. 2014-03-28  [2019-03-01]. （原始内容存档于2019-05-02） （简体中文）.
198. ↑  共同通訊社. . 《產經新聞》. 2014-03-27  [2019-02-14]. （原始内容存档于2014-10-26） （日语）.
199. ↑  晏山農等 & 2015年，第337頁.
200. ↑  Loa Iok-sin和Shih Hsiu-chuan. . 《台北時報》. 2015-03-28  [2019-03-01]. （原始内容存档于2019-05-02） （英语）.
201. ↑  Lawrence Chung. . 《南華早報》. 2015-03-28  [2019-03-01]. （原始内容存档于2019-05-02） （英语）.
202. ↑  劉定綱 & 2014年，第21頁; 公民聲音團隊 & 2014年，第10頁; 黃恐龍 & 2014年，第199頁; 晏山農等 & 2015年，第81頁、第337頁; 港千尋 & 2015年，第243頁.
203. ↑  . 《自由時報》. 2014-05-01  [2019-03-01]. （原始内容存档于2018-12-10） （繁体中文）.
204. ↑  劉定綱 & 2014年，第22頁; 公民聲音團隊 & 2014年，第11頁; 晏山農等 & 2015年，第86頁至第90頁、第338頁、第361頁至第366頁; 港千尋 & 2015年，第244頁; 吳叡人等 & 2016年，第131頁、第194頁.
205. ↑  . Daybreak Project. 2017-07-21  [2019-03-01]. （原始内容存档于2022-05-23） （英语）.
206. ↑  比嘉清太. . 《讀賣新聞》. 2014-03-30  [2019-02-14]. 原始内容存档于2014-03-29 （日语）.
207. ↑  黃恐龍 & 2014年，第59頁至第60頁; 晏山農等 & 2015年，第87頁至第90頁、第361頁至第366頁; 港千尋 & 2015年，第244頁; 吳叡人等 & 2016年，第194頁.
208. 1 2 3  宋代倫. . 《大公報》. 2014-03-30  [2019-03-01]. （原始内容存档于2020-09-12） （简体中文）.
209. ↑  劉定綱 & 2014年，第22頁; 公民聲音團隊 & 2014年，第10頁至第11頁; 晏山農等 & 2015年，第90頁至第94頁、第338頁; 港千尋 & 2015年，第26頁至第27頁.
210. ↑  Chris Wang、Lee Hsin-fang和Kan Chih-chi. . 《台北時報》. 2015-03-31  [2019-03-01]. （原始内容存档于2019-05-02） （英语）.
211. ↑  山本秀也. . 《產經新聞》. 2014-03-30  [2019-02-14]. 原始内容存档于2016-03-04 （日语）.
212. ↑  Austin Ramzy. . 《紐約時報》. 2014-03-30  [2019-03-01]. （原始内容存档于2019-05-03） （英语）.
213. ↑  劉定綱 & 2014年，第22頁; 公民聲音團隊 & 2014年，第11頁; 晏山農等 & 2015年，第86頁; 港千尋 & 2015年，第244頁.
214. ↑  Michael Gold和James Pomfret. . 路透社. 2014-03-30  [2019-03-01]. （原始内容存档于2019-05-02） （英语）.
215. ↑  公民聲音團隊 & 2014年，第11頁; 晏山農等 & 2015年，第91頁; 吳叡人等 & 2016年，第195頁.
216. ↑  . Daybreak Project. 2017-07-21  [2019-03-01]. （原始内容存档于2022-05-23） （英语）.
217. ↑  公民聲音團隊 & 2014年，第11頁; 黃恐龍 & 2014年，第199頁至第201頁; 晏山農等 & 2015年，第91頁、第367頁至第369頁; 吳叡人等 & 2016年，第195頁.
218. 1 2 3  吳叡人等 & 2016年，第131頁.
219. ↑  . Daybreak Project. 2017-07-19  [2019-03-01]. （原始内容存档于2022-05-23） （英语）.
220. ↑  Wu Liang-yi和Stacy Hsu. . 《台北時報》. 2014-03-31  [2019-03-01]. （原始内容存档于2019-05-02） （英语）.
221. ↑  劉定綱 & 2014年，第22頁; 公民聲音團隊 & 2014年，第11頁; 晏山農等 & 2015年，第93頁至第94頁.
222. ↑  李彥初. . 《蘋果日報》. 2014-04-01  [2019-03-01]. （原始内容存档于2020-05-07） （繁体中文）.
223. ↑  Alison Hsiao. . 《台北時報》. 2014-04-02  [2019-03-01]. （原始内容存档于2019-05-02） （英语）.
224. ↑  法新社. . 《海峽時報》. 2014-04-01  [2019-03-01]. （原始内容存档于2022-05-23） （英语）.
225. ↑  劉定綱 & 2014年，第23頁; 公民聲音團隊 & 2014年，第12頁至第13頁; 黃恐龍 & 2014年，第202頁至第206頁; 晏山農等 & 2015年，第96頁、第98頁至第99頁、第338頁; 港千尋 & 2015年，第244頁; 吳叡人等 & 2016年，第196頁.
226. ↑  . newtalk.tw. 2014-04-09  [2019-09-04]. （原始内容存档于2019-09-04） （繁体中文）.
227. ↑  . Daybreak Project. 2017-07-21  [2019-03-01]. （原始内容存档于2022-05-25） （英语）.
228. ↑  公民聲音團隊 & 2014年，第12頁; 黃恐龍 & 2014年，第233頁至第236頁; 晏山農等 & 2015年，第100頁至第101頁、第338頁、第370頁至第372頁; 港千尋 & 2015年，第244頁至第245頁.
229. 1 2 3  刘冠廷. . 中國評論新聞網. 2014-04-03  [2019-03-01]. （原始内容存档于2020-10-08） （简体中文）.
230. ↑  劉定綱 & 2014年，第24頁; 公民聲音團隊 & 2014年，第13頁; 黃恐龍 & 2014年，第207頁; 晏山農等 & 2015年，第101頁.
231. ↑  . Daybreak Project. 2017-07-21  [2019-03-01]. （原始内容存档于2022-05-23） （英语）.
232. ↑  晏山農等 & 2015年，第104頁至第105頁、第377頁至第379頁.
233. ↑  公民聲音團隊 & 2014年，第13頁; 晏山農等 & 2015年，第106頁.
234. 1 2  鵜飼啓. . 《朝日新聞》. 2014-04-04  [2019-02-14]. 原始内容存档于2014-05-24 （日语）.
235. 1 2 3  比嘉清太. . 《讀賣新聞》. 2014-04-04  [2019-02-14]. 原始内容存档于2014-04-07 （日语）.
236. ↑  劉定綱 & 2014年，第24頁; 公民聲音團隊 & 2014年，第13頁; 晏山農等 & 2015年，第106頁、第338頁、第380頁至第381頁; 港千尋 & 2015年，第245頁.
237. ↑  劉定綱 & 2014年，第24頁; 公民聲音團隊 & 2014年，第13頁; 晏山農等 & 2015年，第106頁至第107頁.
238. ↑  吳叡人等 & 2016年，第196頁、第201頁至第202頁.
239. 1 2 3  周剑. . 中國台灣網. 2014-04-04  [2019-03-01]. （原始内容存档于2019-05-02） （简体中文）.
240. ↑  劉定綱 & 2014年，第24頁; 吳叡人等 & 2016年，第197頁至第198頁.
241. 1 2  劉定綱 & 2014年，第25頁; 公民聲音團隊 & 2014年，第14頁至第15頁; 晏山農等 & 2015年，第109頁至第111頁、第114頁、第121頁至第122頁、第128頁至第129頁、第133頁至第134頁、第338頁、第410頁至第411頁; 港千尋 & 2015年，第248頁; 吳叡人等 & 2016年，第196頁至第198頁.
242. 1 2  . Daybreak Project. 2017-07-21  [2019-03-01]. （原始内容存档于2022-04-12） （英语）.
243. ↑  劉定綱 & 2014年，第25頁; 公民聲音團隊 & 2014年，第14頁; 黃恐龍 & 2014年，第207頁至第208頁; 晏山農等 & 2015年，第113頁至第116頁、第338頁; 港千尋 & 2015年，第245頁; 吳叡人等 & 2016年，第196頁.
244. ↑  . Daybreak Project. 2017-11-24  [2019-03-01]. （原始内容存档于2022-05-23） （英语）.
245. ↑  晏山農等 & 2015年，第113頁至第115頁; 港千尋 & 2015年，第245頁.
246. 1 2  . 《自由時報》. 2014-04-06  [2019-03-01]. （原始内容存档于2019-05-02） （繁体中文）.
247. ↑  官志雄. . 中國新聞社. 2014-04-06  [2019-03-01]. （原始内容存档于2019-05-02） （简体中文）.
248. 1 2  鵜飼啓. . 《朝日新聞》. 2014-04-06  [2019-02-14]. 原始内容存档于2014-05-24 （日语）.
249. ↑  劉定綱 & 2014年，第25頁; 公民聲音團隊 & 2014年，第15頁; 晏山農等 & 2015年，第118頁至第119頁、第338頁、第396頁至第397頁; 港千尋 & 2015年，第26頁至第27頁、第245頁; 吳叡人等 & 2016年，第199頁.
250. ↑  劉定綱 & 2014年，第25頁; 公民聲音團隊 & 2014年，第15頁; 晏山農等 & 2015年，第118頁至第119頁、第396頁至第397頁; 港千尋 & 2015年，第26頁至第27頁、第245頁; 吳叡人等 & 2016年，第131頁; 吳叡人等 & 2016年，第199頁.
251. 1 2 3  Maubo Chang. . 中央社 CNA. 2014-04-06  [2019-03-01]. （原始内容存档于2019-05-02） –focustaiwan.tw （英语）.
252. ↑  . 《經濟學人》. 2014-04-08  [2019-03-01]. （原始内容存档于2019-05-02） （英语）.
253. ↑  黃恐龍 & 2014年，第59頁至第60頁; 吳叡人等 & 2016年，第166頁; 吳叡人等 & 2016年，第199頁.
254. 1 2  Maubo Chang. . 中央社 CNA. 2014-04-06  [2019-03-01]. （原始内容存档于2019-05-02） –focustaiwan.tw （英语）.
255. ↑  劉定綱 & 2014年，第25頁; 晏山農等 & 2015年，第120頁至第121頁.
256. 1 2  左秋子. . 华夏经纬网. 2014-04-08  [2019-03-01]. （原始内容存档于2019-05-02） （简体中文）.
257. 1 2  晏山農等 & 2015年，第125頁至第126頁.
258. ↑  晏山農等 & 2015年，第125頁至第126頁; 吳叡人等 & 2016年，第200頁.
259. ↑  劉定綱 & 2014年，第25頁; 晏山農等 & 2015年，第120頁; 港千尋 & 2015年，第245頁; 吳叡人等 & 2016年，第200頁.
260. ↑  . Daybreak Project. 2017-07-21  [2019-03-01]. （原始内容存档于2022-05-25） （英语）.
261. ↑  吉村剛史. . 《產經新聞》. 2014-04-07  [2019-02-14]. 原始内容存档于2014-12-04 （日语）.
262. ↑  . 亞洲新聞網. 2014-04-08  [2019-03-01]. （原始内容存档于2019-05-02） （西班牙语）.
263. 1 2  Michael Gold. . 路透社. 2014-04-07  [2019-03-01]. （原始内容存档于2020-10-08） （英语）.
264. ↑  Lu Chen. . 《大紀元時報》. 2014-04-09  [2019-03-01]. 原始内容存档于2016-02-21 （西班牙语）.
265. ↑  劉定綱 & 2014年，第25頁; 公民聲音團隊 & 2014年，第15頁; 黃恐龍 & 2014年，第211頁; 晏山農等 & 2015年，第123頁至第127頁、第339頁、第398頁至第400頁; 港千尋 & 2015年，第26頁至第27頁、第245頁; 吳叡人等 & 2016年，第131頁至第132頁、第166頁、第199頁至第200頁.
266. ↑  公民聲音團隊 & 2014年，第15頁; 黃恐龍 & 2014年，第210頁; 晏山農等 & 2015年，第121頁; 港千尋 & 2015年，第245頁至第246頁.
267. ↑  兰文. . 台海网. 2014-04-08  [2019-03-01]. （原始内容存档于2019-05-02） （简体中文）.
268. ↑  Brice Pedroletti. . 《世界報》. 2014-04-11  [2019-03-01]. （原始内容存档于2019-04-26） （法语）.
269. ↑  公民聲音團隊 & 2014年，第15頁至第16頁; 黃恐龍 & 2014年，第112頁至第113頁、第290頁至第295頁; 晏山農等 & 2015年，第128頁、第129頁至第131頁、第134頁至第137頁、第290頁至第300頁; 港千尋 & 2015年，第245頁; 吳叡人等 & 2016年，第200頁.
270. ↑  公民聲音團隊 & 2014年，第17頁; 黃恐龍 & 2014年，第211頁至第213頁; 晏山農等 & 2015年，第137頁至第139頁、第171頁至第172頁、第339頁、第401頁至第403頁; 港千尋 & 2015年，第246頁.
271. 1 2 3  赵雪晨. . 海外網. 2014-04-10  [2019-03-01]. （原始内容存档于2022-04-09） （简体中文）.
272. 1 2  鈴木玲子. . 《每日新聞》. 2014-04-10  [2019-02-14]. 原始内容存档于2014-04-13 （日语）.
273. ↑  Tai, Ya-chen; Hou, Elaine. . 中央社 CNA. 2014-04-10  [2019-03-01]. （原始内容存档于2019-05-02） –focustaiwan.tw （英语）.
274. ↑  比嘉清太. . 《讀賣新聞》. 2014-04-10  [2019-02-14]. 原始内容存档于2014-04-17 （日语）.
275. ↑  公民聲音團隊 & 2014年，第17頁; 晏山農等 & 2015年，第140頁至第141頁、第339頁、第404頁至第409頁; 港千尋 & 2015年，第246頁; 吳叡人等 & 2016年，第131頁至第132頁、第166頁.
276. ↑  公民聲音團隊 & 2014年，第17頁; 晏山農等 & 2015年，第141頁至第142頁、第33頁.
277. ↑  公民聲音團隊 & 2014年，第16頁; 晏山農等 & 2015年，第128頁、第142頁至第144頁、第190頁至第191頁、第339頁; 港千尋 & 2015年，第246頁.
278. ↑  公民聲音團隊 & 2014年，第16頁; 黃恐龍 & 2014年，第211頁至第213頁、第296頁至第300頁; 晏山農等 & 2015年，第144頁至第146頁、第191頁至第193頁、第339頁; 港千尋 & 2015年，第246頁.
279. ↑  公民聲音團隊 & 2014年，第6頁; 黃恐龍 & 2014年，第59頁至第60頁; 吳叡人等 & 2016年，第130頁.
280. 1 2  Tseng Ying-yu; Ku Chuan; Elaine Hou. . 中央社 CNA. 2014-03-23  [2019-03-01]. （原始内容存档于2019-08-28） –focustaiwan.tw （英语）.
281. ↑  公民聲音團隊 & 2014年，第8頁; 晏山農等 & 2015年，第86頁; 港千尋 & 2015年，第26頁至第27頁; 港千尋 & 2015年，第242頁; 吳叡人等 & 2016年，第131頁、第166頁.
282. ↑  . Daybreak Project. 2017-06-17  [2019-03-01]. （原始内容存档于2022-01-08） （英语）.
283. ↑  . Daybreak Project. 2017-06-17  [2019-03-01]. （原始内容存档于2022-04-12） （英语）.
284. 1 2  晏山農等 & 2015年，第320頁至第322頁.
285. ↑  . Daybreak Project. 2017-06-17  [2019-03-01]. （原始内容存档于2022-05-23） （英语）.
286. ↑  . Daybreak Project. 2017-07-22  [2019-03-01]. （原始内容存档于2022-05-23） （英语）.
287. ↑  . Daybreak Project. 2017-11-13  [2019-03-01]. （原始内容存档于2022-04-12） （英语）.
288. ↑  黃恐龍 & 2014年，第17頁; 晏山農等 & 2015年，第328頁; 港千尋 & 2015年，第29頁; 吳叡人等 & 2016年，第135頁.
289. ↑  晏山農等 & 2015年，第179頁; 港千尋 & 2015年，第32頁至第33頁; 吳叡人等 & 2016年，第54頁至第55頁、第134頁.
290. ↑  Cindy Chang. . 《洛杉磯時報》. 2014-03-23  [2019-03-01]. 原始内容存档于2014-04-20 （英语）.
291. ↑  黃恐龍 & 2014年，第88頁至第92頁、第96頁至第97頁.
292. ↑  Marie-Alice McLean-Dreyfus. . Asia Dialogue. 2014-04-09  [2019-03-01]. （原始内容存档于2022-04-18） （英语）.
293. ↑  . Daybreak Project. 2017-06-17  [2019-03-01]. （原始内容存档于2022-04-11） （英语）.
294. ↑  黃恐龍 & 2014年，第100頁至第113頁; 吳叡人等 & 2016年，第26頁至第27頁.
295. ↑  . Daybreak Project. 2017-07-19  [2019-03-01]. （原始内容存档于2022-05-23） （英语）.
296. ↑  Klaus Bardenhagen. . 《法蘭克福匯報》. 2014-03-19  [2019-03-01]. （原始内容存档于2019-05-02） （德语）.
297. ↑  黃恐龍 & 2014年，第34頁至第41頁、第47頁至第50頁; 晏山農等 & 2015年，第17頁; 港千尋 & 2015年，第30頁至第32頁、第89頁; 吳叡人等 & 2016年，第134頁.
298. ↑  Pierre Rousset. . 《彩風（西班牙语：Viento Sur）》. 2014-12-08  [2019-03-01]. （原始内容存档于2019-05-02） （西班牙语）.
299. ↑  吳叡人等 & 2016年，第134頁.
300. ↑  黃恐龍 & 2014年，第59頁至第60頁; 港千尋 & 2015年，第29頁至第30頁.
301. ↑  鈴木玲子. . 《每日新聞》. 2014-03-29  [2019-02-14]. 原始内容存档于2014-04-12 （日语）.
302. ↑  . Daybreak Project. 2017-07-20  [2019-03-01]. （原始内容存档于2022-05-23） （英语）.
303. ↑  黃恐龍 & 2014年，第39頁至第41頁.
304. ↑  晏山農等 & 2015年，第179頁至第180頁; 吳叡人等 & 2016年，第26頁至第27頁、第135頁.
305. ↑  . Daybreak Project. 2017-07-20  [2019-03-01]. （原始内容存档于2022-04-09） （英语）.
306. ↑  黃恐龍 & 2014年，第216頁至第219頁; 晏山農等 & 2015年，第8頁至第9頁、第15頁至第17頁; 吳叡人等 & 2016年，第136頁至第138頁.
307. ↑  吳叡人等 & 2016年，第128頁.
308. ↑  晏山農等 & 2015年，第10頁至第12頁; 吳叡人等 & 2016年，第106頁至第107頁、第129頁、第132頁、第180頁至第181頁.
309. ↑  晏山農等 & 2015年，第12頁、第27頁、第410頁; 吳叡人等 & 2016年，第129頁、第132頁、第180頁至第183頁.
310. ↑  晏山農等 & 2015年，第12頁至第13頁、第27頁至第28頁、第410頁; 港千尋 & 2015年，第239頁; 吳叡人等 & 2016年，第129頁、第181頁至第183頁、第188頁至第189頁.
311. 1 2  . Daybreak Project. 2017-11-19  [2019-03-01]. （原始内容存档于2022-04-09） （英语）.
312. ↑  晏山農等 & 2015年，第72頁至第73頁、第346頁至第359頁; 吳叡人等 & 2016年，第130頁.
313. ↑  . Daybreak Project. 2017-07-25  [2019-03-01]. （原始内容存档于2022-05-23） （英语）.
314. ↑  . Daybreak Project. 2017-07-25  [2019-03-01]. （原始内容存档于2022-05-23） （英语）.
315. ↑  晏山農等 & 2015年，第104頁至第105頁.
316. ↑  . Daybreak Project. 2017-07-25  [2019-03-01]. （原始内容存档于2022-05-23） （英语）.
317. ↑  黃恐龍 & 2014年，第290頁至第291頁; 晏山農等 & 2015年，第28頁、第189頁至第193頁.
318. ↑  . Daybreak Project. 2017-07-24  [2019-03-01]. （原始内容存档于2022-05-23） （英语）.
319. ↑  吳叡人等 & 2016年，第138頁至第139頁、第231頁至第244頁.
320. ↑  . Daybreak Project. 2017-07-25  [2019-03-01]. （原始内容存档于2022-01-08） （英语）.
321. ↑  晏山農等 & 2015年，第169頁至第170頁、第267頁至第272頁.
322. ↑  公民聲音團隊 & 2014年，第6頁; 晏山農等 & 2015年，第37頁至第38頁、第73頁至第78頁; 吳叡人等 & 2016年，第136頁至第139頁、第187頁至第188頁、第192頁至第193頁.
323. ↑  . Daybreak Project. 2017-07-25  [2019-03-01]. （原始内容存档于2022-01-08） （英语）.
324. ↑  晏山農等 & 2015年，第32頁至第34頁、第163頁至第174頁; 港千尋 & 2015年，第138頁至第141頁.
325. ↑  鵜飼啓. . 《朝日新聞》. 2014-03-19  [2019-02-14]. 原始内容存档于2015-04-02 （日语）.
326. ↑  鵜飼啓. . 《朝日新聞》. 2014-03-23  [2019-02-14]. 原始内容存档于2014-04-21 （日语）.
327. ↑  公民聲音團隊 & 2014年，第7頁; 晏山農等 & 2015年，第175頁至第176頁; 港千尋 & 2015年，第119頁; 吳叡人等 & 2016年，第136頁至第137頁.
328. ↑  晏山農等 & 2015年，第39頁至第40頁; 吳叡人等 & 2016年，第130頁、第137頁至第138頁.
329. ↑  . Daybreak Project. 2017-07-24  [2019-03-01]. （原始内容存档于2022-01-08） （英语）.
330. ↑  黃恐龍 & 2014年，第262頁; 晏山農等 & 2015年，第44頁、第46頁、第176頁.
331. ↑  黃恐龍 & 2014年，第247頁至第253頁; 港千尋 & 2015年，第162頁至第167頁、第182頁至第189頁.
332. ↑  黃恐龍 & 2014年，第260頁至第261頁、第268頁至第275頁、第284頁至第287頁; 吳叡人等 & 2016年，第138頁至第139頁.
333. ↑  . Daybreak Project. 2017-07-24  [2019-03-01]. （原始内容存档于2022-05-23） （英语）.
334. ↑  劉定綱 & 2014年，第19頁; 黃恐龍 & 2014年，第224頁至第227頁、第263頁至第267頁; 港千尋 & 2015年，第130頁至第136頁、第178頁至第181頁; 吳叡人等 & 2016年，第138頁至第139頁.
335. ↑  . Daybreak Project. 2017-07-24  [2019-03-01]. （原始内容存档于2022-04-09） （英语）.
336. ↑  公民聲音團隊 & 2014年，第6頁; 黃恐龍 & 2014年，第254頁至第259頁; 晏山農等 & 2015年，第176頁至第178頁; 港千尋 & 2015年，第18頁至第19頁、第80頁、第89頁、第139頁、第142頁至第145頁、第152頁至第153頁; 吳叡人等 & 2016年，第138頁至第139頁.
337. ↑  . Daybreak Project. 2017-07-24  [2019-03-01]. （原始内容存档于2022-04-09） （英语）.
338. ↑  . Daybreak Project. 2017-07-24  [2019-03-01]. （原始内容存档于2022-05-23） （英语）.
339. ↑  黃恐龍 & 2014年，第265頁至第267頁.
340. ↑  . Daybreak Project. 2017-07-24  [2019-03-01]. （原始内容存档于2022-05-23） （英语）.
341. ↑  . Daybreak Project. 2017-07-24  [2019-03-01]. （原始内容存档于2022-01-08） （英语）.
342. ↑  港千尋 & 2015年，第130頁至第136頁、第202頁至第207頁; 吳叡人等 & 2016年，第137頁至第138頁.
343. ↑  . Daybreak Project. 2017-11-25  [2019-03-01]. （原始内容存档于2022-05-23） （英语）.
344. ↑  晏山農等 & 2015年，第113頁至第116頁; 吳叡人等 & 2016年，第137頁至第138頁.
345. ↑  . Daybreak Project. 2017-11-18  [2019-03-01]. （原始内容存档于2022-05-23） （英语）.
346. ↑  公民聲音團隊 & 2014年，第7頁.
347. ↑  . Daybreak Project. 2017-11-18  [2019-03-01]. （原始内容存档于2022-01-08） （英语）.
348. ↑  黃恐龍 & 2014年，第233頁至第236頁; 晏山農等 & 2015年，第100頁至第101頁、第103頁至第104頁、第180頁至第182頁、第411頁; 港千尋 & 2015年，第244頁至第245頁; 吳叡人等 & 2016年，第137頁至第138頁.
349. ↑  . Daybreak Project. 2017-11-13  [2019-03-01]. （原始内容存档于2022-04-12） （英语）.
350. ↑  . Daybreak Project. 2017-07-24  [2019-03-01]. （原始内容存档于2022-01-08） （英语）.
351. ↑  公民聲音團隊 & 2014年，第17頁; 黃恐龍 & 2014年，第22頁至第23頁; 晏山農等 & 2015年，第38頁、第131頁至第132頁、第171頁至第172頁、第182頁至第183頁、第273頁至第279頁; 吳叡人等 & 2016年，第136頁至第137頁.
352. ↑  . Daybreak Project. 2017-07-24  [2019-03-01]. （原始内容存档于2022-05-23） （英语）.
353. ↑  晏山農等 & 2015年，第41頁至第43頁、第45頁至第47頁、第48頁至第49頁、第50頁至第52頁、第68頁至第69頁、第79頁至第80頁、第186頁至第189頁、第336頁.
354. ↑  晏山農等 & 2015年，第231頁至第238頁.
355. ↑  晏山農等 & 2015年，第239頁至第243頁、第245頁至第253頁.
356. ↑  . Daybreak Project. 2017-07-19  [2019-03-01]. （原始内容存档于2022-05-23） （英语）.
357. ↑  黃恐龍 & 2014年，第176頁至第180頁; 晏山農等 & 2015年，第217頁至第230頁.
358. ↑  . Daybreak Project. 2017-07-25  [2019-03-01]. （原始内容存档于2022-05-23） （英语）.
359. ↑  黃恐龍 & 2014年，第176頁至第177頁; 晏山農等 & 2015年，第127頁、第169頁至第170頁、第214頁至第217頁.
360. ↑  . Daybreak Project. 2017-07-24  [2019-03-01]. （原始内容存档于2022-04-09） （英语）.
361. ↑  晏山農等 & 2015年，第70頁至第71頁、第200頁至第205頁.
362. ↑  . Daybreak Project. 2017-06-17  [2019-03-01]. （原始内容存档于2022-05-23） （英语）.
363. ↑  晏山農等 & 2015年，第200頁至第203頁、第254頁至第262頁.
364. ↑  . Daybreak Project. 2017-06-17  [2019-03-01]. （原始内容存档于2022-05-23） （英语）.
365. ↑  公民聲音團隊 & 2014年，第5頁; 黃恐龍 & 2014年，第42頁至第43頁; 晏山農等 & 2015年，第204頁至第205頁; 吳叡人等 & 2016年，第383頁至第385頁.
366. ↑  . Daybreak Project. 2017-07-16  [2019-03-01]. （原始内容存档于2022-05-25） （英语）.
367. ↑  公民聲音團隊 & 2014年，第5頁; 黃恐龍 & 2014年，第42頁至第46頁; 晏山農等 & 2015年，第34頁、第200頁至第201頁、第212頁至第213頁; 港千尋 & 2015年，第198頁至第201頁.
368. ↑  公民聲音團隊 & 2014年，第8頁; 港千尋 & 2015年，第83頁至第85頁; 吳叡人等 & 2016年，第130頁、第192頁、第326頁至第327頁.
369. ↑  . Daybreak Project. 2017-06-27  [2019-03-01]. （原始内容存档于2022-05-23） （英语）.
370. ↑  黃恐龍 & 2014年，第123頁至第128頁; 晏山農等 & 2015年，第202頁至第203頁.
371. ↑  . Daybreak Project. 2017-07-20  [2019-03-01]. （原始内容存档于2022-05-25） （英语）.
372. ↑  公民聲音團隊 & 2014年，第6頁; 晏山農等 & 2015年，第203頁至第204頁; 港千尋 & 2015年，第146頁至第151頁.
373. ↑  公民聲音團隊 & 2014年，第8頁、第11頁; 黃恐龍 & 2014年，第280頁至第283頁; 晏山農等 & 2015年，第67頁至第68頁、第70頁、第84頁、第243頁至第245頁、第338頁; 港千尋 & 2015年，第208頁至第209頁.
374. ↑  . Daybreak Project. 2017-06-14  [2019-03-01]. （原始内容存档于2022-01-08） （英语）.
375. ↑  . Daybreak Project. 2017-07-25  [2019-03-01]. （原始内容存档于2022-05-23） （英语）.
376. ↑  公民聲音團隊 & 2014年，第5頁; 黃恐龍 & 2014年，第280頁至第281頁; 晏山農等 & 2015年，第208頁至第211頁.
377. ↑  . Daybreak Project. 2017-07-22  [2019-03-01]. （原始内容存档于2022-05-23） （英语）.
378. ↑  黃恐龍 & 2014年，第280頁至第281頁; 晏山農等 & 2015年，第206頁至第208頁; 港千尋 & 2015年，第94頁至第95頁、第224頁至第233頁.
379. ↑  . Daybreak Project. 2017-07-25  [2019-03-01]. （原始内容存档于2022-05-23） （英语）.
380. ↑  公民聲音團隊 & 2014年，第11頁、第13頁; 黃恐龍 & 2014年，第74頁至第77頁; 晏山農等 & 2015年，第87頁至第90頁; 吳叡人等 & 2016年，第130頁.
381. ↑  公民聲音團隊 & 2014年，第11頁; 公民聲音團隊 & 2014年，第12頁; 晏山農等 & 2015年，第87頁至第90頁; 吳叡人等 & 2016年，第130頁、第166頁.
382. ↑  晏山農等 & 2015年，第86頁至第90頁; 吳叡人等 & 2016年，第130頁.
383. ↑  . 《蘋果日報》. 2014-04-07  [2019-03-01]. （原始内容存档于2020-05-07） （繁体中文）.
384. ↑  劉定綱 & 2014年，第21頁至第22頁; 公民聲音團隊 & 2014年，第10頁.
385. ↑  Shih Hsiu-chuan、Wang Wen-hsuan和Sean Lin. . 《台北時報》. 2014-06-11  [2019-03-01]. （原始内容存档于2019-05-02） （英语）.
386. ↑  黃麗芸、王鴻國和李先鳳. . 《英文台灣日報》. 2014-03-24  [2019-03-01]. （原始内容存档于2022-05-23） （繁体中文）.
387. ↑  Tang Pei-chun; Lilian Wu. . 中央社 CNA. 2014-03-24  [2019-03-01]. （原始内容存档于2019-05-02） –focustaiwan.tw （英语）.
388. ↑  Shih Hsiu-chuan. . 《台北時報》. 2014-03-22  [2019-03-01]. （原始内容存档于2019-05-02） （英语）.
389. 1 2  Chris Wang. . 《台北時報》. 2014-03-28  [2019-03-01]. （原始内容存档于2019-05-02） （英语）.
390. ↑  Loa Iok-sin. . 《台北時報》. 2014-03-29  [2019-03-01]. （原始内容存档于2019-05-02） （英语）.
391. ↑  Chris Wang. . 《台北時報》. 2014-03-29  [2019-03-01]. （原始内容存档于2019-05-02） （英语）.
392. ↑  . Daybreak Project. 2017-07-20  [2019-03-01]. （原始内容存档于2022-05-25） （英语）.
393. ↑  晏山農等 & 2015年，第329頁.
394. 1 2 3  孙伟伦. . 《聯合早報》. 2014-03-24  [2019-03-01]. （原始内容存档于2019-05-02） （简体中文）.
395. ↑  . 中央社 CNA. 2014-04-07  [2019-03-01]. （原始内容存档于2019-05-02） –taipeitimes.com （英语）.
396. ↑  晏山農等 & 2015年，第126頁.
397. ↑  吉村剛史. . 《產經新聞》. 2014-03-21  [2019-02-14]. 原始内容存档于2015-12-10 （日语）.
398. ↑  Brice Pedroletti. . 《世界報》. 2014-03-20  [2019-03-01]. （原始内容存档于2019-05-02） （英语）.
399. ↑  晏山農等 & 2015年，第44頁至第45頁; 港千尋 & 2015年，第88頁; 吳叡人等 & 2016年，第186頁.
400. ↑  劉定綱 & 2014年，第19頁; 公民聲音團隊 & 2014年，第6頁; 黃恐龍 & 2014年，第220頁、第278頁至第279頁; 晏山農等 & 2015年，第40頁至第41頁、第43頁至第44頁; 港千尋 & 2015年，第158頁至第161頁、第241頁.
401. ↑  晏山農等 & 2015年，第41頁至第42頁、第304頁至第315頁; 吳叡人等 & 2016年，第190頁.
402. 1 2 3  Chen Yi-ching和Rachel Lin. . 《台北時報》. 2014-03-23  [2019-03-01]. （原始内容存档于2019-05-02） （英语）.
403. ↑  Lee I-chia和Shih Hsiu-chuan. . 《台北時報》. 2014-03-28  [2019-03-01]. （原始内容存档于2019-05-02） （英语）.
404. ↑  Chen Chi-chung; James Lee. . 中央社 CNA. 2014-03-24  [2019-03-01]. （原始内容存档于2019-05-02） –focustaiwan.tw （英语）.
405. ↑  Weng Yu-huang、Huang Pang-ping和Stacy Hsu. . 《台北時報》. 2014-03-24  [2019-03-01]. （原始内容存档于2019-05-02） （英语）.
406. ↑  Chen Yi-ching、Tan Chia-ling和Jake Chung. . 《台北時報》. 2014-03-25  [2019-03-01]. （原始内容存档于2019-05-02） （英语）.
407. 1 2  . 《頭條日報》. 2014-03-24  [2019-03-01]. （原始内容存档于2022-04-12） （繁体中文）.
408. 1 2  賴映秀. . ETtoday新聞雲. 2014-03-20  [2019-03-01]. （原始内容存档于2019-05-02） （繁体中文）.
409. ↑  晏山農等 & 2015年，第67頁、第337頁; 港千尋 & 2015年，第242頁.
410. 1 2  杜静. . 中國新聞社. 2014-03-28  [2019-03-01]. （原始内容存档于2019-05-02） （简体中文）.
411. ↑  劉定綱 & 2014年，第22頁; 公民聲音團隊 & 2014年，第10頁; 晏山農等 & 2015年，第83頁.
412. 1 2  吳叡人等 & 2016年，第168頁.
413. 1 2 3 4 5  黃巧雯. . 台北. 中央社 CNA. 2014-03-19  [2019-03-01]. （原始内容存档于2022-05-23） （zh-Hans-TW）.
414. 1 2 3  John Liu. . 《英文中國郵報》. 2014-03-27  [2019-03-01]. 原始内容存档于2015-09-24 （英语）.
415. ↑  Ted Chen. . 《英文中國郵報》. 2014-03-26  [2019-03-01]. 原始内容存档于2016-03-06 （英语）.
416. ↑  孫彬訓. . 中時電子報. 2014-03-27  [2019-03-01]. （原始内容存档于2019-05-02） （繁体中文）.
417. ↑  . Daybreak Project. 2017-07-21  [2019-03-01]. （原始内容存档于2022-01-08） （英语）.
418. ↑  劉定綱 & 2014年，第25頁; 公民聲音團隊 & 2014年，第14頁; 晏山農等 & 2015年，第112頁至第113頁、第382頁至第385頁.
419. ↑  . iThome. 2014-04-10  [2019-03-01]. （原始内容存档于2019-04-26） （繁体中文）.
420. ↑  Shelley Shan. . 《台北時報》. 2014-04-10  [2019-03-01]. （原始内容存档于2019-05-02） （英语）.
421. ↑  . Daybreak Project. 2017-07-25  [2019-03-01]. （原始内容存档于2022-05-25） （英语）.
422. ↑  吳叡人等 & 2016年，第141頁至第146頁.
423. ↑  . ETtoday新聞雲. 2014-03-19  [2019-03-01]. （原始内容存档于2019-05-02） （繁体中文）.
424. ↑  张琳. . 鳳凰衛視. 2014-03-20  [2019-03-01]. （原始内容存档于2019-05-02） （简体中文）.
425. ↑  . 《蘋果日報》. 2014-03-20  [2019-03-01]. （原始内容存档于2020-05-07） （繁体中文）.
426. ↑  . 主場新聞. 2014-03-19  [2019-03-01]. 原始内容存档于2014-06-06 （繁体中文）.
427. ↑  . 《太陽報》. 2014-03-23  [2019-03-01]. （原始内容存档于2022-05-23） （繁体中文）.
428. ↑  . 《蘋果日報》. 2014-03-21  [2019-03-01]. （原始内容存档于2020-05-07） （繁体中文）.
429. ↑  . 《蘋果日報》. 2014-03-23  [2019-03-01]. （原始内容存档于2020-05-07） （繁体中文）.
430. ↑  . 《蘋果日報》. 2014-03-23  [2019-03-01]. （原始内容存档于2020-05-07） （繁体中文）.
431. 1 2  . Daybreak Project. 2017-07-25  [2019-03-01]. （原始内容存档于2022-05-23） （英语）.
432. ↑  公民聲音團隊 & 2014年，第8頁; 港千尋 & 2015年，第83頁至第85頁; 吳叡人等 & 2016年，第106頁至第107頁、第192頁、第326頁至第327頁.
433. ↑  Feng Yi-en和Stacy Hsu. . 《台北時報》. 2014-03-25  [2019-03-01]. （原始内容存档于2019-05-02） （英语）.
434. ↑  . Daybreak Project. 2017-07-25  [2019-03-01]. （原始内容存档于2022-05-23） （英语）.
435. ↑  . Daybreak Project. 2017-07-25  [2019-03-01]. （原始内容存档于2022-05-23） （英语）.
436. ↑  林连金. . 台海網. 2014-03-22  [2019-03-01]. （原始内容存档于2019-05-02） （简体中文）.
437. ↑  晏山農等 & 2015年，第48頁.
438. ↑  共同通訊社. . 47NEWS. 2014-03-26  [2019-02-14]. 原始内容存档于2014-10-13 （日语）.
439. 1 2  比嘉清太. . 《讀賣新聞》. 2014-04-07  [2019-02-14]. 原始内容存档于2014-04-13 （日语）.
440. ↑  吳叡人等 & 2016年，第197頁至第198頁.
441. ↑  吉村剛史. . 《產經新聞》. 2014-04-15  [2019-02-14]. 原始内容存档于2016-03-04 （日语）.
442. ↑  . 《環球時報》. 2014-03-21  [2019-03-01]. （原始内容存档于2014-03-22） （英语）.
443. ↑  李欣. . 华夏经纬网. 2014-03-24  [2019-03-01]. （原始内容存档于2019-05-02） （简体中文）.
444. ↑  陶短房. . 责任编辑：李欣. 华夏经纬网，来源：新浪网. 2014-03-28  [2020-07-28]. （原始内容存档于2020-07-27） （简体中文）.
445. ↑  記者：廖雅玉. . TVBS新闻网. 2014-03-24  [2020-07-28]. （原始内容存档于2020-07-27） （繁体中文）.
446. ↑  共同通訊社. . 《產經新聞》. 2014-03-27  [2019-02-14]. （原始内容存档于2014-10-26） （日语）.
447. ↑  鄢烈山. . 新浪. 2014-03-25  [2019-03-01]. （原始内容存档于2019-05-02） （简体中文）.
448. ↑  蕭瀚. . 《華爾街日報》. 2014-03-26  [2019-03-01]. （原始内容存档于2022-01-08） （简体中文）.
449. 1 2  游琁如. . ETtoday新聞雲. 2014-03-20  [2019-03-01]. （原始内容存档于2019-05-02） （繁体中文）.
450. ↑  葉政淳. . 熱血時報. 2014-03-19  [2019-03-01]. （原始内容存档于2019-05-10） （繁体中文）.
451. ↑  黃世澤. . 《蘋果日報》. 2014-03-20  [2019-03-01]. （原始内容存档于2020-05-07） （繁体中文）.
452. ↑  黃恐龍 & 2014年，第89頁至第91頁; 吳叡人等 & 2016年，第156頁.
453. ↑  . 主場新聞. 2014-03-21  [2019-03-01]. 原始内容存档于2014-06-07 （繁体中文）.
454. 1 2  林樂天. . 《臺灣時報》. 2014-03-24  [2019-03-01]. （原始内容存档于2019-05-02） （简体中文）.
455. ↑  共同通訊社. . 《產經新聞》. 2014-03-30  [2019-02-14]. （原始内容存档于2014-10-26） （日语）.
456. ↑  . RFI - 法國國際廣播電台. 2023-05-05.
457. ↑  . Daybreak Project. 2017-07-24  [2019-03-01]. （原始内容存档于2022-05-23） （英语）.
458. ↑  晏山農等 & 2015年，第326頁; 吳叡人等 & 2016年，第119頁至第122頁.
459. ↑  . 國際特赦組織. 2014-03-19  [2019-03-01]. （原始内容存档于2019-05-02） （英语）.
460. ↑  明永昌. . 《聯合早報》. 2014-03-23  [2019-03-01]. （原始内容存档于2019-05-02） （简体中文）.
461. ↑  公民聲音團隊 & 2014年，第8頁.
462. ↑  Tim Culpan. . 彭博社. 2014-03-25  [2019-03-01]. 原始内容存档于2014-08-04 （英语）.
463. ↑  吳叡人等 & 2016年，第130頁至第131頁.
464. ↑  Chris Wang. . 《台北時報》. 2014-03-25  [2019-03-01]. （原始内容存档于2019-05-02） （英语）.
465. ↑  . Wall Street Journal. 2014-08-06  [2021-01-11]. ISSN 0099-9660. （原始内容存档于2014-11-18） （美国英语）.
其他網站的轉載：
  - . blog.udn.com. 2014-08-06  [2022-06-03]. （原始内容存档于2022-05-23）.
  - . 2014-08-06. （原始内容存档于2022-01-08） （英语）.
466. ↑  . Daybreak Project. 2017-07-20  [2019-03-01]. （原始内容存档于2022-04-09） （英语）.
467. ↑  Tony Phillips. . 《台北時報》. 2014-03-25  [2019-03-01]. （原始内容存档于2019-05-02） （英语）.
468. ↑  公民聲音團隊 & 2014年，第8頁; 港千尋 & 2015年，第88頁.
469. ↑  Jason Pan. . 《台北時報》. 2014-04-01  [2019-03-01]. （原始内容存档于2019-05-02） （英语）.
470. ↑  . Daybreak Project. 2017-07-20  [2019-03-01]. （原始内容存档于2022-05-23） （英语）.
471. ↑  公民聲音團隊 & 2014年，第8頁; 港千尋 & 2015年，第244頁.
472. ↑  Loa Iok-sin. . 《台北時報》. 2014-04-06  [2019-03-01]. （原始内容存档于2019-05-02） （英语）.
473. 1 2  . 台北. 中央社 CNA. 2014-06-24  [2019-03-01]. （原始内容存档于2022-05-23） （中文（臺灣））.
474. ↑  . 《英文台灣日報》. 2014-06-25  [2019-03-01]. （原始内容存档于2022-05-25） （英语）.
475. ↑  翁嫆琄. . 新頭殼. 2014-06-24  [2019-03-01]. （原始内容存档于2019-05-02） （繁体中文）.
476. ↑  Jason Pan. . 《台北時報》. 2014-06-25  [2019-03-01]. （原始内容存档于2019-05-02） （英语）.
477. ↑  Scarlett Chai; S.C. Chang. . 中央社 CNA. 2014-06-24  [2019-03-01]. （原始内容存档于2019-05-02） –focustaiwan.tw （英语）.
478. ↑  . 新頭殼 Newtalk. 2021-01-08. （原始内容存档于2021-01-13） （中文（臺灣））.
479. ↑  自由時報電子報. . 自由時報電子報. 2014-04-02  [2021-01-12]. （原始内容存档于2021-01-14） （中文（臺灣））.
480. ↑  . Daybreak Project. 2017-07-25  [2019-03-01]. （原始内容存档于2022-04-09） （英语）.
481. ↑  . Daybreak Project. 2017-07-24  [2019-03-01]. （原始内容存档于2022-05-23） （英语）.
482. ↑  劉定綱 & 2014年，第19頁; 黃恐龍 & 2014年，第181頁至第182頁; 港千尋 & 2015年，第39頁至第40頁、第88頁至第89頁; 吳叡人等 & 2016年，第302頁至第323.
483. ↑  . now新聞台. 2014-03-24  [2019-03-01]. （原始内容存档于2018-12-11） （繁体中文）.
484. ↑  晏山農等 & 2015年，第61頁.
485. ↑  朱炼. . 中國台灣網. 2014-04-09  [2019-03-01]. （原始内容存档于2019-05-02） （简体中文）.
486. 1 2 3  Liu Shi-yi; Christie Chen. . 中央社 CNA. 2015-04-21  [2019-03-01]. （原始内容存档于2019-05-02） –focustaiwan.tw （英语）.
487. 1 2 3  Rich Chang. . 《台北時報》. 2014-04-22  [2019-03-01]. （原始内容存档于2019-05-02） （英语）.
488. 1 2  吳叡人等 & 2016年，第365頁至第366頁.
489. ↑  Alison Hsiao. . 《台北時報》. 2014-06-06  [2019-03-01]. （原始内容存档于2019-05-02） （英语）.
490. ↑  晏山農等 & 2015年，第331頁至第333頁; 港千尋 & 2015年，第19頁; 吳叡人等 & 2016年，第365頁至第366頁.
491. ↑  Peggy Tsai; Scully Hsiao. . 中央社 CNA. 2015-05-05  [2019-03-01]. （原始内容存档于2019-05-02） –focustaiwan.tw （英语）.
492. 1 2  Tai Ya-chen; Elizabeth Hsu. . 中央社 CNA. 2016-05-23  [2019-03-01]. （原始内容存档于2019-03-06） –focustaiwan.tw （英语）.
493. 1 2  Stacy Hsu和Abraham Gerber. . 《台北時報》. 2016-05-24  [2019-03-01]. （原始内容存档于2019-03-06） （英语）.
494. ↑  Jason Pan. . 《台北時報》. 2016-06-15  [2019-03-01]. （原始内容存档于2019-05-02） （英语）.
495. ↑  蕭博文; 王揚宇. 李亨山 , 编. . 台北. 中央社 CNA. 2018-03-13  [2022-06-03]. （原始内容存档于2022-05-23） （中文（臺灣））.
496. ↑  Jason Pan. . 《台北時報》. 2018-03-14  [2019-03-01]. （原始内容存档于2019-02-25） （英语）.
497. ↑  . Daybreak Project. 2017-07-25  [2019-03-01]. （原始内容存档于2022-04-09） （英语）.
498. ↑  黃恐龍 & 2014年，第183頁至第189頁.
499. 1 2  寇謐將. . 《外交家雜誌》. 2014-03-24  [2019-03-01]. （原始内容存档于2019-03-07） （英语）.
500. ↑  . Daybreak Project. 2017-07-24  [2019-03-01]. （原始内容存档于2022-05-23） （英语）.
501. ↑  Por Lu Chen. . 《大紀元時報》. 2014-03-25  [2019-03-01]. 原始内容存档于2016-09-18 （西班牙语）.
502. ↑  晏山農等 & 2015年，第59頁至第62頁、第64頁至第65頁; 吳叡人等 & 2016年，第192頁.
503. ↑  康仁俊. . 台北: NOWnews. 2014-03-24  [2019-03-01]. （原始内容存档于2022-05-23） –tw.news.yahoo.com.
504. ↑  晏山農等 & 2015年，第61頁至第62頁、第65頁; 吳叡人等 & 2016年，第192頁、第194頁、第202頁、第326頁至第330頁、第338頁至第344頁、第360頁至第365頁.
505. 1 2  Loa Iok-sin. . 《台北時報》. 2014-03-25  [2019-03-01]. （原始内容存档于2019-05-02） （英语）.
506. ↑  Chang Wen-chuan和Jason Pan. . 《台北時報》. 2014-07-30  [2019-03-01]. （原始内容存档于2019-03-06） （英语）.
507. ↑  Loa Iok-sin. . 《台北時報》. 2014-07-31  [2019-03-01]. （原始内容存档于2019-03-06） （英语）.
508. ↑  Liao Ren-kai; Elizabeth Hsu. . 中央社 CNA. 2014-08-27  [2019-03-01]. （原始内容存档于2019-05-02） –focustaiwan.tw （英语）.
509. ↑  Jason Pan. . 《台北時報》. 2015-08-09  [2019-03-01]. （原始内容存档于2019-05-02） （英语）.
510. ↑  Hsiao Ting-fang. . 《台北時報》. 2015-09-16  [2019-03-01]. （原始内容存档于2019-05-02） （英语）.
511. ↑  林望. . 《朝日新聞》. 2014-04-16  [2019-02-14]. 原始内容存档于2014-06-25 （日语）.
512. ↑  鄭崇生. . 中央社 CNA. 2014-05-07  [2019-03-01]. （原始内容存档于2019-03-30） （中文（臺灣））.
513. ↑  陈键兴. . 新華網. 2014-05-07  [2019-03-01]. （原始内容存档于2019-03-30） （简体中文）.
514. 1 2  Ben Blanchard. . 路透社. 2014-05-07  [2019-03-01]. （原始内容存档于2019-03-30） （英语）.
515. ↑  Lawrence Chung. . 《南華早報》. 2014-05-08  [2019-03-01]. （原始内容存档于2019-03-30） （英语）.
516. 1 2 3  Loa Iok-sin. . 《台北時報》. 2014-05-22  [2019-03-01]. （原始内容存档于2019-03-30） （英语）.
517. ↑  Huang Chiao-wen; Y.F. Low. . 中央社 CNA. 2014-06-09  [2019-03-01]. （原始内容存档于2019-03-30） –focustaiwan.tw （英语）.
518. 1 2 3  Lawrence Chung. . 《南華早報》. 2014-06-10  [2019-03-01]. （原始内容存档于2019-03-30） （英语）.
519. ↑  Kelven Huang; Huang Chiao-wen; Y.F. Low. . 中央社 CNA. 2014-06-09  [2019-03-01]. （原始内容存档于2019-03-30） –focustaiwan.tw （英语）.
520. ↑  Helen Ku. . 《台北時報》. 2014-06-10  [2019-03-01]. （原始内容存档于2019-03-30） （英语）.
521. ↑  . Daybreak Project. 2017-07-25  [2019-03-01]. （原始内容存档于2019-03-30） （英语）.
522. ↑  . 時事通信社. 2014-04-16  [2019-02-14]. 原始内容存档于2014-04-17 （日语）.
523. ↑  吳叡人等 & 2016年，第108頁至第109頁、第155頁至第156頁.
524. ↑  美聯社. . 《時代雜誌》. 2014-06-25  [2019-03-01]. （原始内容存档于2014-06-26） （英语）.
525. 1 2  港千尋 & 2015年，第248頁.
526. ↑  寇謐將. . 《外交家雜誌》. 2014-07-01  [2019-03-01]. （原始内容存档于2019-03-07） （英语）.
527. ↑  晏山農等 & 2015年，第328頁、第410頁至第411頁.
528. ↑  . Daybreak Project. 2017-07-25  [2019-03-01]. （原始内容存档于2022-05-23） （英语）.
529. 1 2  Wen Kuei-hsiang; Jeffrey Wu. . 中央社 CNA. 2014-05-18  [2019-03-01]. （原始内容存档于2019-05-02） –focustaiwan.tw （英语）.
530. ↑  Lii Wen. . 《台北時報》. 2015-03-11  [2019-03-01]. （原始内容存档于2019-05-02） （英语）.
531. ↑  晏山農等 & 2015年，第410頁; 港千尋 & 2015年，第248頁.
532. ↑  晏山農等 & 2015年，第410頁.
533. ↑  . Daybreak Project. 2017-06-22  [2019-03-01]. （原始内容存档于2022-05-23） （英语）.
534. ↑  黃恐龍 & 2014年，第289頁至第319頁; 港千尋 & 2015年，第246頁至第249頁.
535. ↑  . Daybreak Project. 2017-07-24  [2019-03-01]. （原始内容存档于2022-05-23） （英语）.
536. ↑  公民聲音團隊 & 2014年，第16頁; 黃恐龍 & 2014年，第112頁至第113頁、第290頁至第295頁; 晏山農等 & 2015年，第129頁至第131頁、第185頁至第186頁、第290頁至第300頁、第411頁; 港千尋 & 2015年，第245頁.
537. ↑  黃恐龍 & 2014年，第307頁至第310頁; 港千尋 & 2015年，第40頁、第246頁至第247頁; 吳叡人等 & 2016年，第41頁至第42頁.
538. ↑  黃恐龍 & 2014年，第310頁至第313頁; 港千尋 & 2015年，第247頁.
539. ↑  黃恐龍 & 2014年，第314頁至第319頁; 港千尋 & 2015年，第247頁.
540. 1 2 3  William Lowther. . 《台北時報》. 2014-08-23  [2019-03-01]. （原始内容存档于2019-05-02） （英语）.
541. ↑  . Daybreak Project. 2017-07-25  [2019-03-01]. （原始内容存档于2019-03-30） （英语）.
542. ↑  吳叡人等 & 2016年，第369頁至第370頁.
543. ↑  吳叡人等 & 2016年，第244頁至第261頁、第386頁至第388頁.
544. ↑  . Daybreak Project. 2017-07-24  [2019-03-01]. （原始内容存档于2019-03-30） （英语）.
545. ↑  吳叡人等 & 2016年，第78頁、第109頁至第110頁.
546. ↑  . Daybreak Project. 2017-07-26  [2019-03-01]. （原始内容存档于2022-05-25） （英语）.
547. ↑  Ben Blanchard. . 路透社. 2015-05-04  [2019-03-01]. （原始内容存档于2019-05-02） （英语）.
548. ↑  吳叡人等 & 2016年，第41頁至第42頁、第78頁、第109頁至第110頁、第156頁至第157頁、第203頁.
549. 1 2 3  楊虔豪. . 東洋經濟新報社. 2014-12-04  [2019-02-14]. （原始内容存档于2019-05-02） （日语）.
550. ↑  晏山農等 & 2015年，第326頁.
551. ↑  Cindy Sui. . 英國廣播公司新聞網. 2014-03-26  [2019-03-01]. （原始内容存档于2019-01-13） （英语）.
552. ↑  蔣金和林揚軼. . 端傳媒. 2016-01-17  [2019-03-01]. （原始内容存档于2019-04-04） （繁体中文）.
553. ↑  晏山農等 & 2015年，第328頁.
554. ↑  Chen Wei-han. . 《台北時報》. 2015-09-14  [2019-03-01]. （原始内容存档于2019-04-04） （英语）.
555. ↑  . 時代力量.   [2019-03-01]. （原始内容存档于2019-03-27） （Chinese (Taiwan)）.
556. ↑  Josh Horwitz. . Quartz. 2016-01-18  [2019-03-01]. （原始内容存档于2019-04-04） （英语）.
557. ↑  田中靖人. . 《產經新聞》. 2015-02-25  [2019-02-14]. （原始内容存档于2019-05-02） （日语）.
558. 1 2  田中靖人. . 《產經新聞》. 2015-02-25  [2019-02-14]. （原始内容存档于2019-05-02） （日语）.
559. ↑  . Daybreak Project. 2017-07-26  [2019-03-01]. （原始内容存档于2022-05-23） （英语）.
560. ↑  吳叡人等 & 2016年，第78頁、第156頁至第157頁、第203頁.
561. ↑  鈴木玲子. . 《每日新聞》. 2016-01-16  [2019-02-14]. （原始内容存档于2019-05-02） （日语）.
562. ↑  Alison Hsiao. . 《台北時報》. 2016-01-17  [2019-03-01]. （原始内容存档于2019-05-02） （英语）.
563. ↑  Linda van der Horst. . 《外交家雜誌》. 2014-03-20  [2019-03-01]. （原始内容存档于2019-05-02） （英语）.
564. ↑  吳叡人等 & 2016年，第203頁.
565. ↑  Barbara Celis. . 《機密報》. 2016-09-03  [2019-03-01]. （原始内容存档于2019-05-02） （西班牙语）.
566. ↑  . Daybreak Project. 2017-08-10  [2019-03-01]. （原始内容存档于2022-05-23） （英语）.
567. ↑  . Daybreak Project. 2017-07-20  [2019-03-01]. （原始内容存档于2022-05-23） （英语）.
568. ↑  . Daybreak Project. 2017-07-20  [2019-03-01]. （原始内容存档于2022-05-25） （英语）.
569. ↑  . Daybreak Project. 2017-07-20  [2019-03-01]. （原始内容存档于2022-05-23） （英语）.
570. ↑  . Daybreak Project. 2017-07-25  [2019-03-01]. （原始内容存档于2022-05-25） （英语）.
571. ↑  . Daybreak Project. 2017-07-20  [2019-03-01]. （原始内容存档于2022-05-23） （英语）.
572. ↑  黃恐龍 & 2014年，第34頁; 港千尋 & 2015年，第95頁至第98頁、第106頁至第115頁.
573. ↑  胡治言. . 《蘋果日報》. 2014-03-25  [2019-03-01]. （原始内容存档于2020-05-07） （繁体中文）.
574. ↑  公民聲音團隊 & 2014年，第9頁; 黃恐龍 & 2014年，第190頁至第193頁; 港千尋 & 2015年，第240頁、第242頁至第243頁.
575. ↑  公民聲音團隊 & 2014年，第5頁.
576. ↑  . Daybreak Project. 2017-07-20  [2019-03-01]. （原始内容存档于2022-05-23） （英语）.
577. ↑  Chen Chih-chung; Elaine Hou. . 中央社 CNA. 2014-04-10  [2019-03-01]. （原始内容存档于2019-08-28） –focustaiwan.tw （英语）.
578. ↑  寇謐將. . 《外交家雜誌》. 2014-04-11  [2019-03-01]. （原始内容存档于2019-03-07） （英语）.
579. ↑  公民聲音團隊 & 2014年，第10頁; 港千尋 & 2015年，第243頁至第244頁; 黃恐龍 & 2014年，第195頁至第198頁; 晏山農等 & 2015年，第81頁至第82頁; 港千尋 & 2015年，第83頁至第85頁、第87頁、第192頁至第193頁.
580. ↑  公民聲音團隊 & 2014年，第10頁; 晏山農等 & 2015年，第81頁至第82頁; 港千尋 & 2015年，第83頁、第243頁至第244頁.
581. ↑  公民聲音團隊 & 2014年，第11頁; 黃恐龍 & 2014年，第195頁至第196頁; 晏山農等 & 2015年，第91頁.
582. ↑  公民聲音團隊 & 2014年，第7頁; 晏山農等 & 2015年，第44頁.
583. ↑  . Daybreak Project. 2017-07-24  [2019-03-01]. （原始内容存档于2022-05-23） （英语）.
584. ↑  黃恐龍 & 2014年，第18頁至第22頁、第114頁至第176頁、第228頁至第232頁; 晏山農等 & 2015年，第183頁至第184頁; 港千尋 & 2015年，第13頁、第15頁、第92頁至第94頁、第208頁至第219頁; 吳叡人等 & 2016年，第138頁至第139頁.
585. ↑  公民聲音團隊 & 2014年，第12頁.
586. ↑  公民聲音團隊 & 2014年，第15頁.
587. ↑  晏山農等 & 2015年，第290頁至第291頁; 吳叡人等 & 2016年，第373頁至第383頁.
588. ↑  晏山農等 & 2015年，第320頁至第324頁; 吳叡人等 & 2016年，第126頁至第127頁.
589. ↑  . Daybreak Project. 2017-07-15  [2019-03-01]. （原始内容存档于2022-04-09） （英语）.
590. ↑  陳沂庭. . Rti央廣. 2014-03-19  [2025-06-03]. （原始内容存档于2014-03-19）.
591. ↑  Adela Lin和Tim Culpan. . 彭博社. 2014-03-19  [2019-03-01]. （原始内容存档于2019-05-02） （英语）.
592. ↑  法新社. . 《南華早報》. 2015-03-01  [2019-03-01]. （原始内容存档于2019-05-02） （英语）.
593. ↑  劉定綱 & 2014年，第16頁; 黃恐龍 & 2014年，第5頁; 晏山農等 & 2015年，第324頁至第330頁.
594. ↑  . Daybreak Project. 2017-11-13  [2019-03-01]. （原始内容存档于2022-05-23） （英语）.
595. ↑  吳叡人等 & 2016年，第78頁.
596. ↑  . Daybreak Project. 2017-07-24  [2019-03-01]. （原始内容存档于2022-05-23） （英语）.
597. ↑  吳叡人等 & 2016年，第107頁至第108頁、第157頁至第160頁、第369頁至第370頁.
598. ↑  . Daybreak Project. 2017-06-10  [2019-03-01]. （原始内容存档于2022-05-23） （英语）.
599. ↑  吳叡人等 & 2016年，第107頁至第108頁.
600. ↑  . Daybreak Project. 2017-07-26  [2019-03-01]. （原始内容存档于2022-05-23） （英语）.
601. ↑  . 中央社 CNA. 2014-09-21  [2019-03-01]. （原始内容存档于2019-05-02） –taipeitimes.com （英语）.
602. ↑  晏山農等 & 2015年，第97頁至第98頁、第102頁; 吳叡人等 & 2016年，第19頁、第25頁至第50頁.
603. ↑  . Daybreak Project. 2017-11-13  [2019-03-01]. （原始内容存档于2022-05-23） （英语）.
604. ↑  劉子維. . 英國廣播公司新聞網. 2015-10-01  [2019-03-01]. （原始内容存档于2019-05-02） （英语）.
605. ↑  公民聲音團隊 & 2014年，第16頁; 晏山農等 & 2015年，第193頁至第194頁、第324頁至第326頁; 吳叡人等 & 2016年，第156頁、第264頁至第265頁.
606. ↑  John Scot Feng. . 中央社 CNA. 2014-03-31  [2019-03-01]. （原始内容存档于2019-05-02） –focustaiwan.tw （英语）.
607. ↑  Jenny W. Hsu. . 《華爾街日報》. 2014-04-01  [2019-03-01]. （原始内容存档于2019-05-02） （英语）.
608. ↑  . Daybreak Project. 2017-07-24  [2019-03-01]. （原始内容存档于2022-05-23） （英语）.
609. ↑  黃恐龍 & 2014年，第237頁至第245頁; 晏山農等 & 2015年，第105頁、第325頁.
610. ↑  . Daybreak Project. 2017-11-14  [2019-03-01]. （原始内容存档于2022-05-25） （英语）.
611. ↑  . Daybreak Project. 2017-07-24  [2019-03-01]. （原始内容存档于2022-05-23） （英语）.
612. ↑  . Daybreak Project. 2017-06-10  [2019-03-01]. （原始内容存档于2022-05-25） （英语）.
613. ↑  晏山農等 & 2015年，第325頁.

## 外部連結
- public.318.io（页面存档备份，存于） （繁體中文）
- Sunflower Movement 太陽花學運（页面存档备份，存于） （英文）
- Democracy at 4am（页面存档备份，存于） （英文）
- Daybreak Project（页面存档备份，存于） （英文）
- （页面存档备份，存于） （日語）